# Festival international de géographie
Pour les articles homonymes, voir FIG.
Le Festival international de géographie (FIG) est une manifestation annuelle, à la fois scientifique et grand public, organisée par l'Association pour le Développement du Festival International de Géographie (ADFIG), à Saint-Dié-des-Vosges, en France.
Il est créé en 1990 par Christian Pierret alors maire de la ville.
La vocation de Saint-Dié-des-Vosges pour la géographie résulte du baptême de l'Amérique en 1507 dans cette ville par les membres du Gymnase vosgien, dont Martin Waldseemüller, auteur de la première carte du Nouveau Monde.

## Présentation

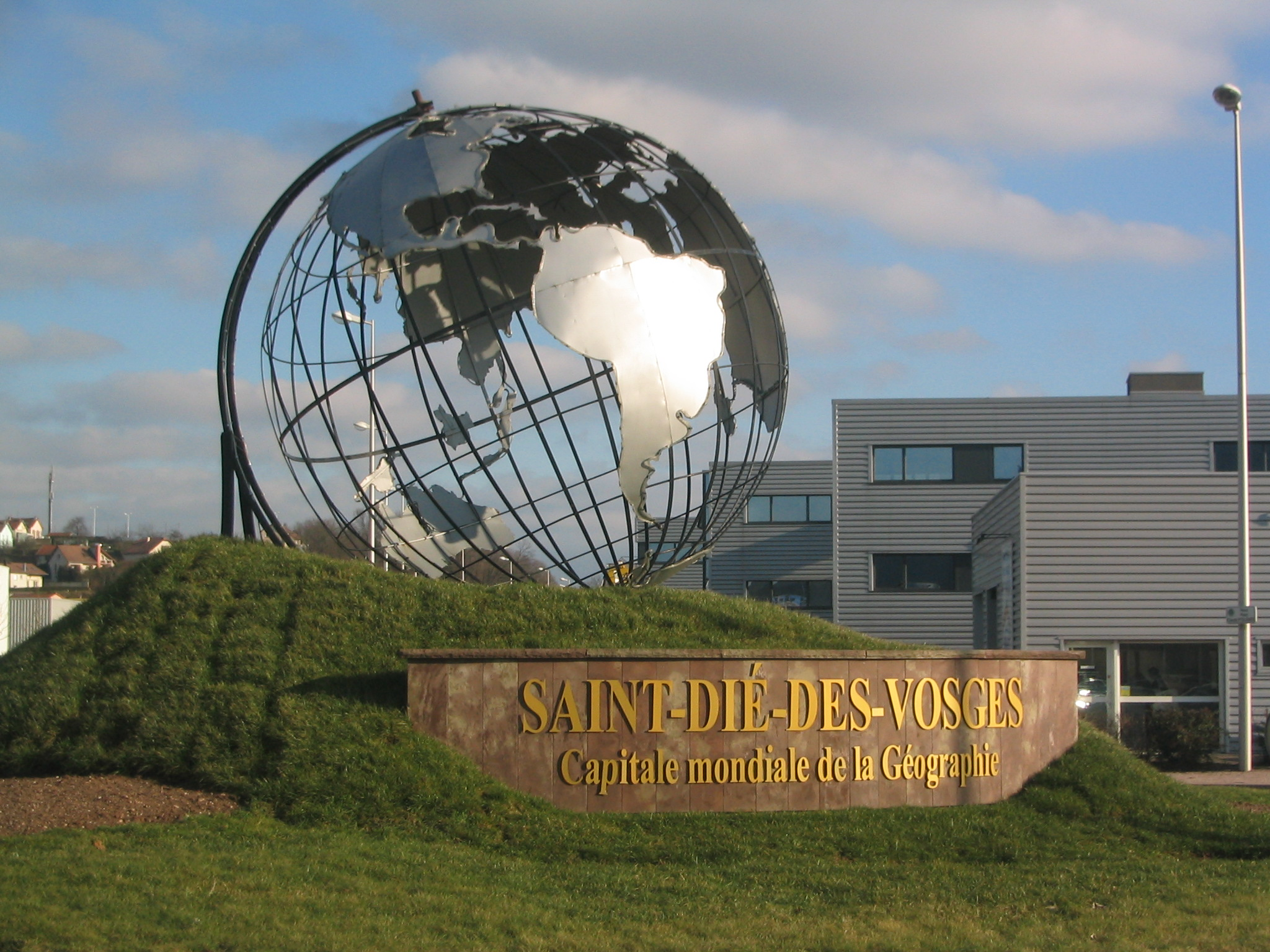
La ville revendique le titre de « Capitale mondiale de la géographie ».

Géographes, chercheurs, universitaires, enseignants du secondaire et simples amateurs de géographie humaine ou physique se donnent rendez-vous dans cette ville vosgienne, traditionnellement lors du premier week-end du mois d'octobre, afin de débattre d'un thème et/ou sur un pays ainsi que pour réfléchir aux enjeux de la place et de la transmission de cette discipline.
Des géographes mais également des romanciers, des essayistes, des sociologues, des historiens, des hommes politiques, des philosophes interviennent au cours des nombreuses tables rondes, cafés-géographiques et conférences-débats proposées à Saint-Dié-des-Vosges durant les trois jours pleins que dure le festival. Grands entretiens, tables-rondes, conférences-débats sont complétés par sa vitrine informatique et numérique qu'est le Salon de la Géomatique, par le Salon du Livre Amerigo-Vespucci – où l'on décerne chaque année le Prix Amerigo-Vespucci –, par des cafés géographiques, des expositions, des projections de films et, enfin, par un Salon de la Gastronomie visant à faire connaître aux festivaliers la culture culinaire du pays invité tout autant que les produits locaux,,,.
Le FIG est organisé par l'ADFIG (Association pour le Développement du FIG) depuis 1990 et la programmation des manifestations est pilotée par un comité scientifique qui lance annuellement des appels à contribution dans la communauté internationale des géographes,,.
Le Festival international de géographie (FIG) s'est progressivement décentralisé avec l'organisation d'événements dans les localités voisines,,,.
Depuis l'édition 2016, le festival s'est en outre complété d'un « FIG Junior » à destination des enfants,,.
Par le truchement du rectorat de l'Académie de Nancy-Metz, le Ministère de l'Éducation nationale, s'appuie sur le festival pour initier des actions pédagogiques à destination des établissements scolaires publics et privés de la Région académique Grand Est, des pays voisins (Allemagne, Belgique, Luxembourg, Suisse) et des établissements de l’Agence pour l'enseignement français à l'étranger.

## Prix décernés
Plusieurs prix sont décernés chaque année au cours du festival.
Le plus prestigieux d'entre eux est le prix Vautrin-Lud, la plus haute récompense dans le champ de la géographie, souvent désigné comme le « Nobel de géographie ».
Le prix Amerigo-Vespucci est un prix littéraire qui distingue des ouvrages portant sur le thème de l'aventure et du voyage. Un prix Amerigo-Vespucci jeunesse est également décerné.
Créé en 1994, le prix Ptolémée est un prix de vulgarisation décerné jusqu'en 2018.
Depuis 2003, le prix de la thèse du Comité national français de géographie, représentante française de l'Union géographique internationale, honore les travaux d'un doctorant de géographie,.
Depuis 2008, le Salon de la Géomatique organise le Concours de géovisualisation et cartographies dynamiques (trois prix y sont décernés).
Depuis 2016, un prix de la bande dessinée géographique est décerné.
Depuis 2021, le prix du livre de géographie des lycéens et étudiants y est remis.

## Wikipédia et le FIG
Depuis 2013 des wikipédiens locaux et wikimédiens en résidence animent conjointement lors du FIG des actions de popularisation de l'encyclopédie contributive et de Wikimédia..

### 1990 : Les découpages du monde

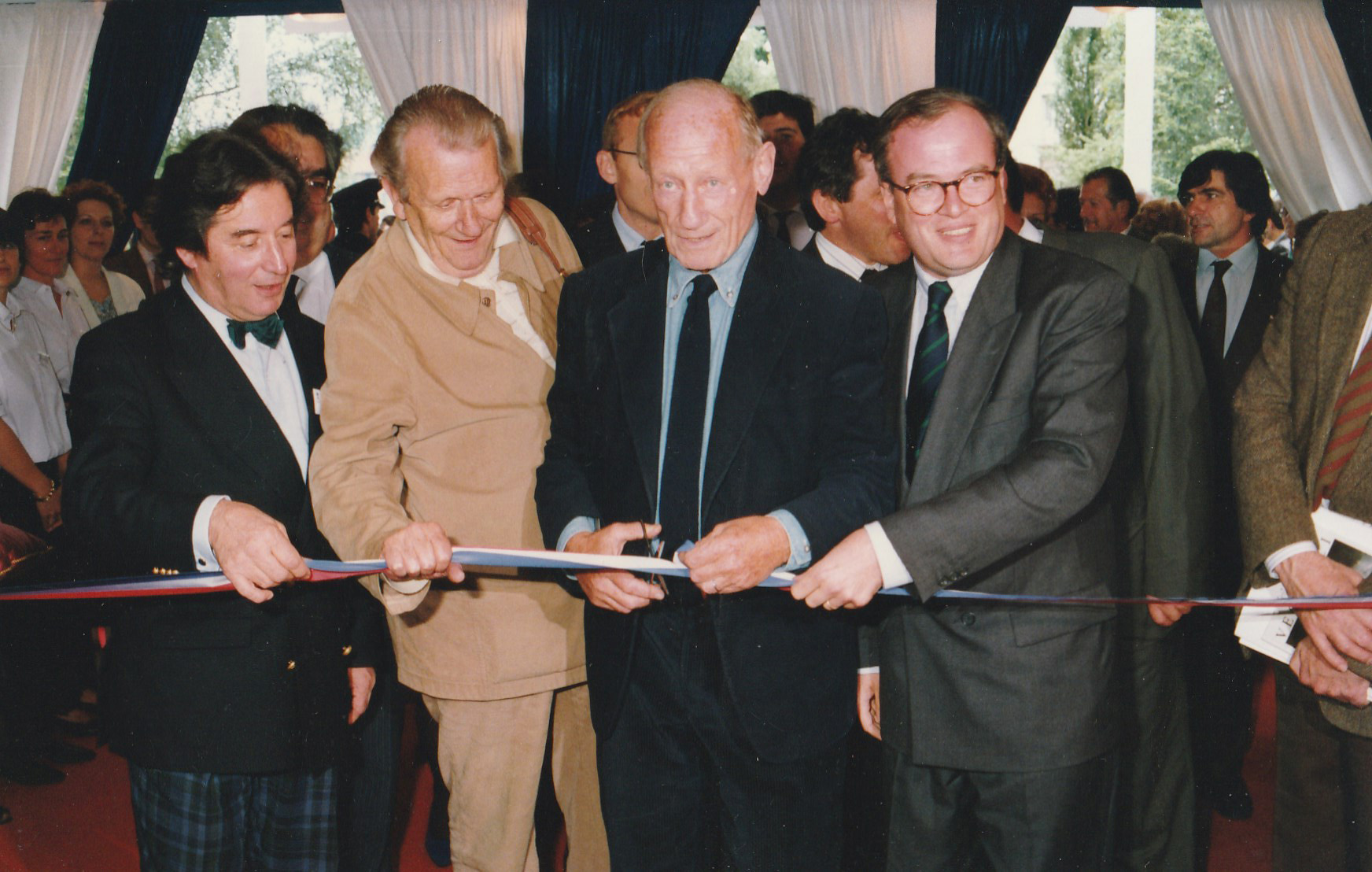
Inauguration du premier FIG par son président Haroun Tazieff et son fondateur Christian Pierret.

## Chronologie

### 2020: Climat(s)
- Dates : 2, 3 et 4 octobre 2020[48].
- Pays invité : En raison du risque sanitaire généré par la propagation persistante de la Covid 19, l'invitation initialement lancée auprès du Portugal pour l'édition 2020 du festival[49] est reportée en 2022[50].
- Président : Michel Bussi.

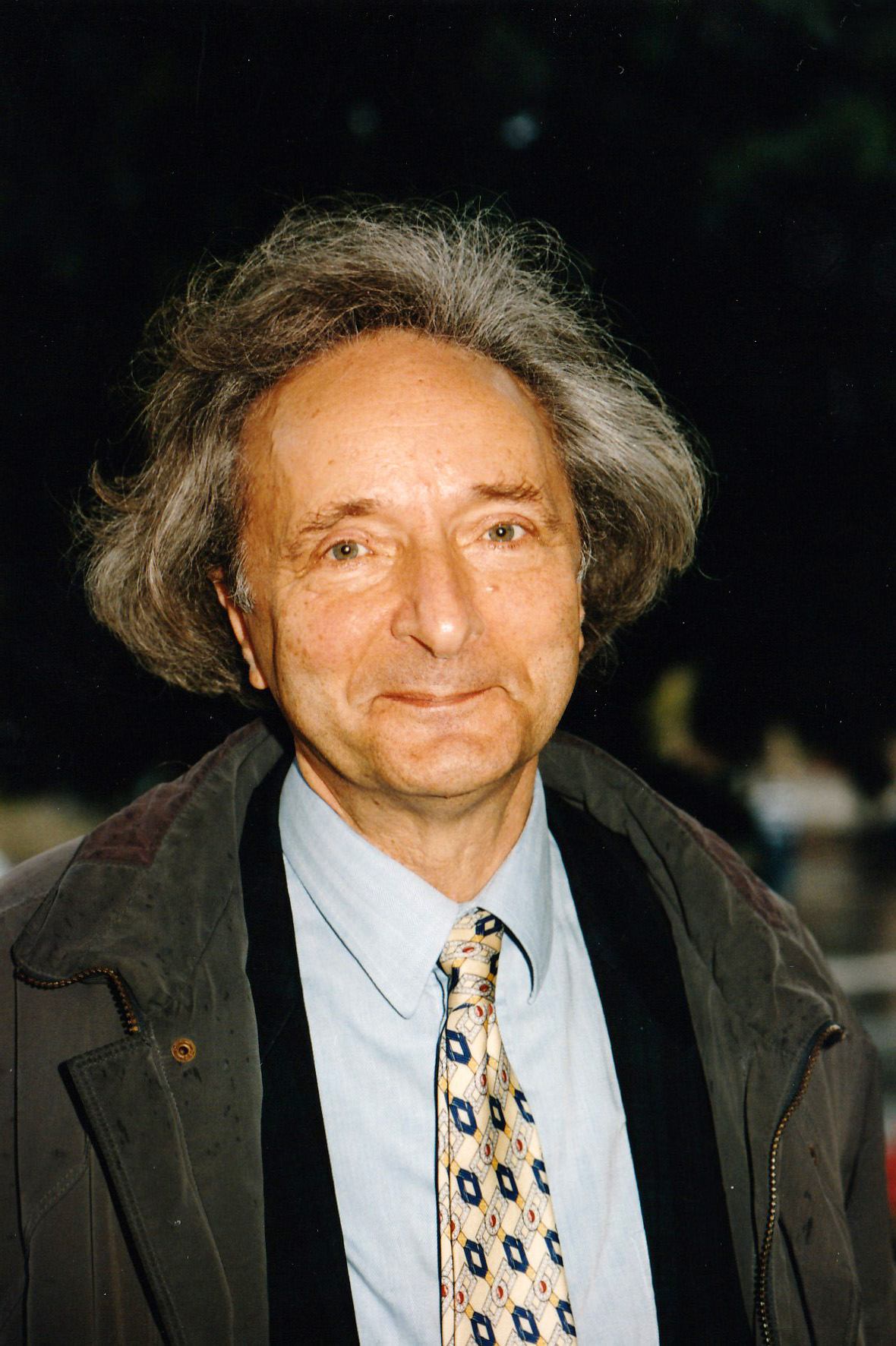
Theodore Zeldin, président.
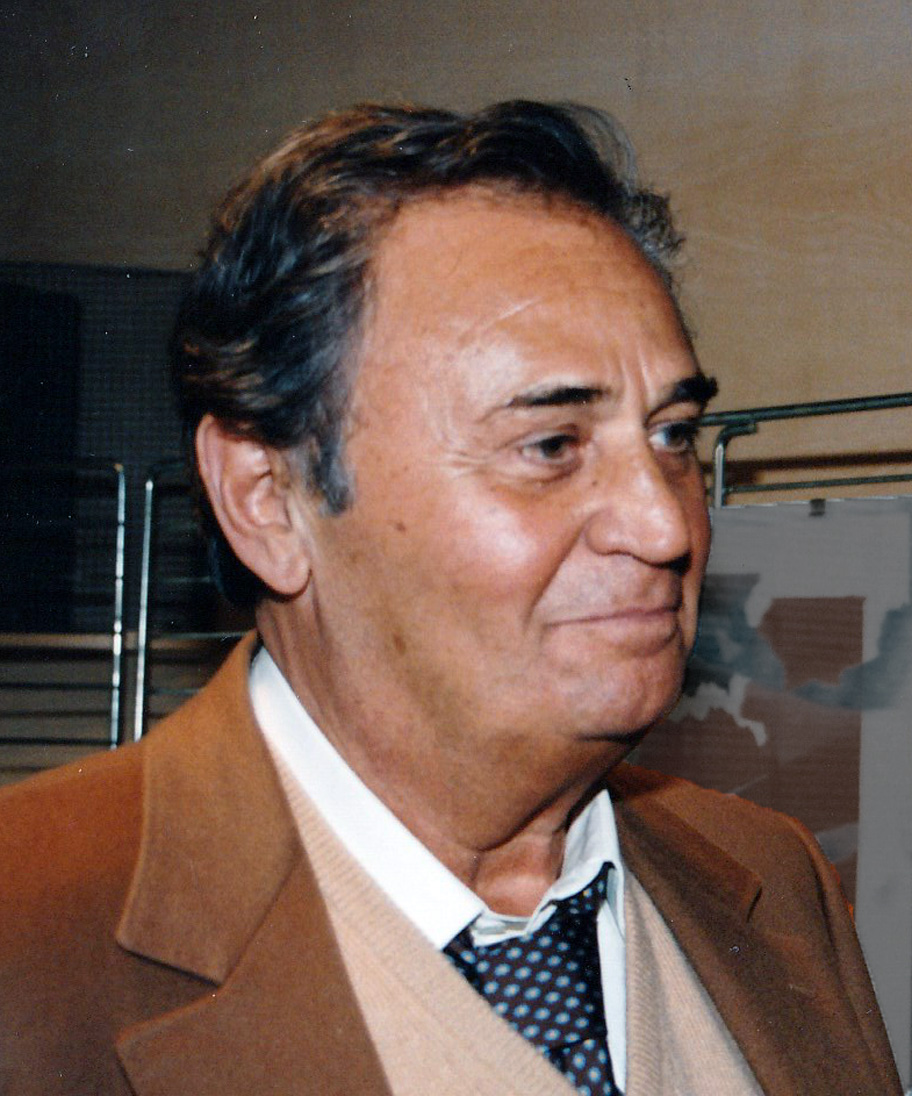
Grand Témoin : Isabelle Autissier.
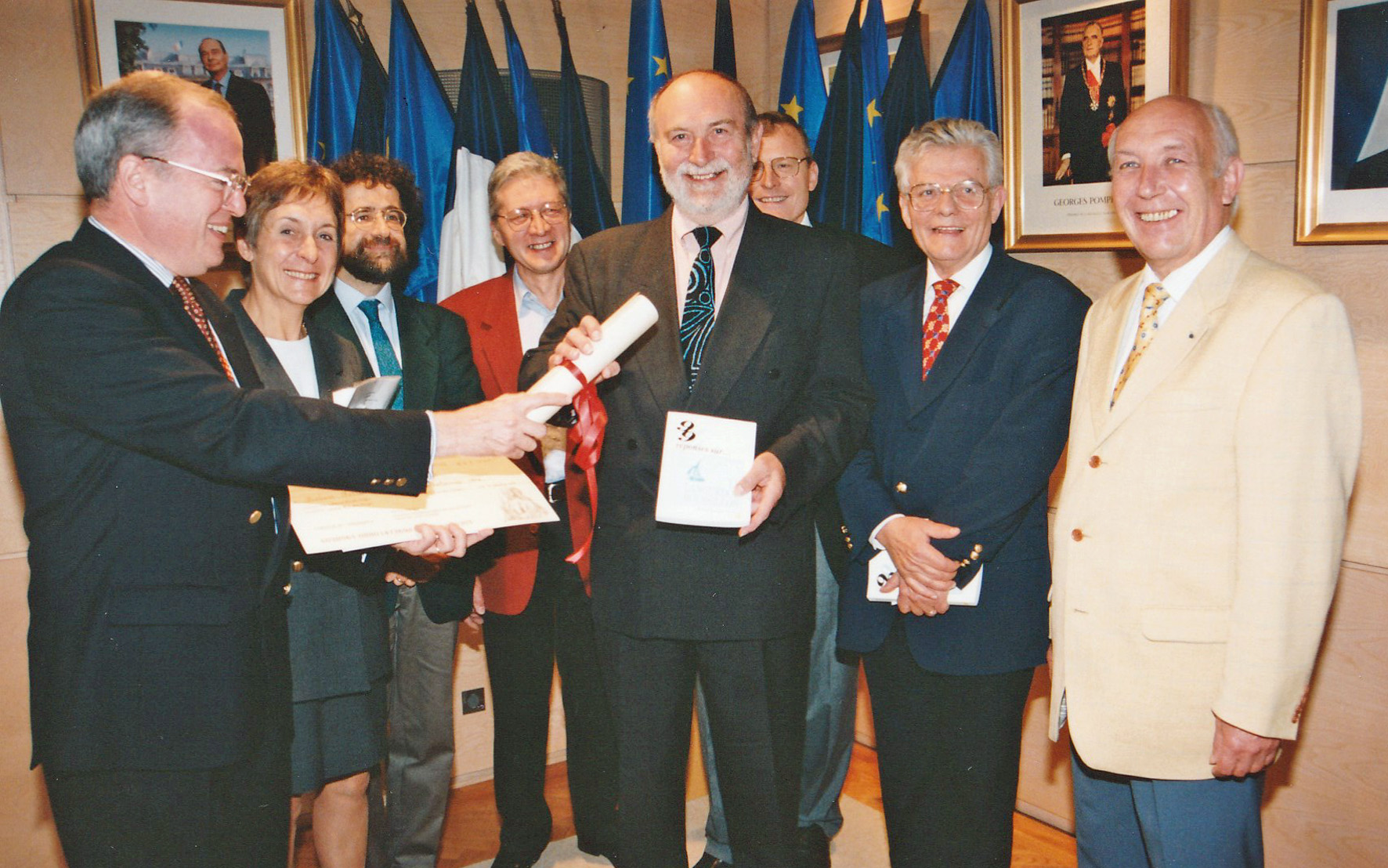
Robert Ferras, prix Ptolémée.
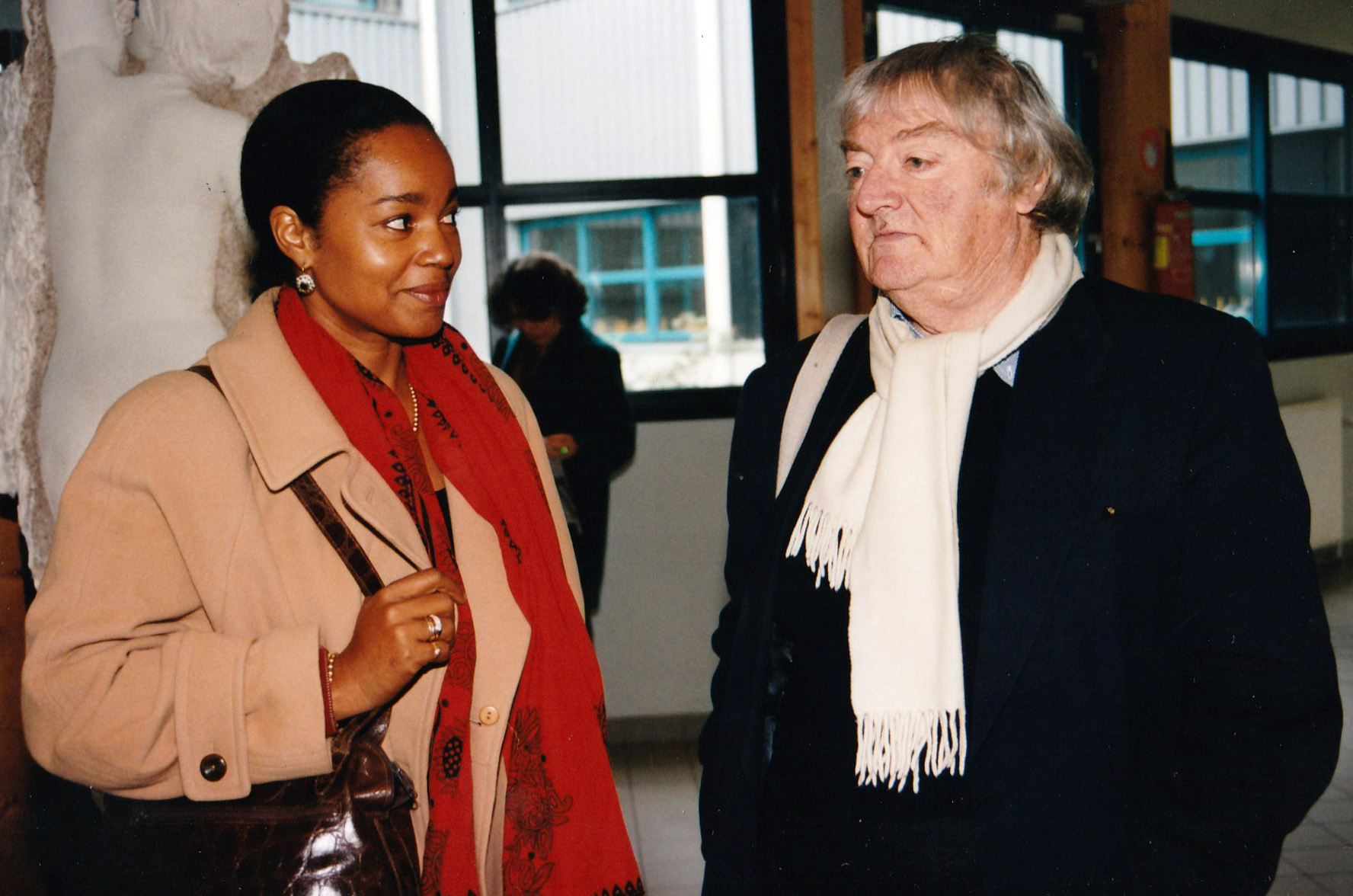
Gisèle Pineau et Jacques Lacarrière, auteurs.

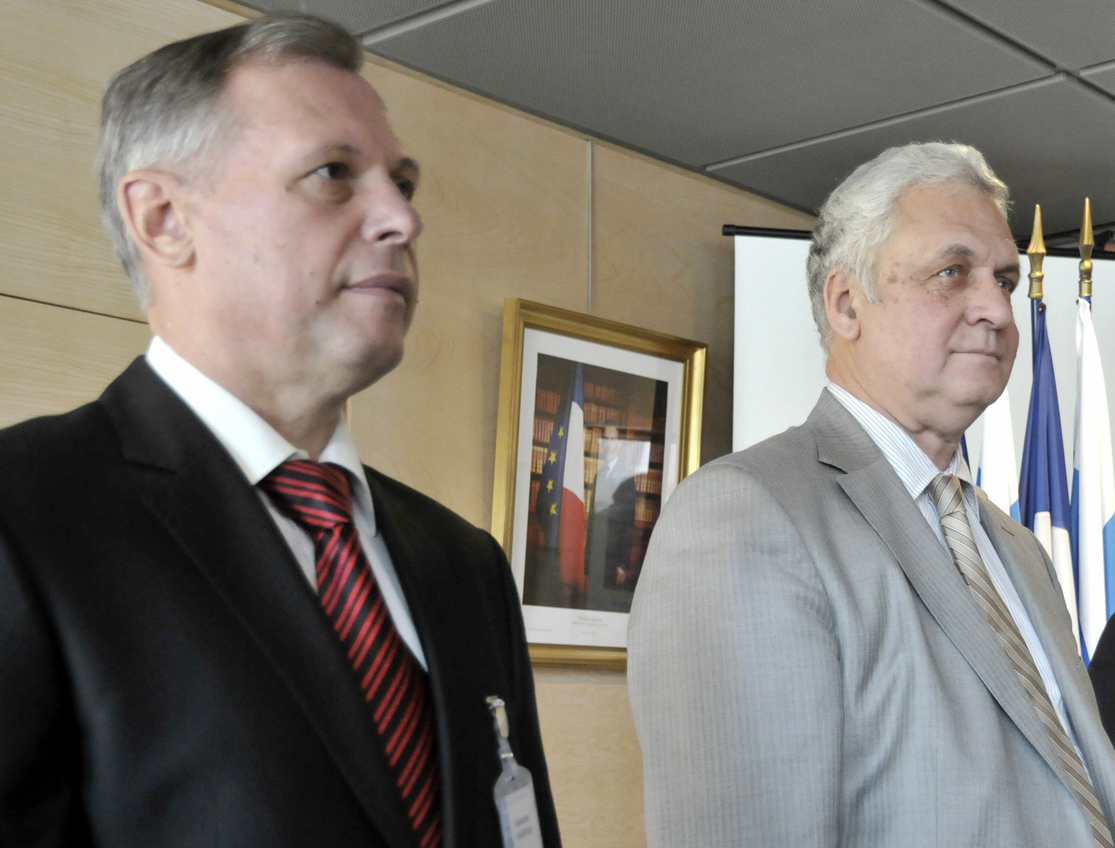
Alexandre Chupriyan et Alexandre Orlov.
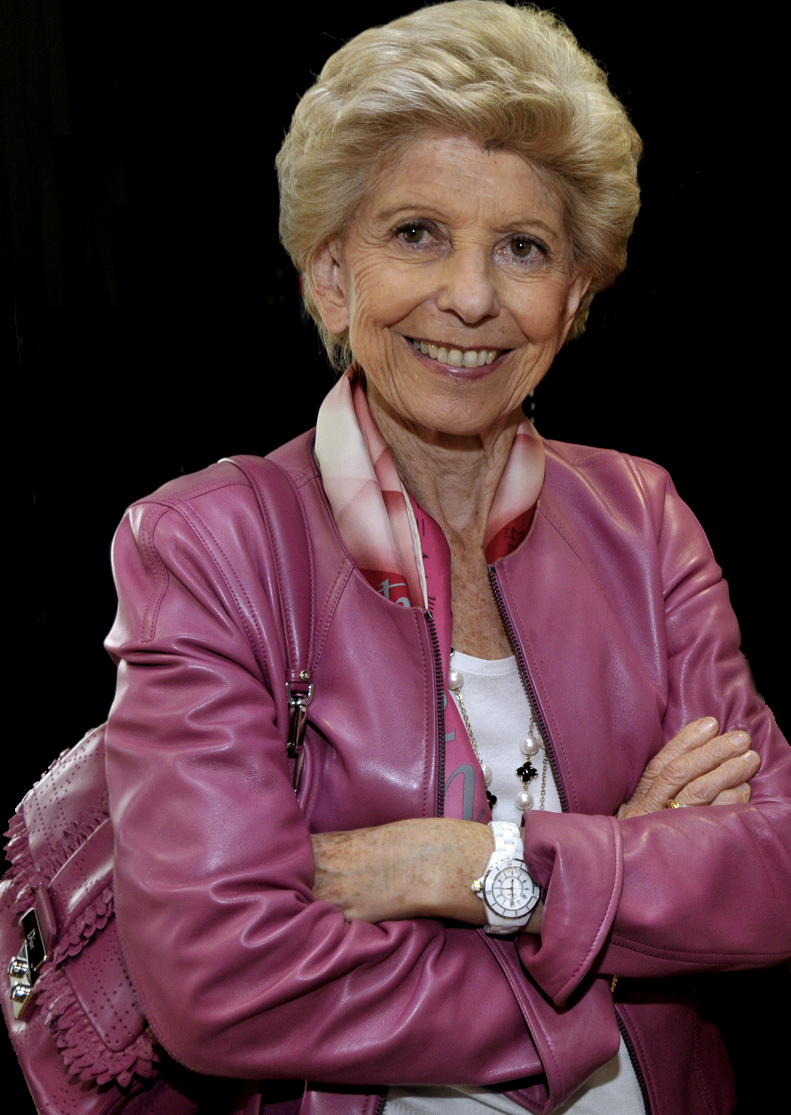
Hélène Carrère d'Encausse.

Isabelle Autissier, lauréate du prix Ptolémée

- Direction scientifique : Alexis Metzger et Martine Tabeaud.

Drapeaux Franco-Chinois.

- Président du Salon du Livre : Jul.
- Prix Amerigo-Vespucci : Sandrine Collette, Et toujours les forêts, (Jean-Claude Lattès).
- Prix Amerigo-Vespucci Jeunesse : Séraphine Menu, Biomimétisme, (La Pastèque).
- Prix de la BD géographique : Nicolas de Crécy, Visa Transit, tome 1 (Gallimard).
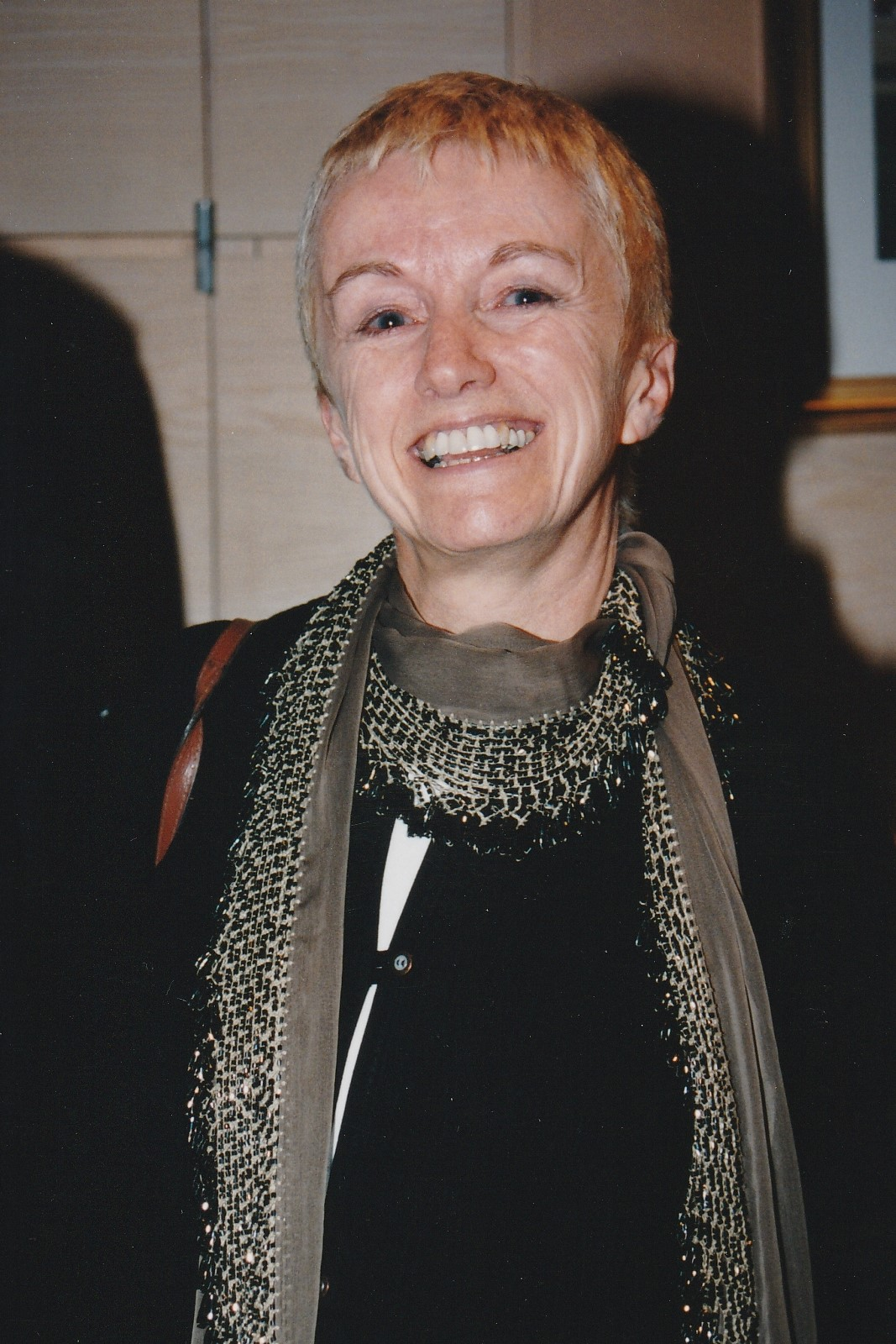
Prix Vautrin-Lud : Rudolf Brázdil (Tchéquie).

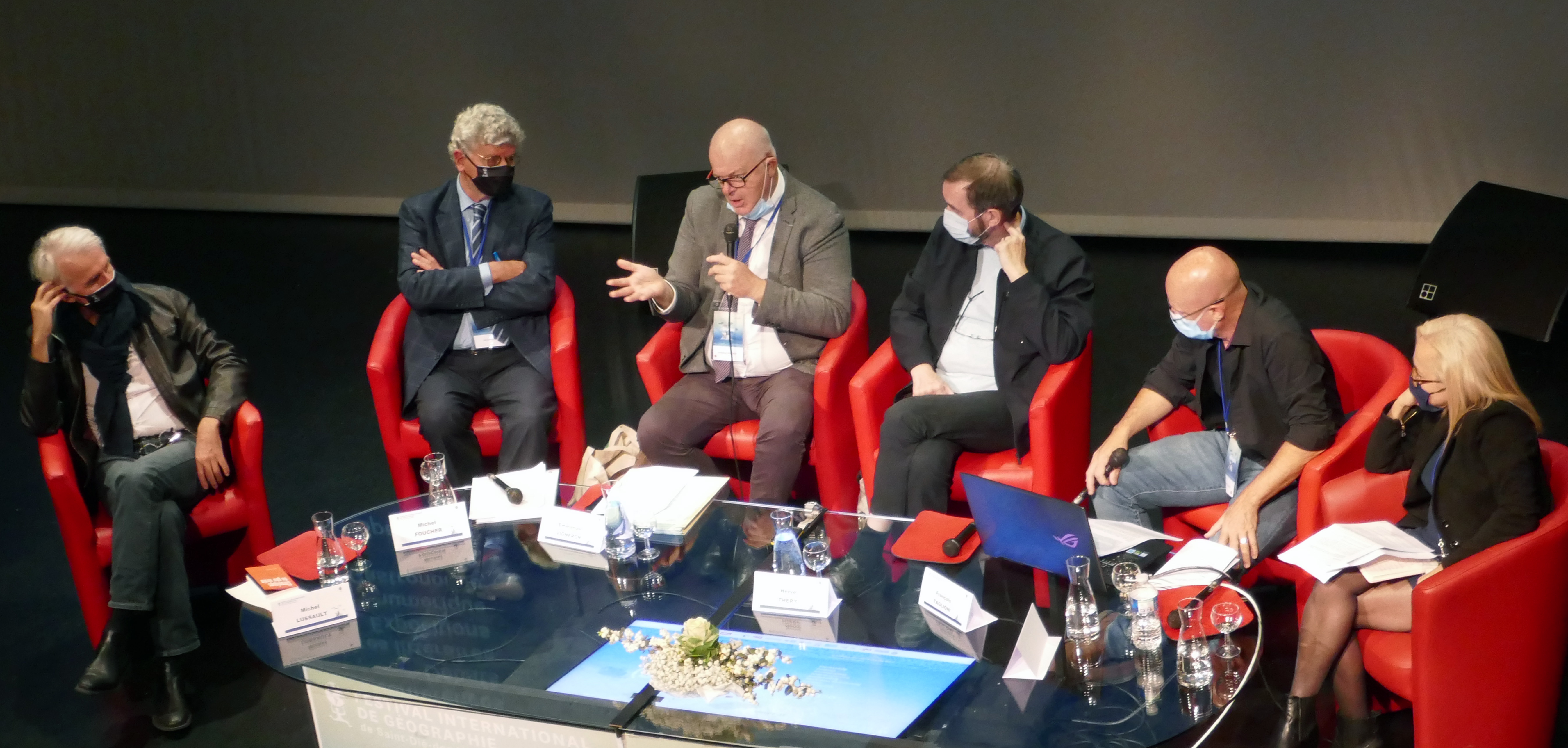
Table ronde masquée, sur le thème La COVID-19 : une pandémie sous l'œil des géographes.
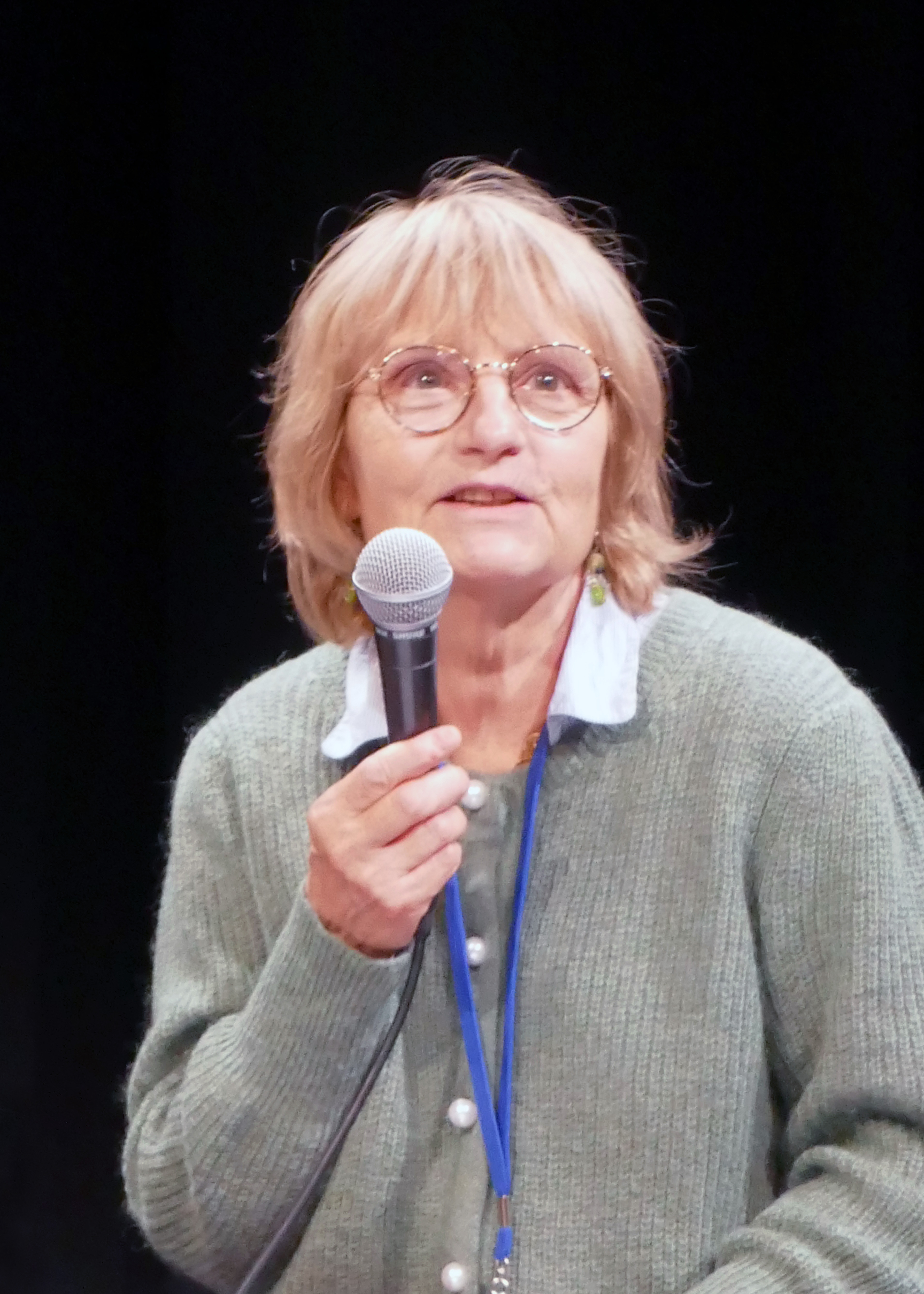
Martine Tabeaud, co-directrice scientifique.

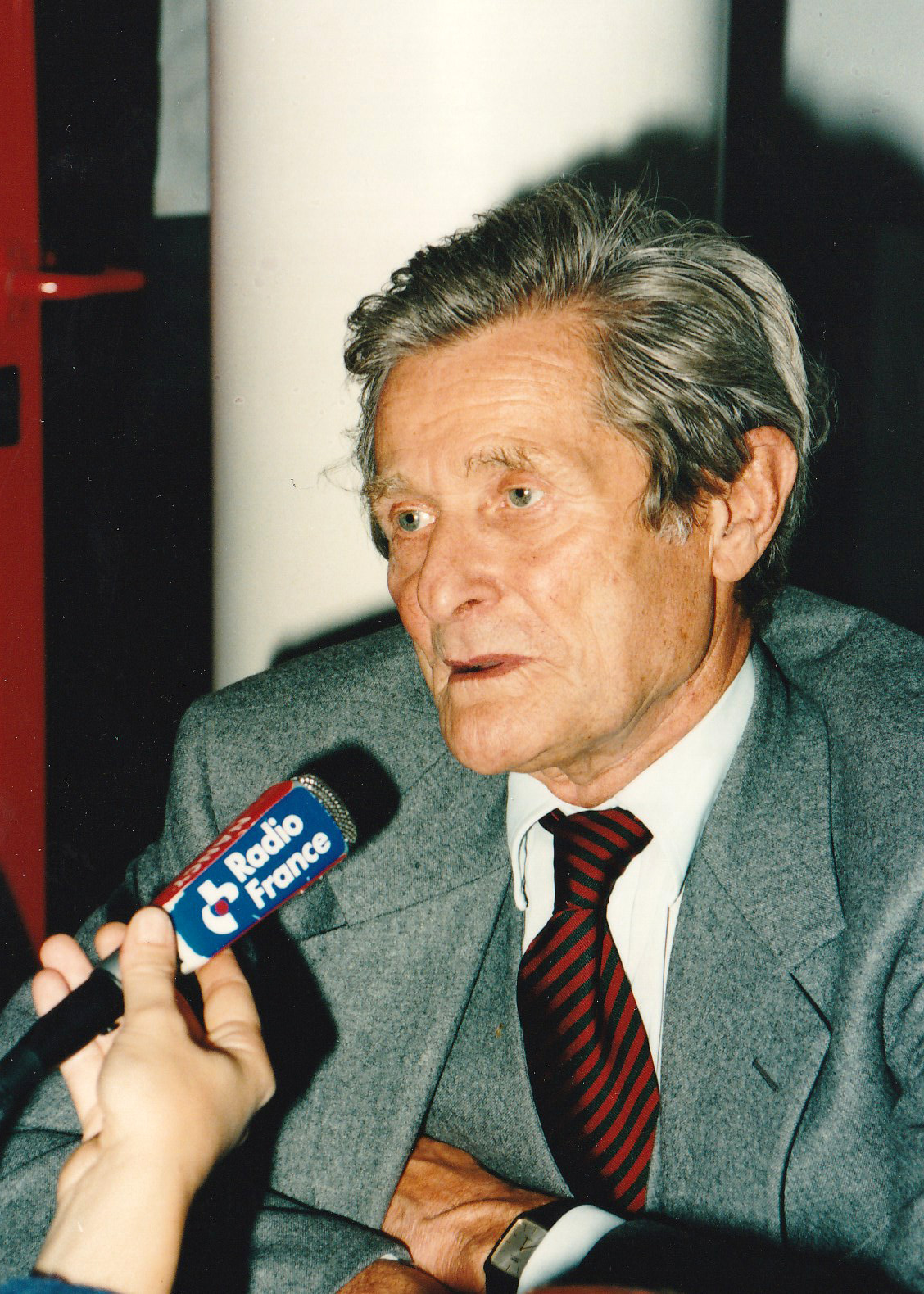
Léon Schwartzenberg, président du FIG.
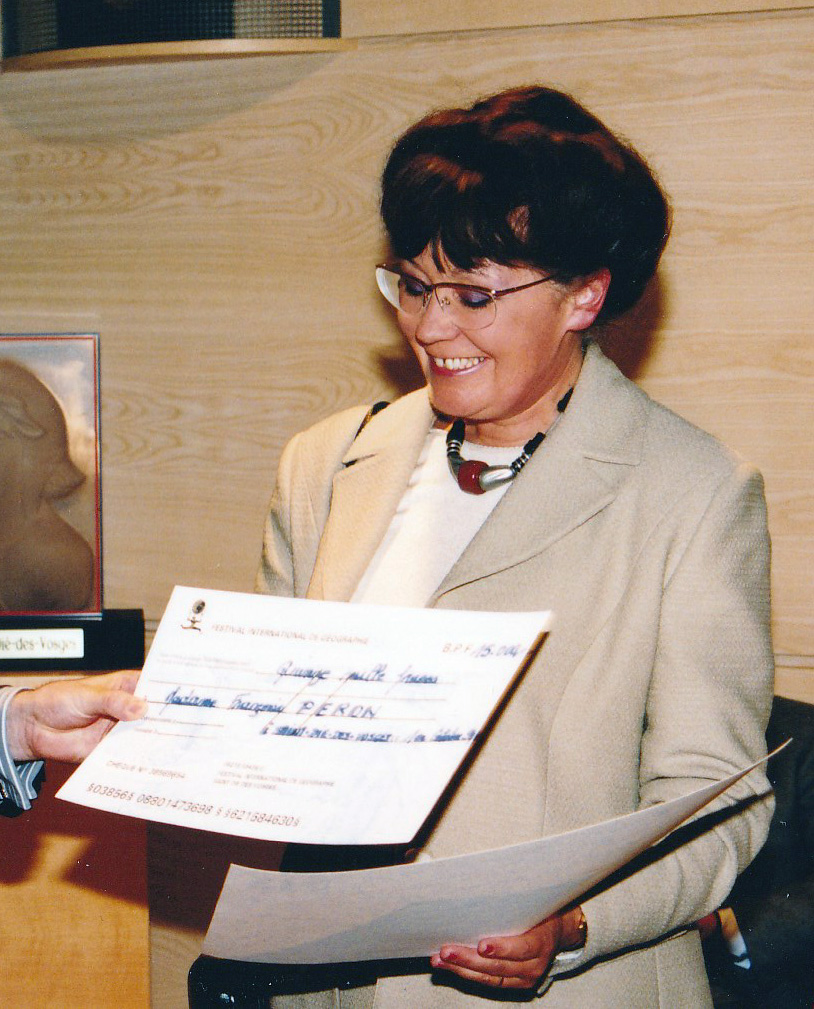
Françoise Péron, prix Ptolémée.
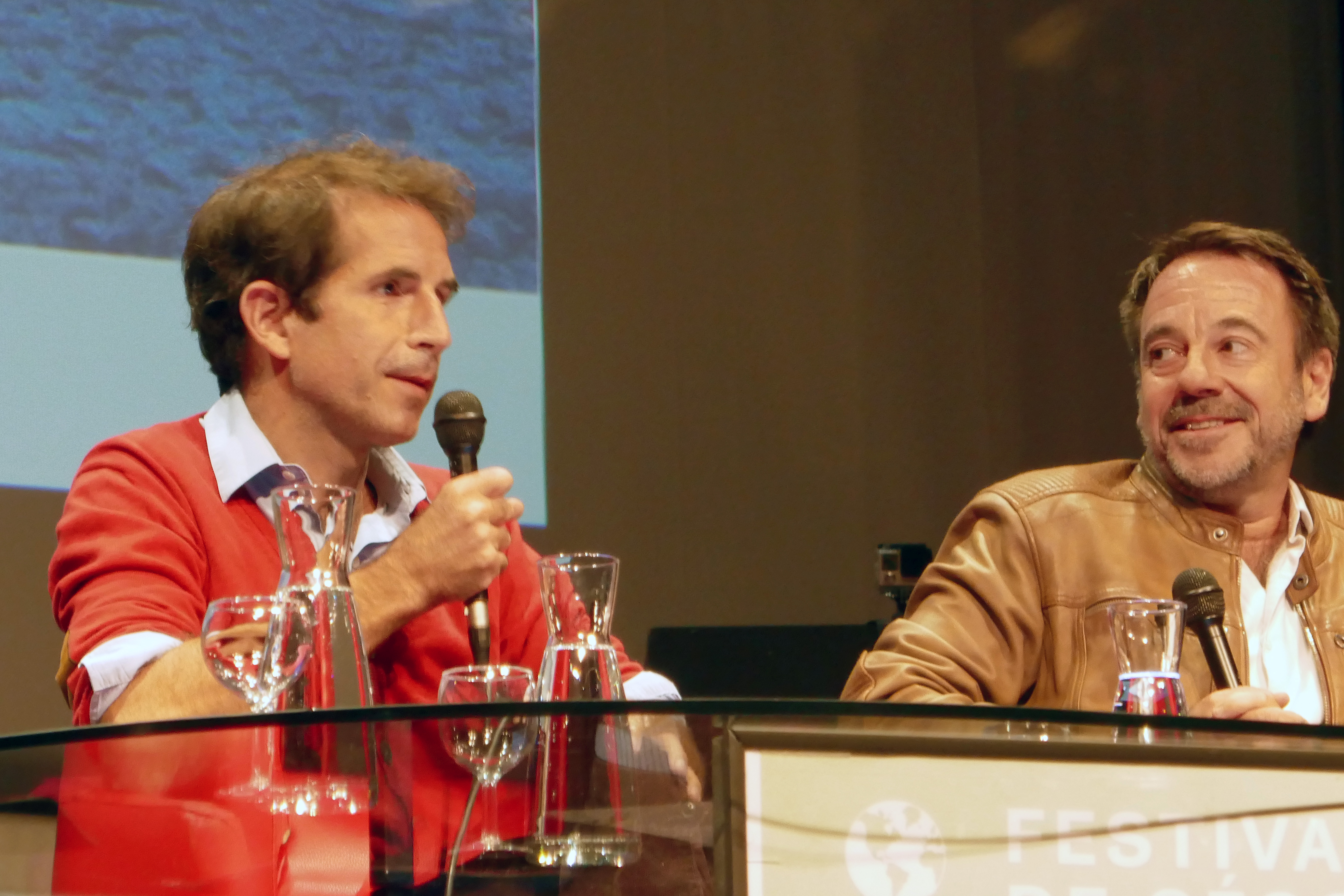
Le dessinateur Jul et le géographe-écrivain Michel Bussi.
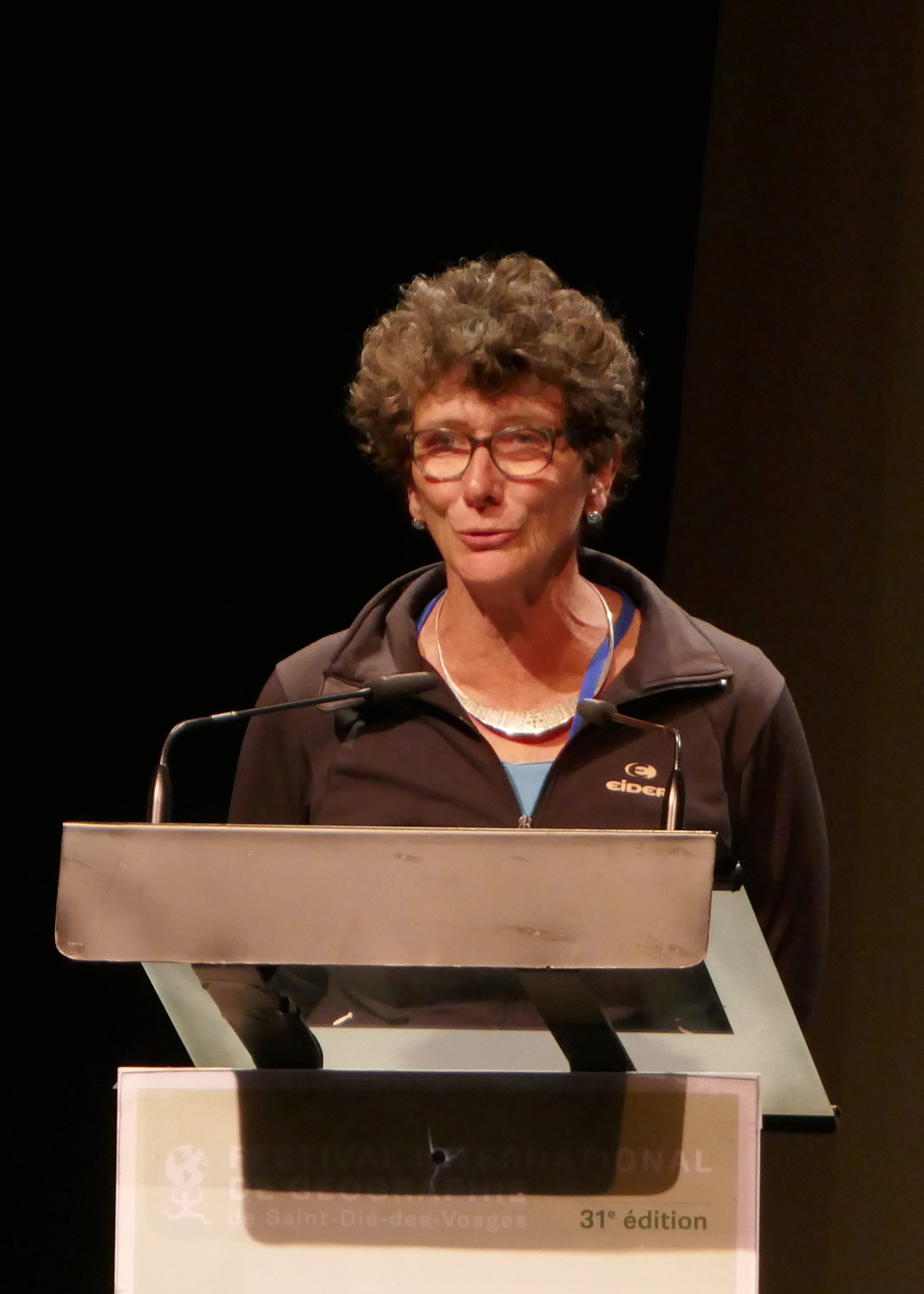
La navigatrice Isabelle Autissier.
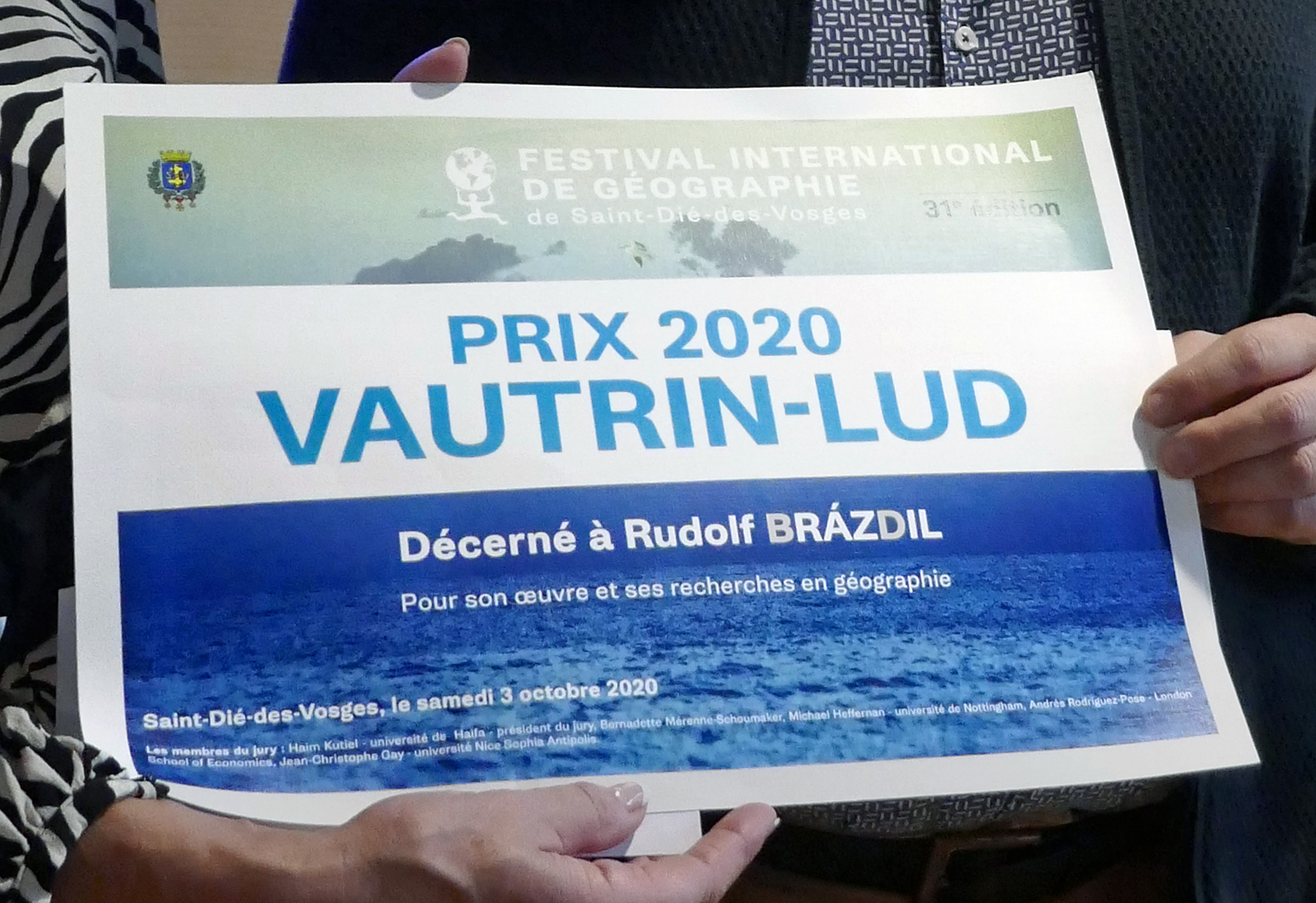
Prix Vautrin-Lud décerné à Rudolf Brázdil, retenu par la crise sanitaire.
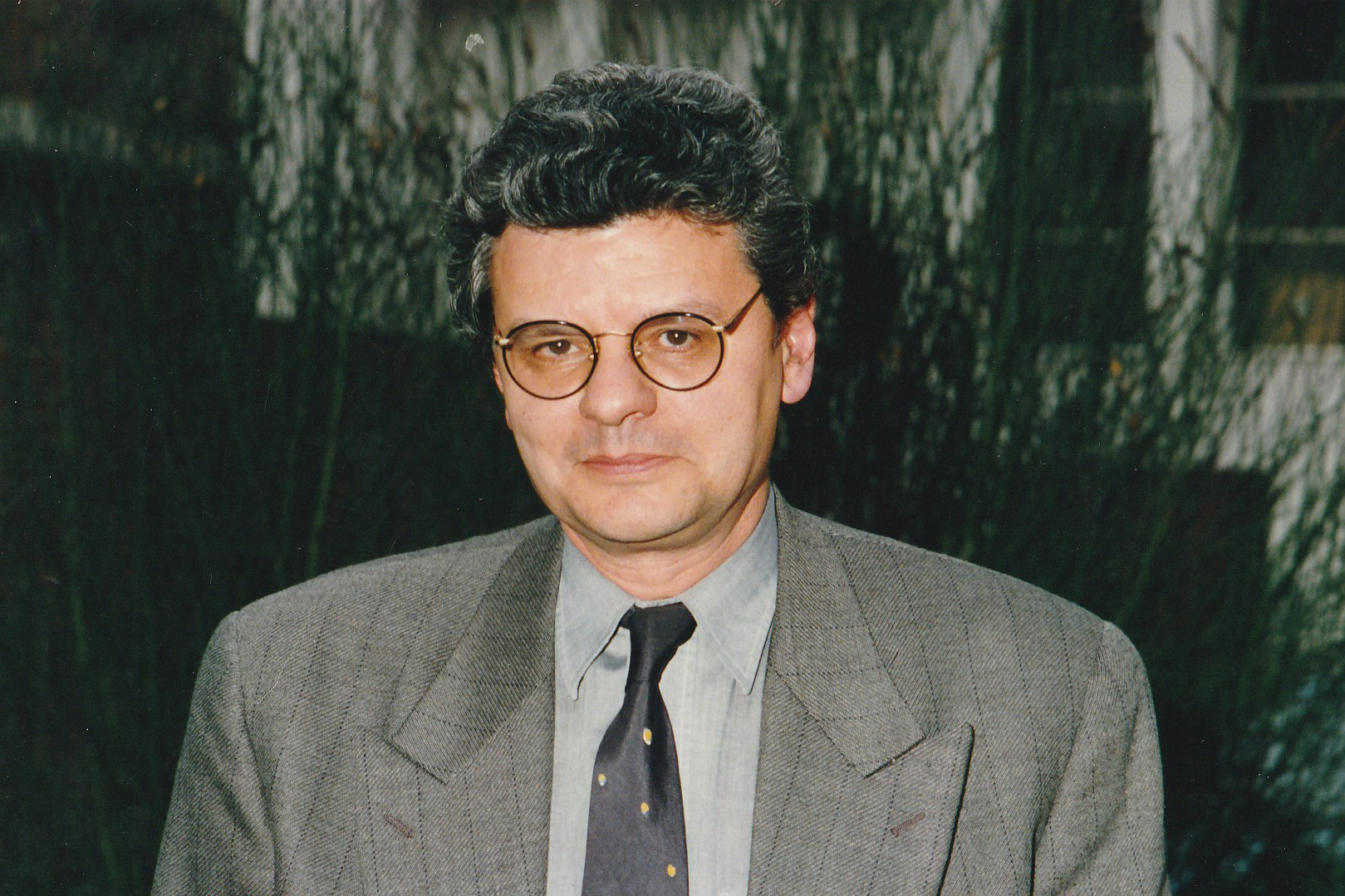
Le dessinateur Jul et le géographe-écrivain Michel Bussi.
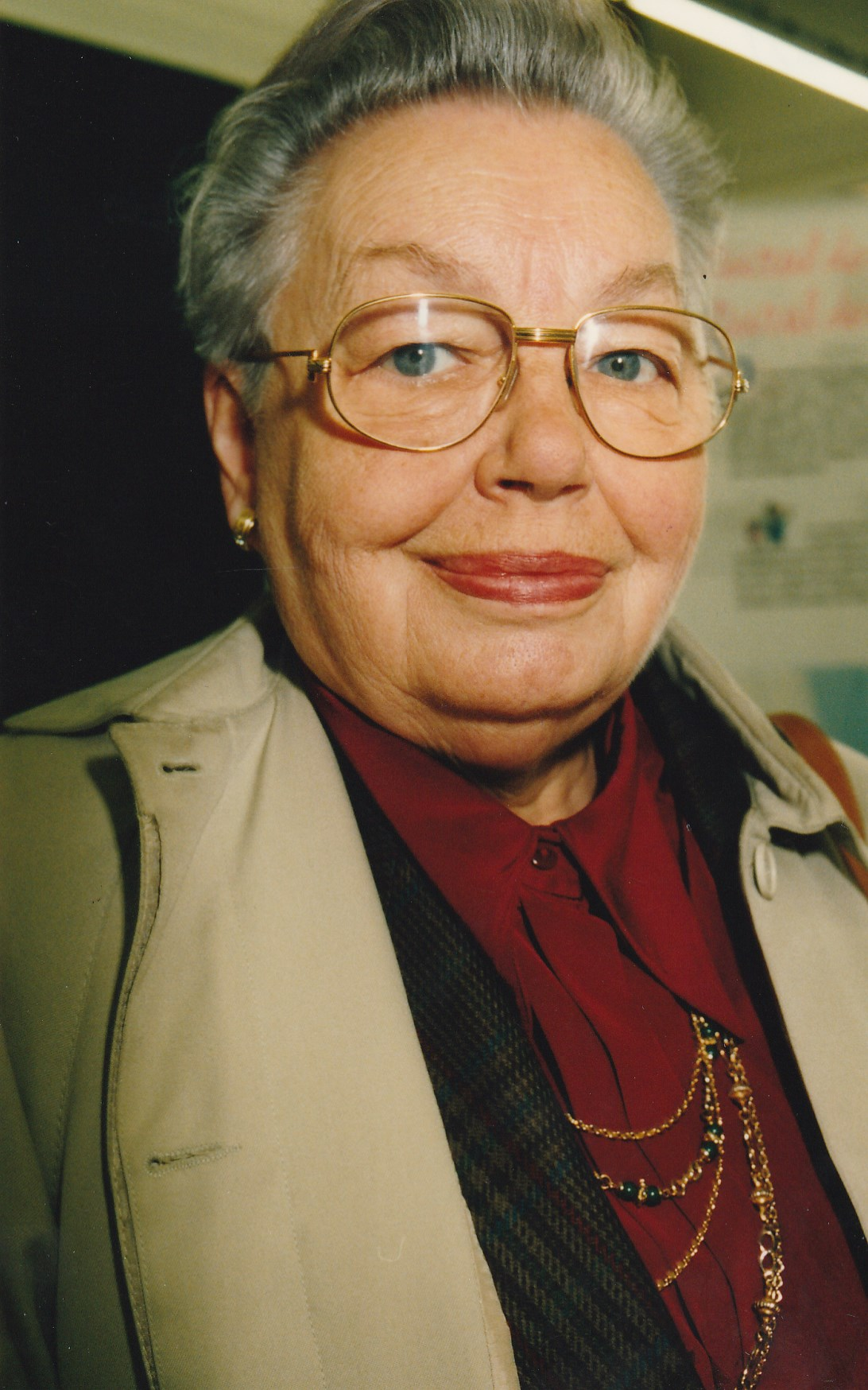
Jacqueline Bonnamour, géographe.
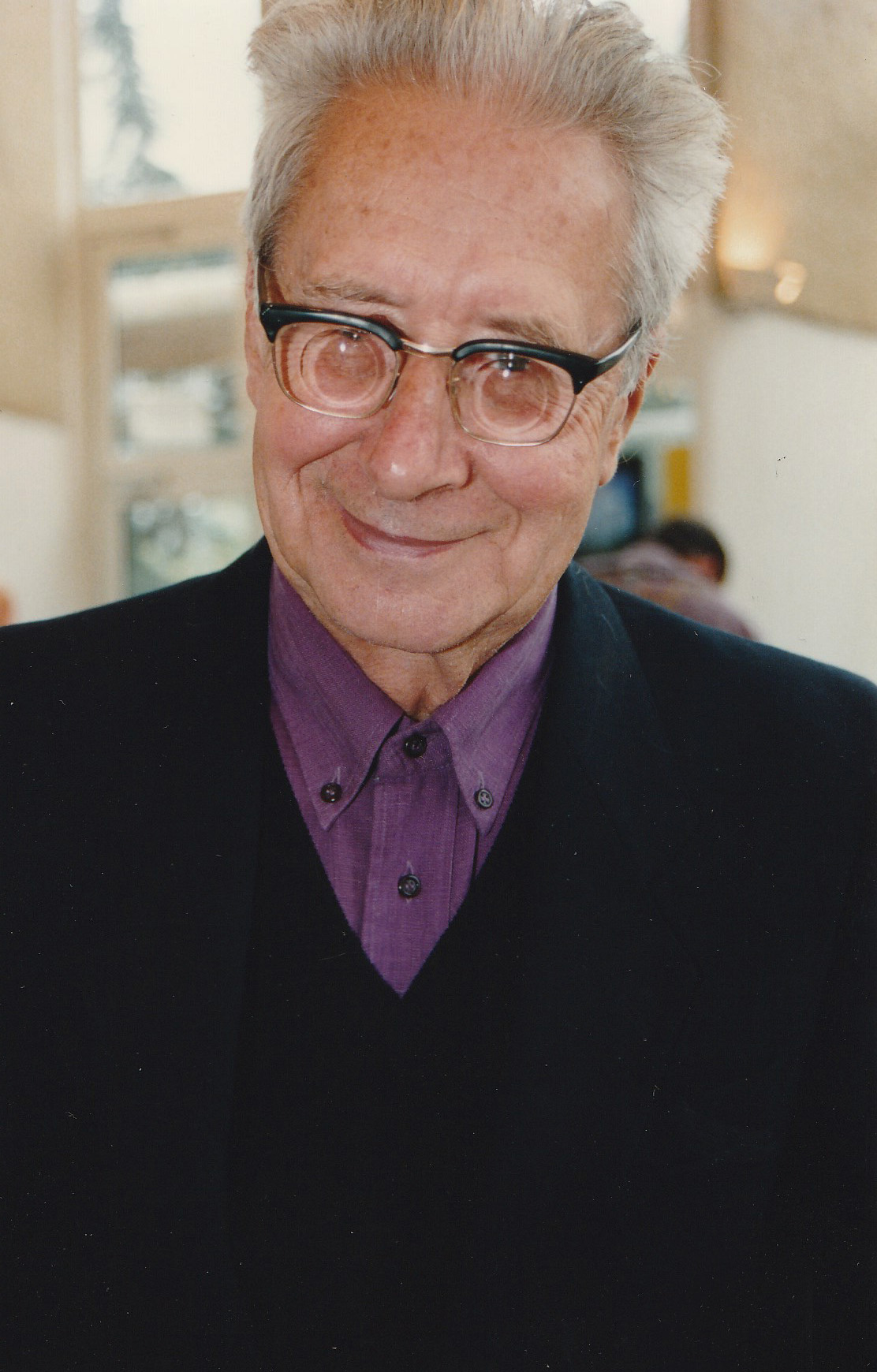
Pierre Gamarra, auteur.

- La navigatrice Isabelle Autissier.
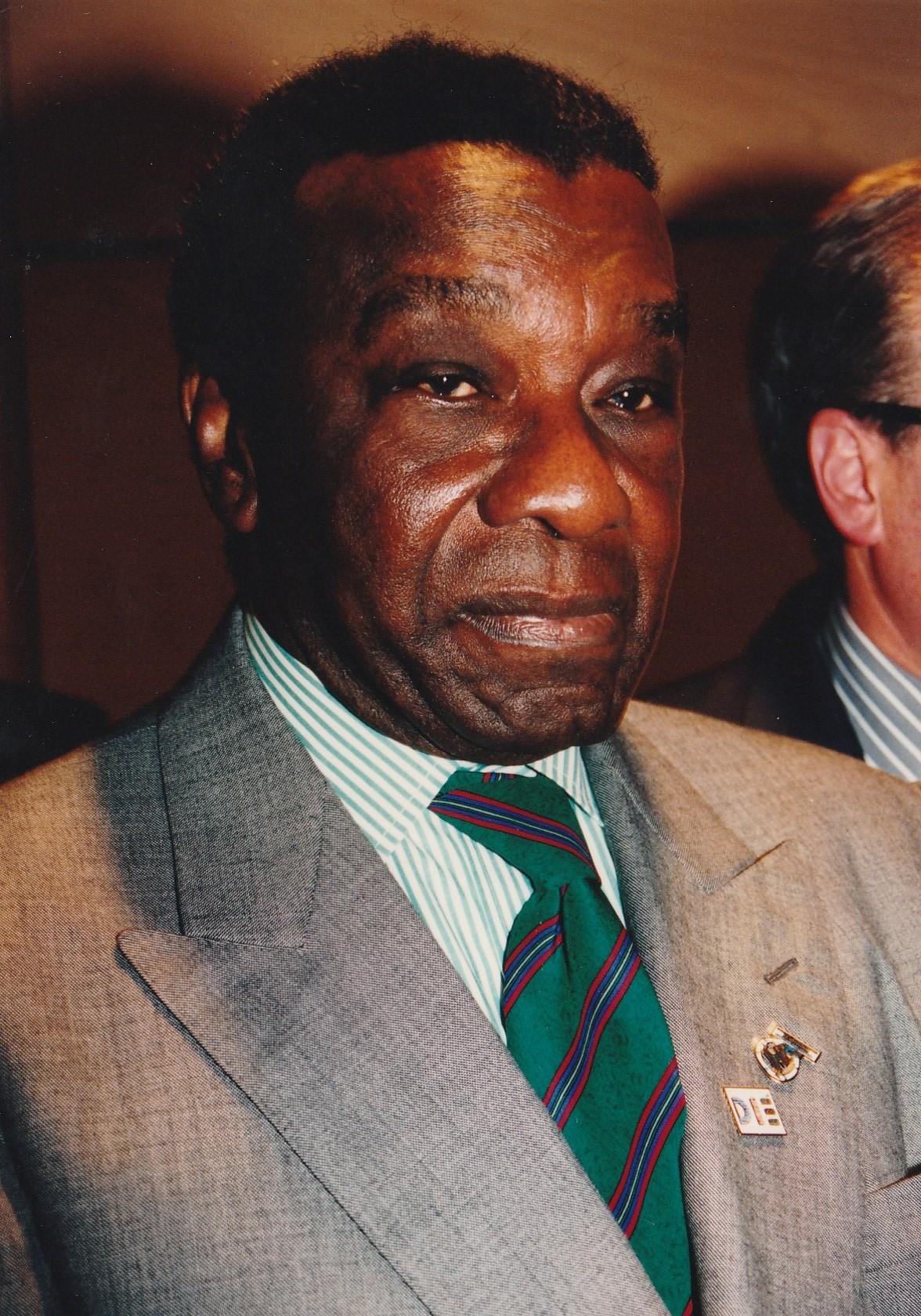
Prix Vautrin-Lud décerné à Rudolf Brázdil, retenu par la crise sanitaire.

### 1993 : Monde rural, espaces, enjeux

Premiers récipiendaires du prix Vautrin-Lud.
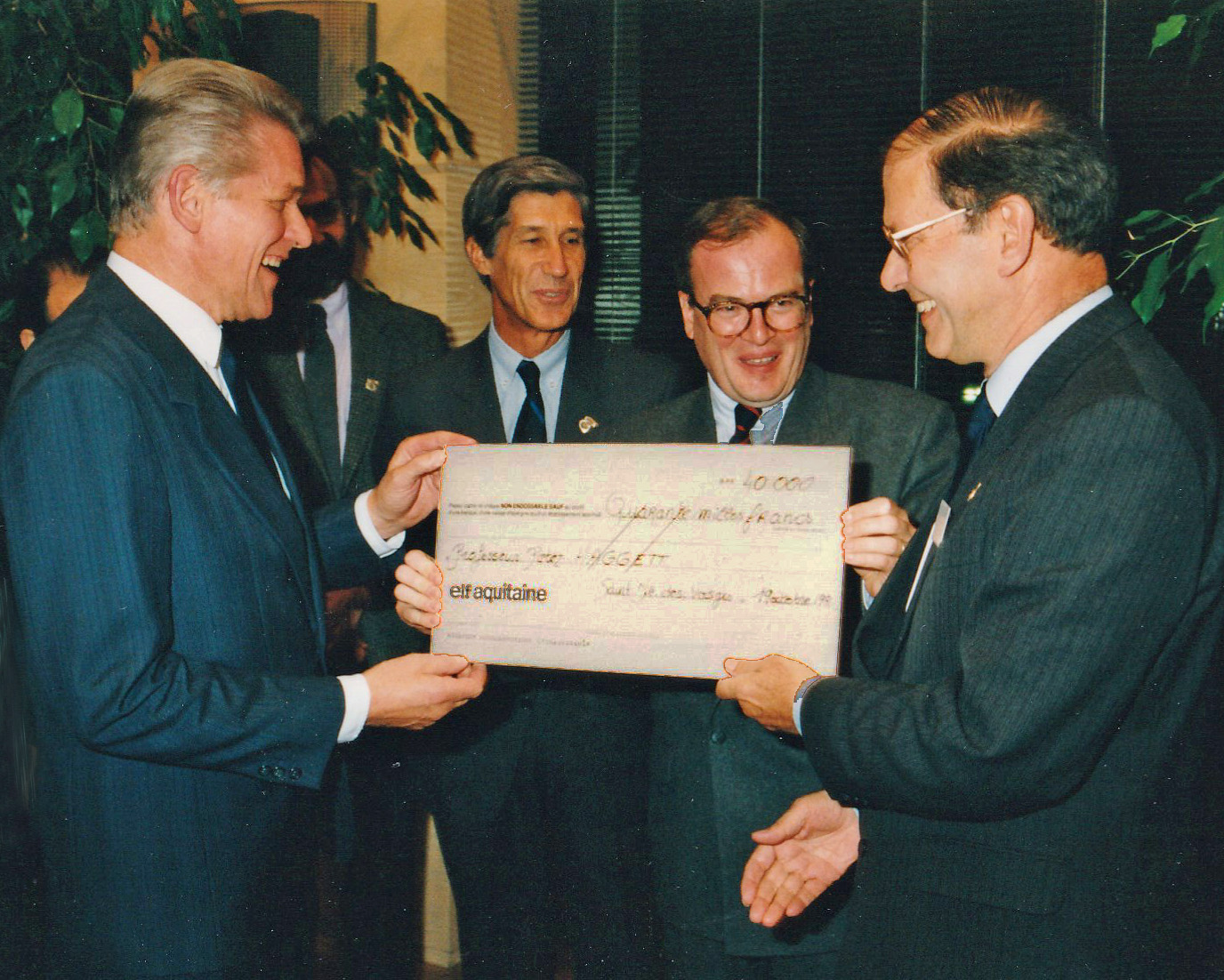
1991 : Peter Haggett.
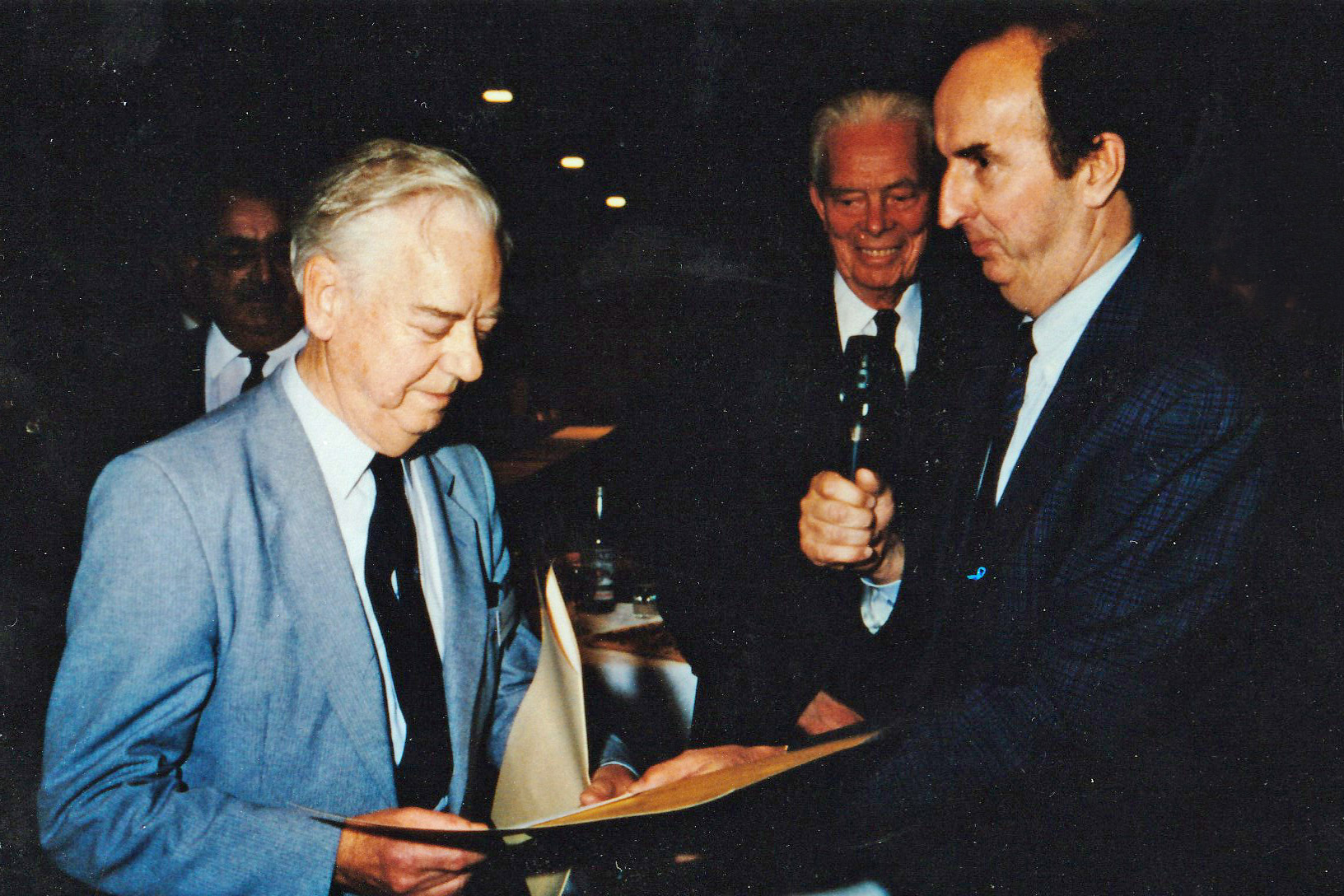
1992 : Torsten Hägerstrand et Gilbert White, ex aequo.
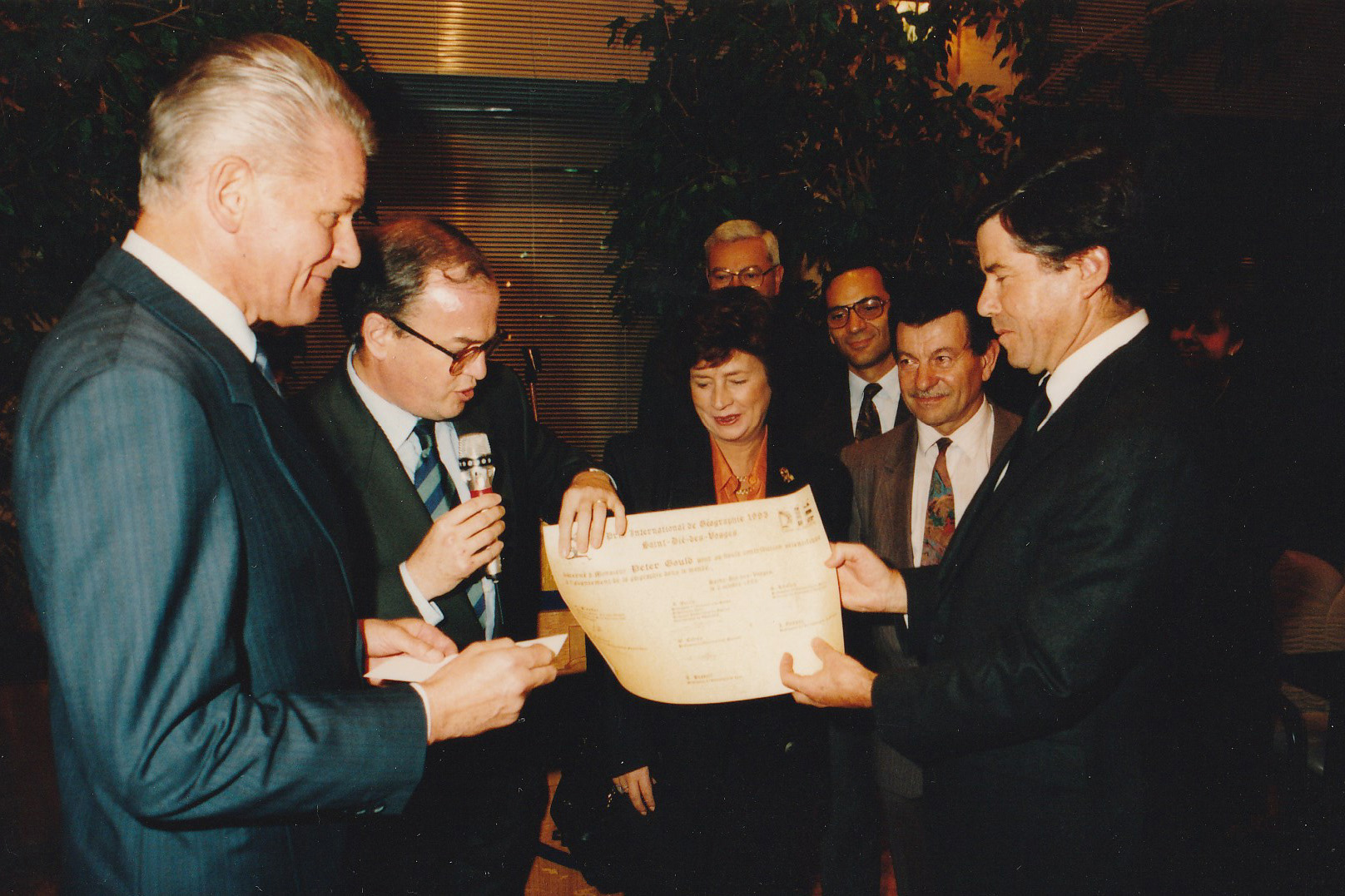
1993 : Peter Gould.

### 1995 : Risques naturels, risques de société

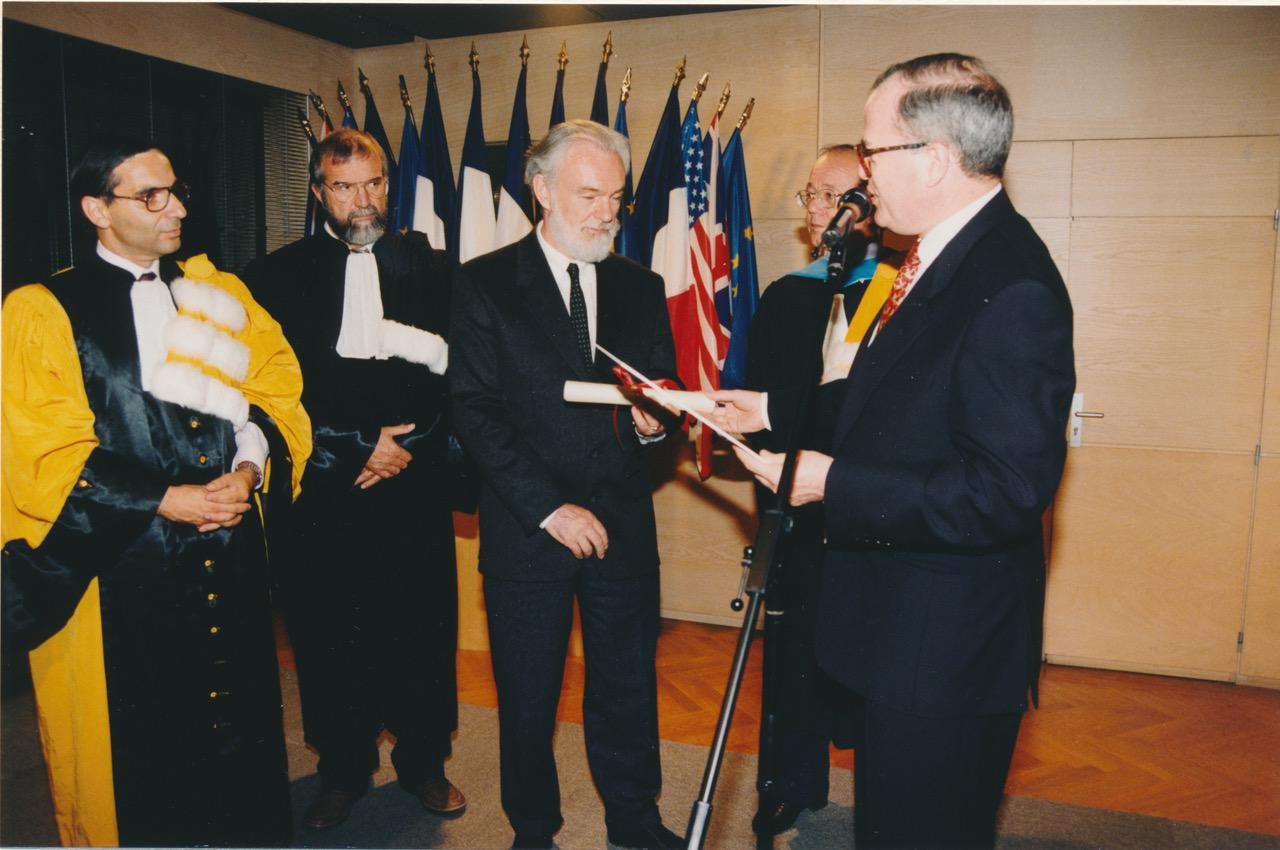
David Harvey, lauréat du prix Vautrin-Lud en 1995.

### 1996 : Terres d'exclusions, terres d'espérances

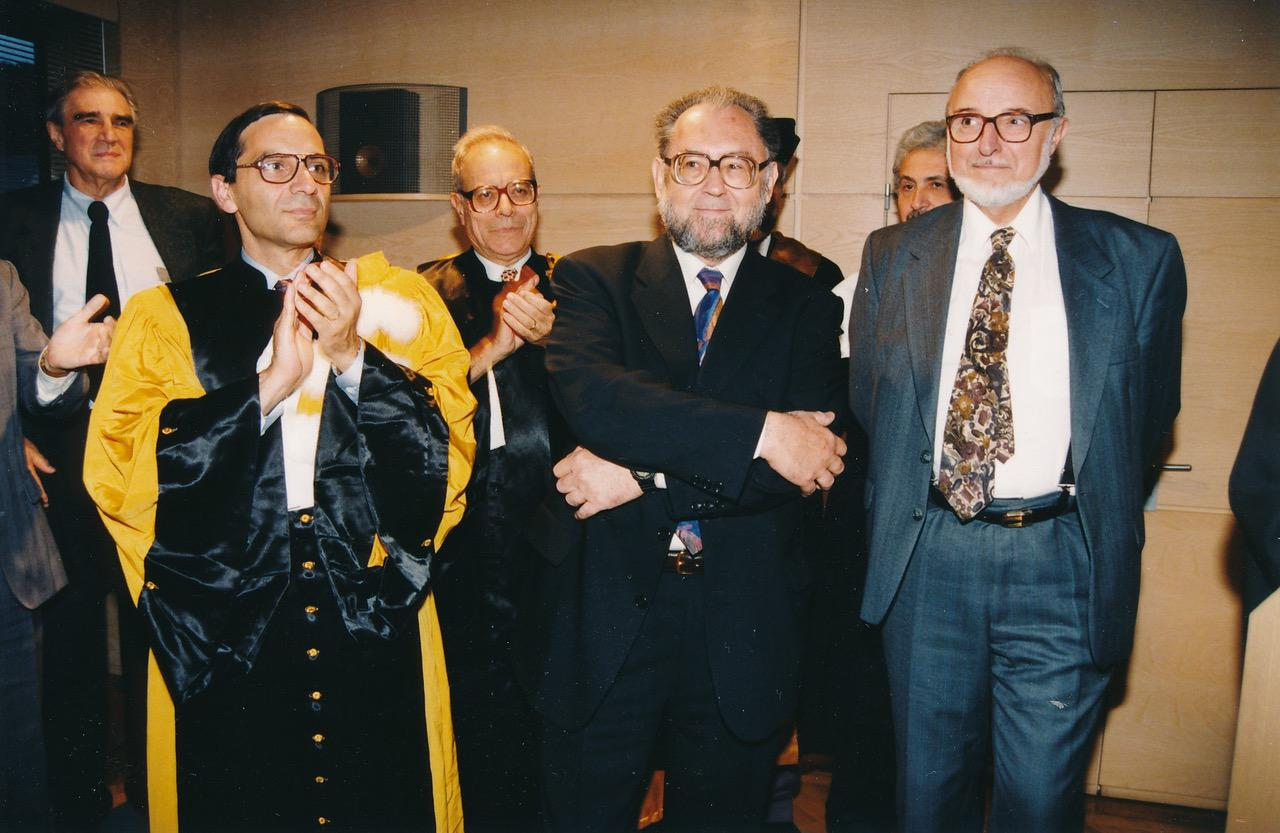
Jean Malaurie, Rémy Knafou, Roland Paskoff entourant Roger Brunet et Paul Claval, lauréats en 1996.

### 1997 : La planète « nomade », les mobilités géographiques d'aujourd'hui

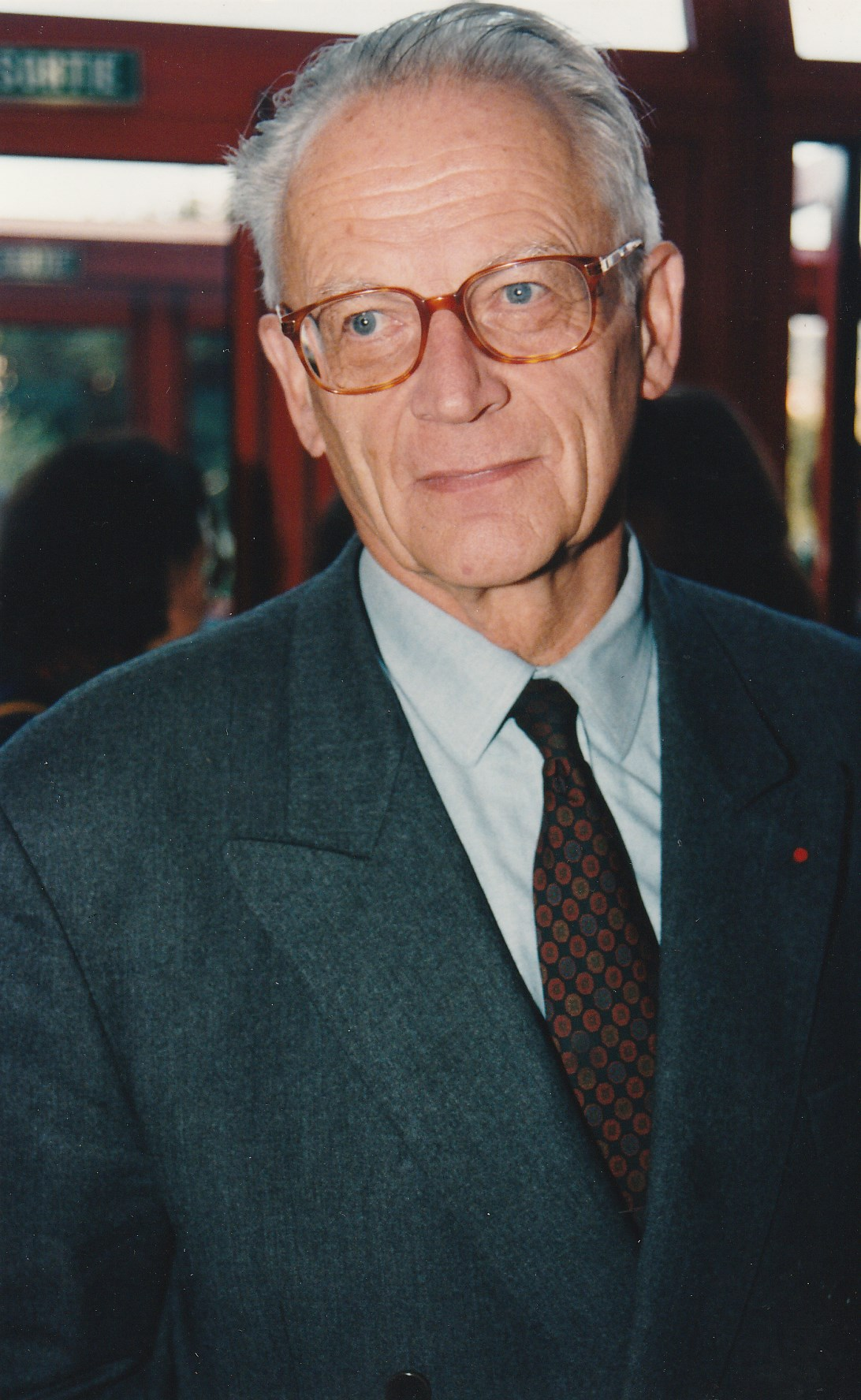
Alain Touraine, président.
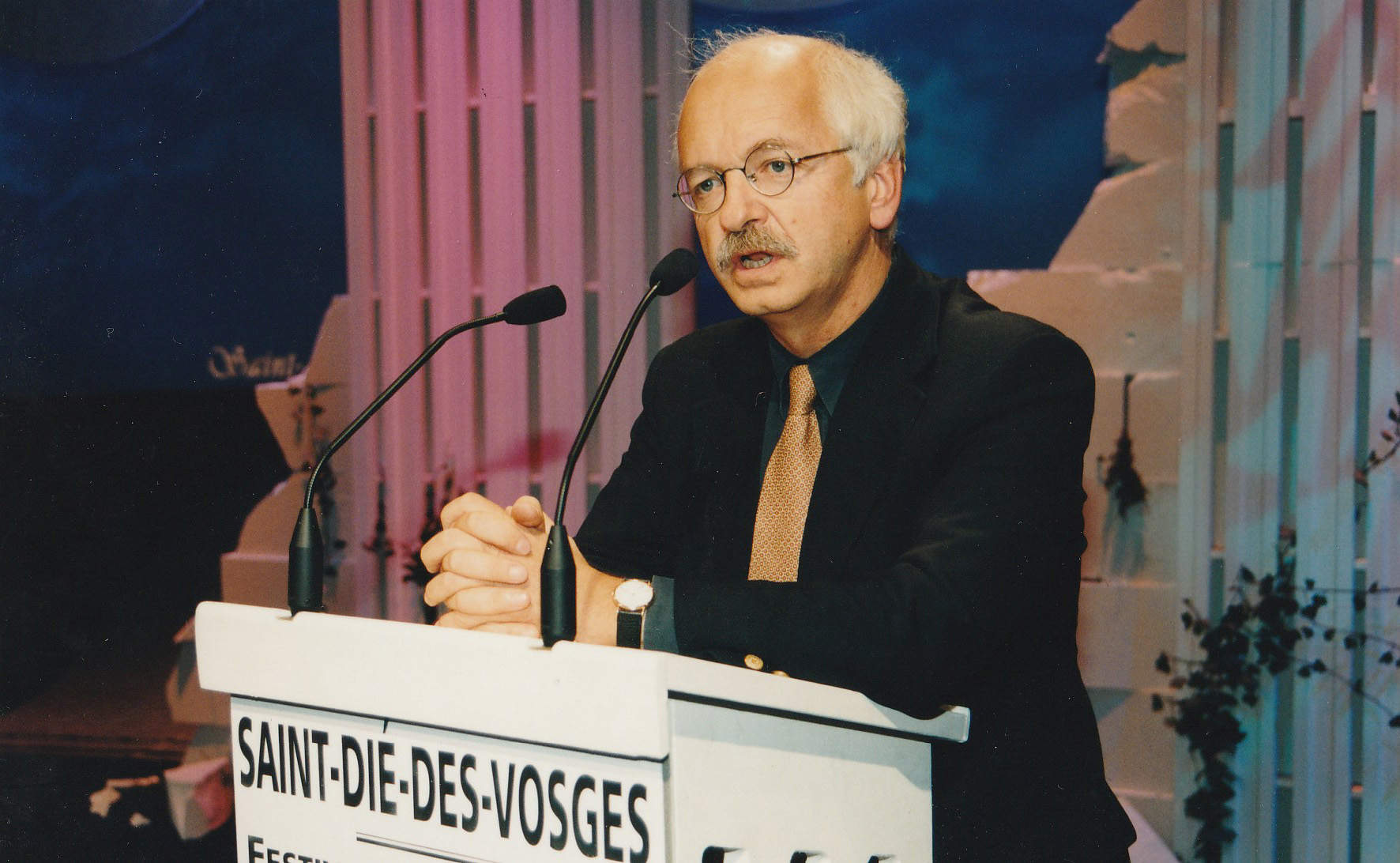
Erik Orsenna, grand témoin.
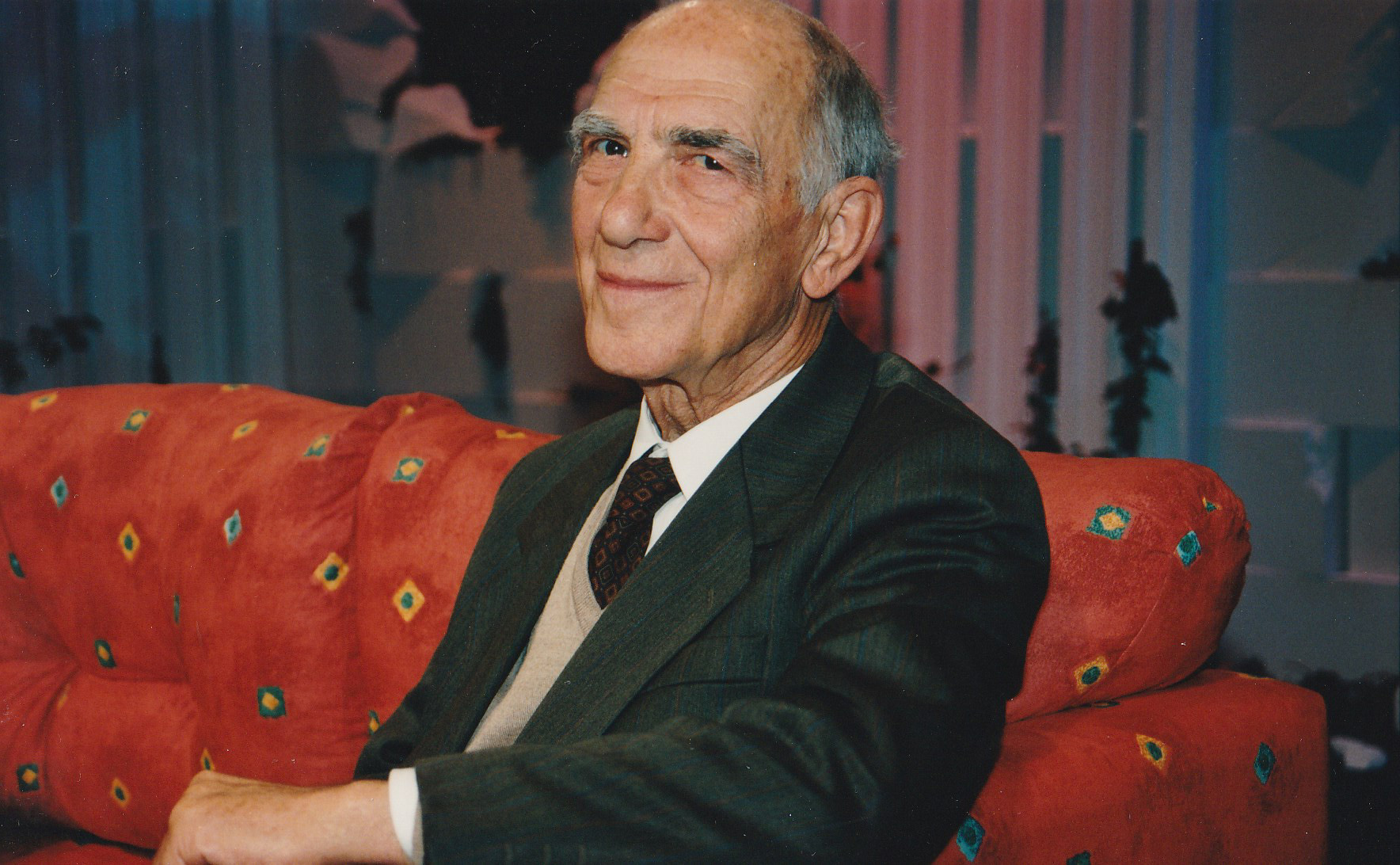
Stéphane Hessel, invité d'honneur.
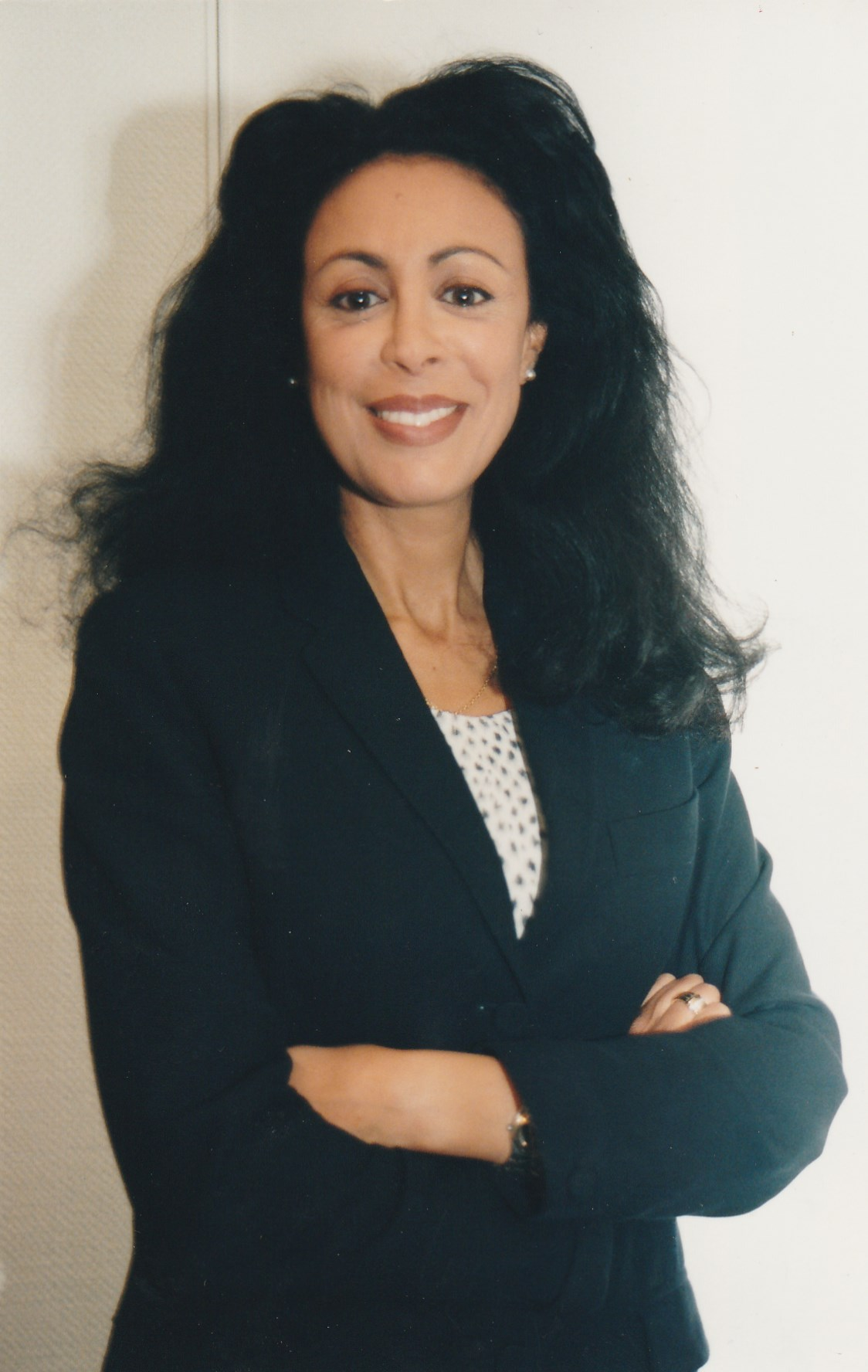
Yamina Benguigui.
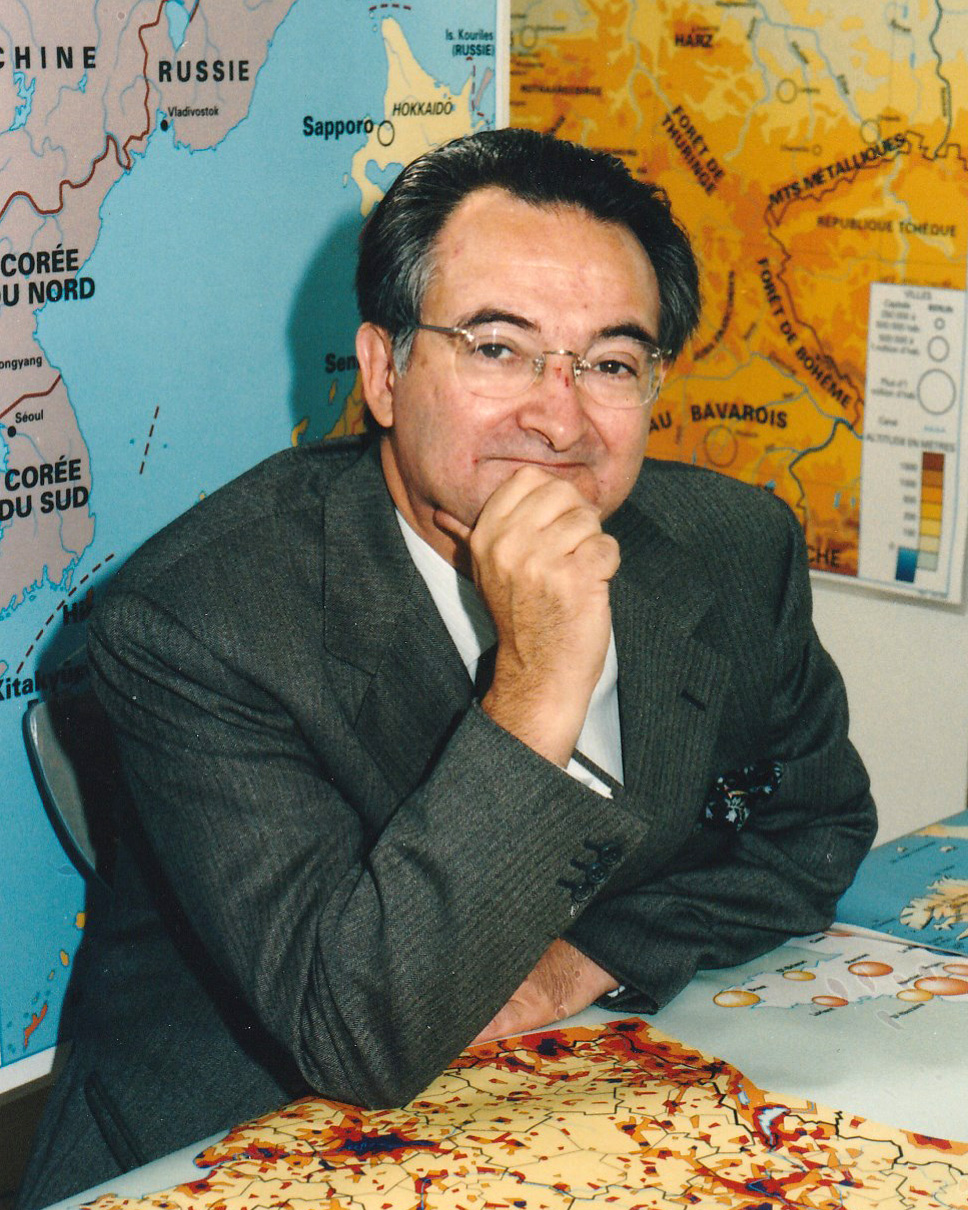
Jacques Attali.

### 2001 : Géographie de l'innovation, de l'économique au technologique, du social au culturel

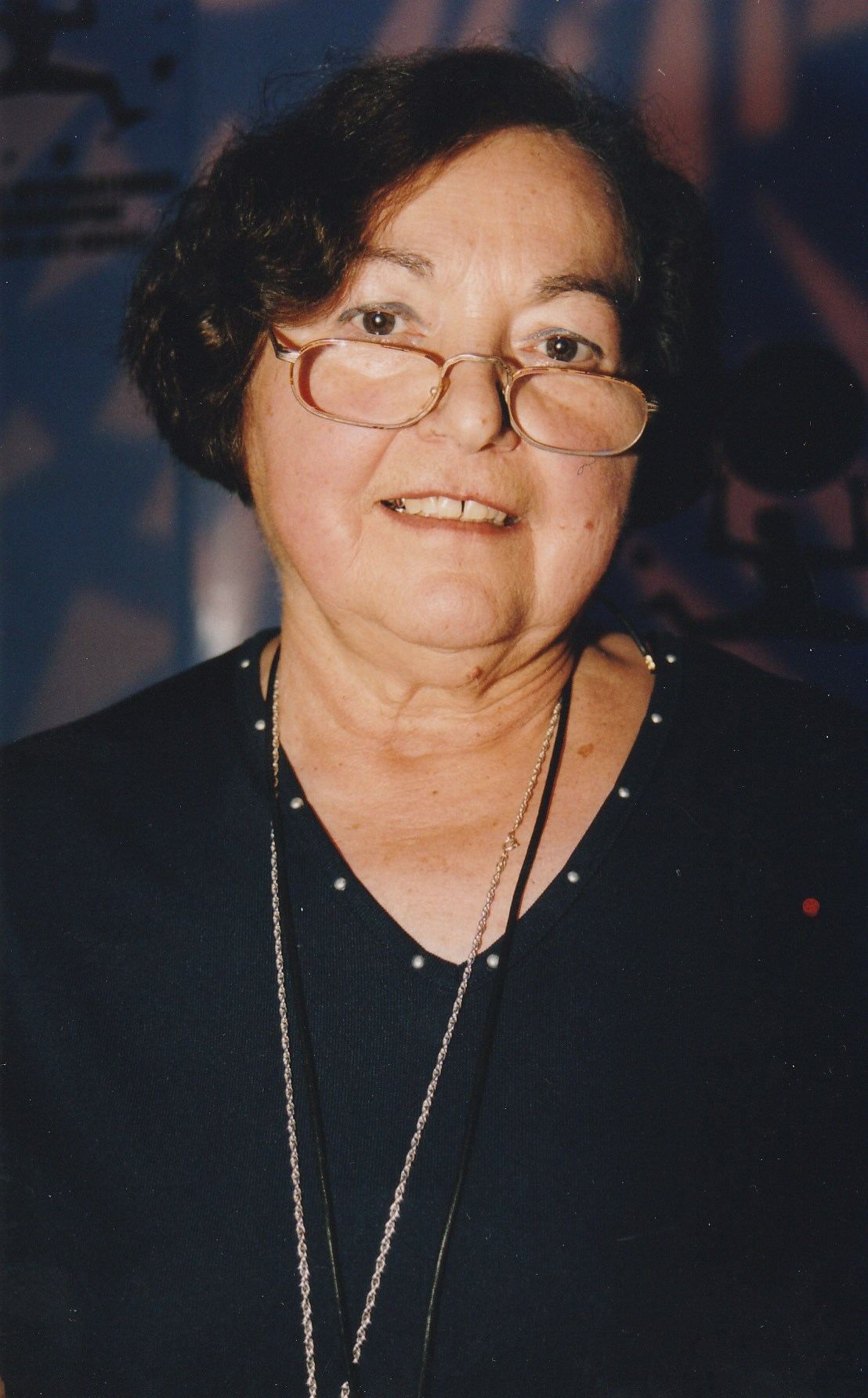
Françoise Héritier, présidente.
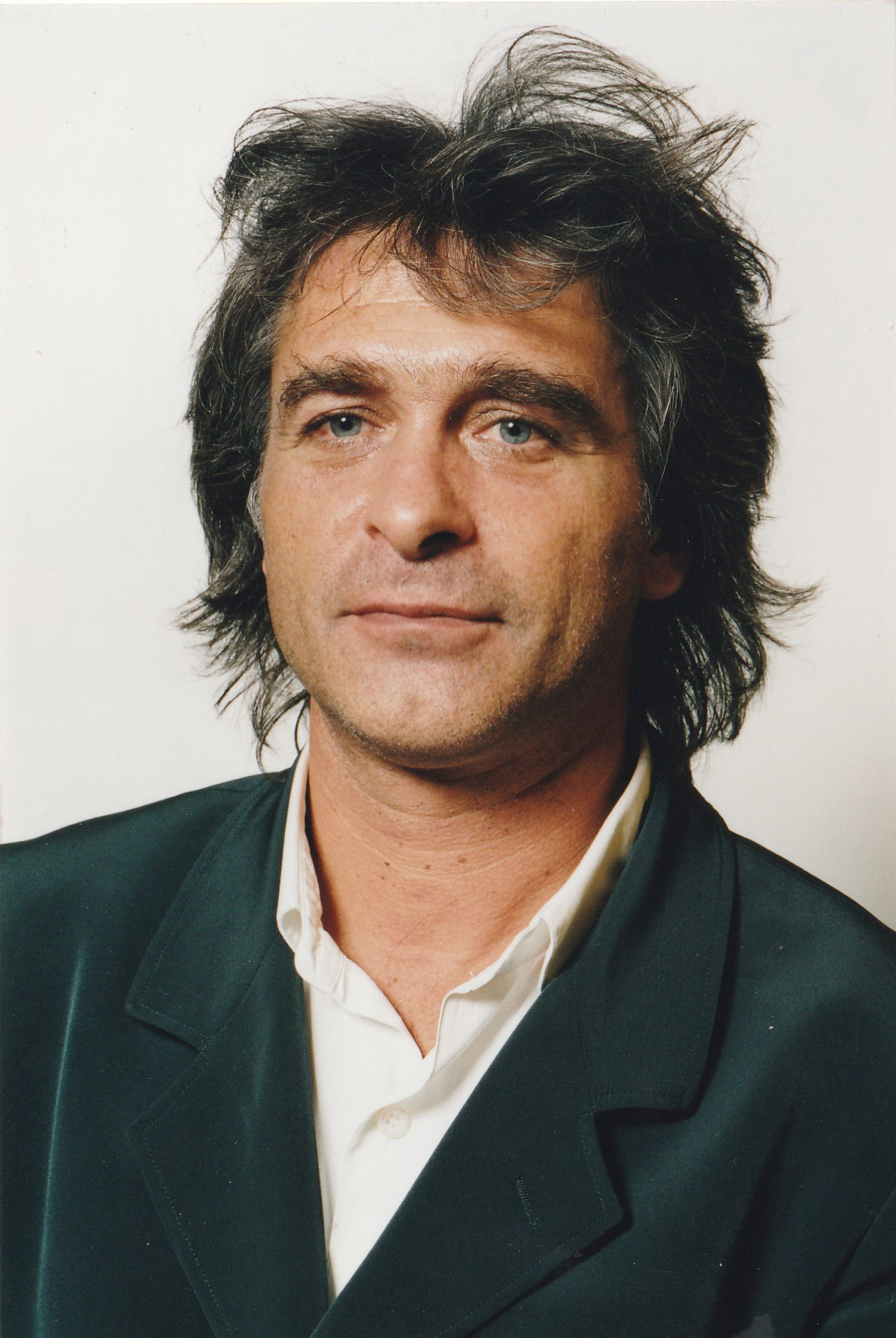
Titouan Lamazou, grand témoin.
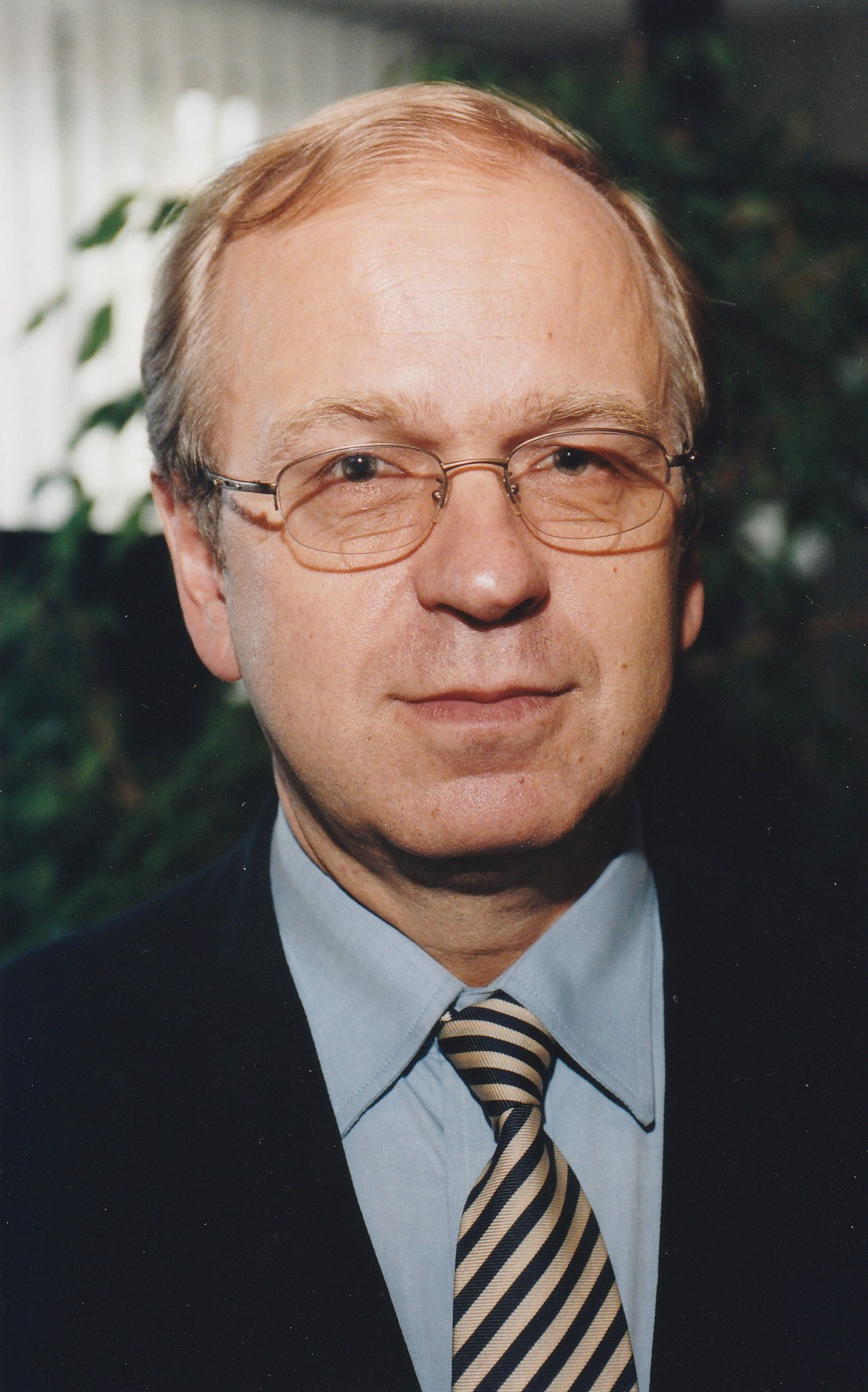
Erkki Liikanen, invité d'honneur.
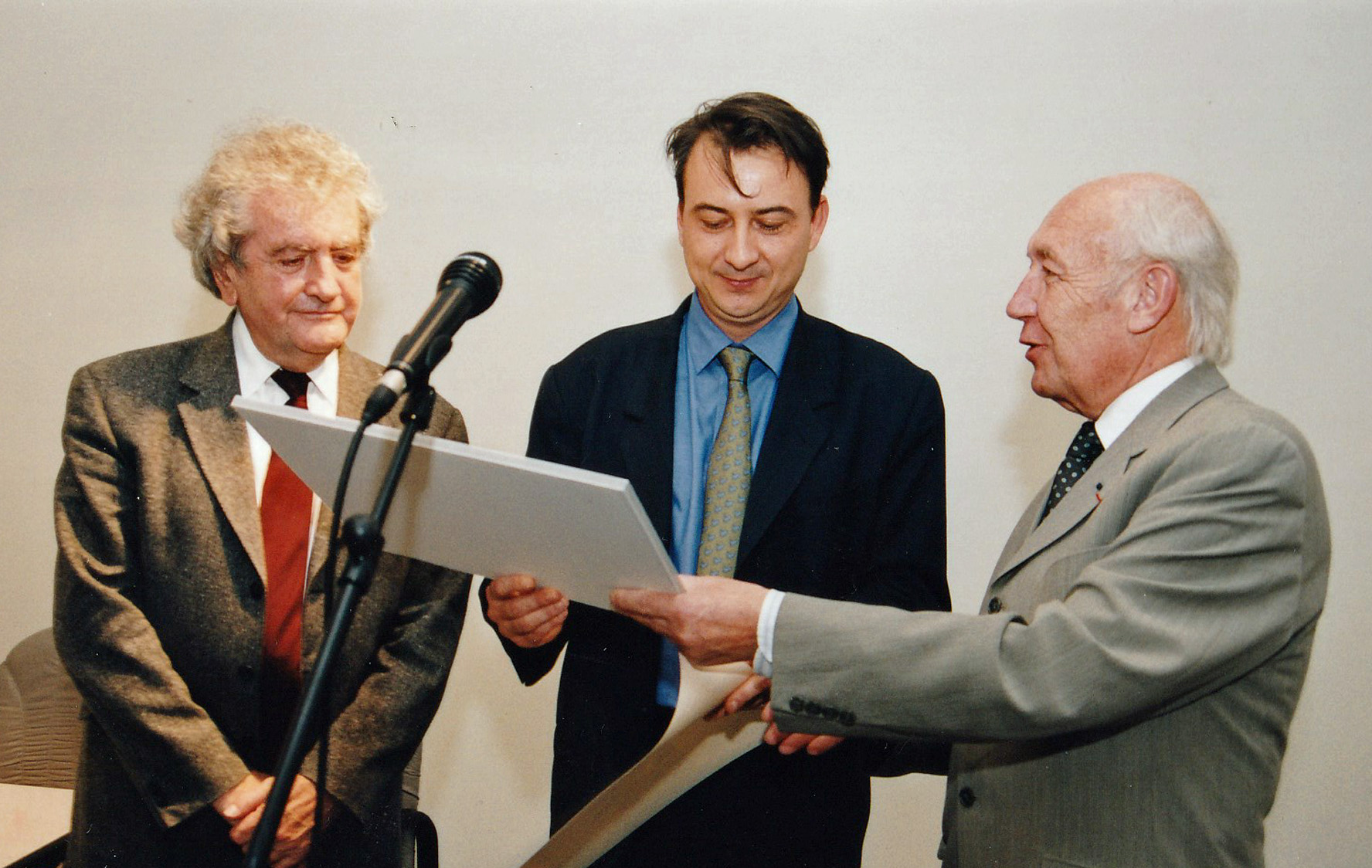
Jean-Luc Coatalem, prix Amerigo-Vespucci.
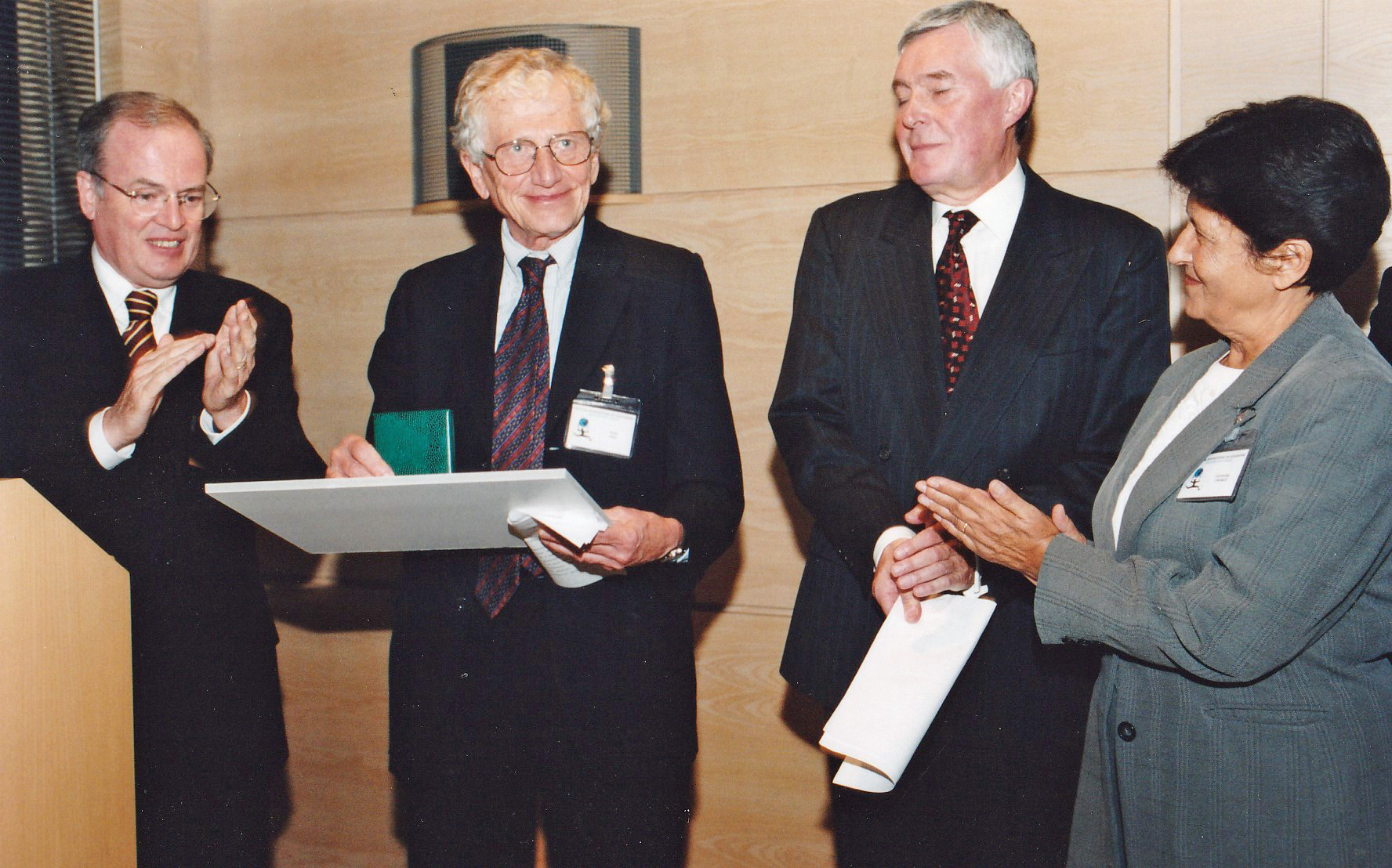
Peter Hall, prix Vautrin-Lud.

### 2002 : Géographie et religions, ces croyances, représentations et valeurs qui modèlent le monde

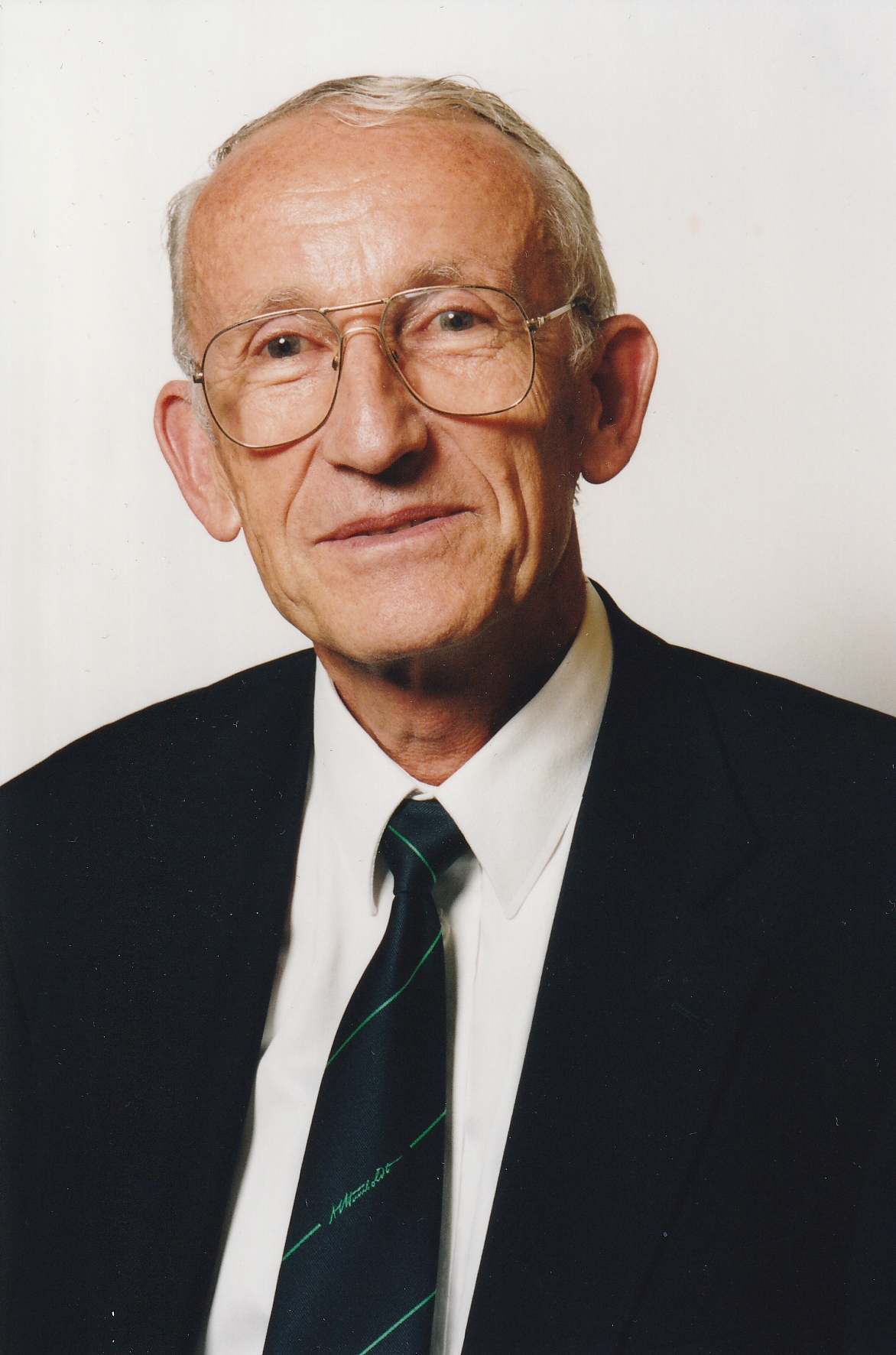
Bruno Messerli, prix Vautrin-Lud.

### 2005 : Le monde en réseaux : lieux visibles, liens invisibles

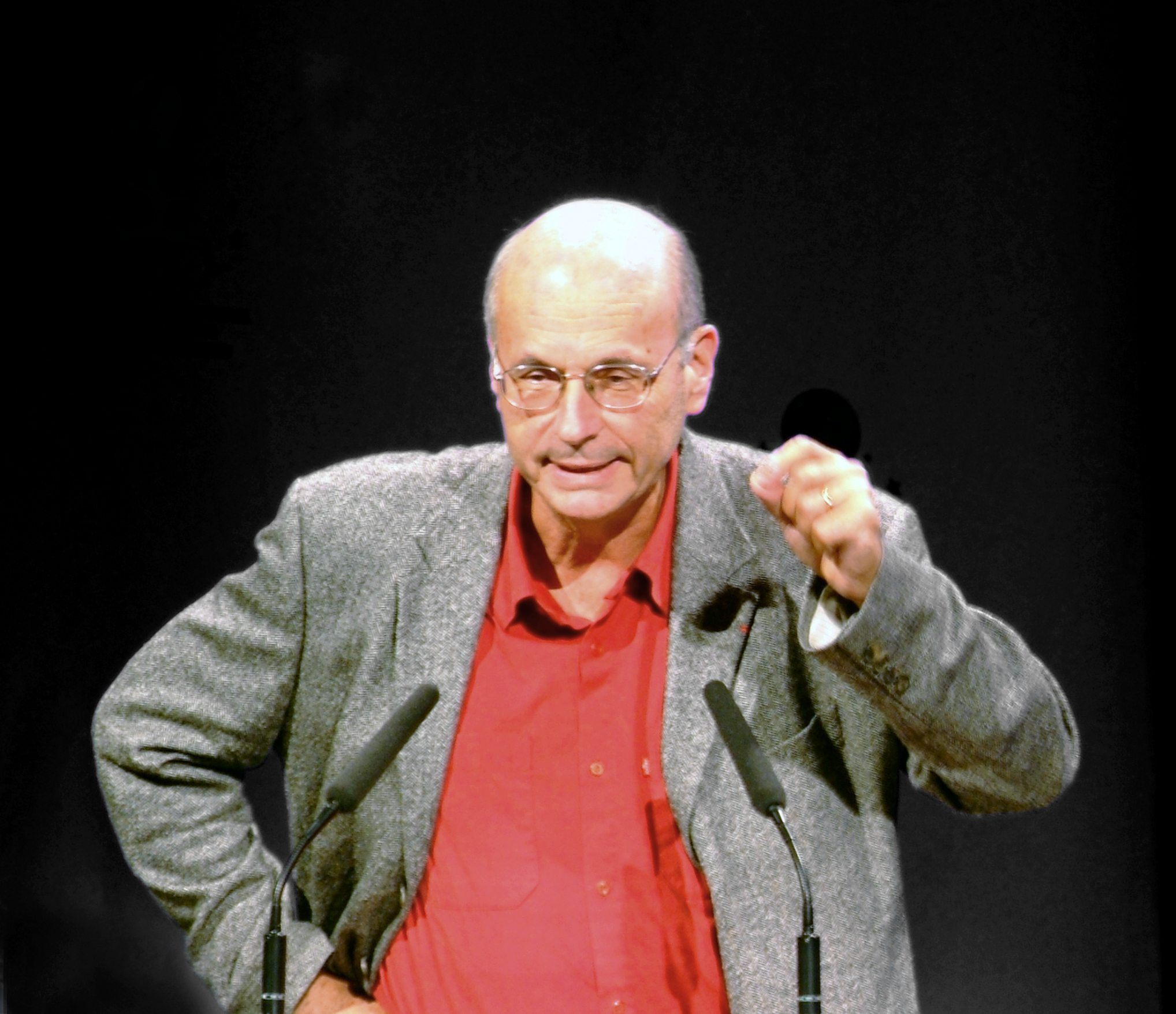
Boris Cyrulnik.
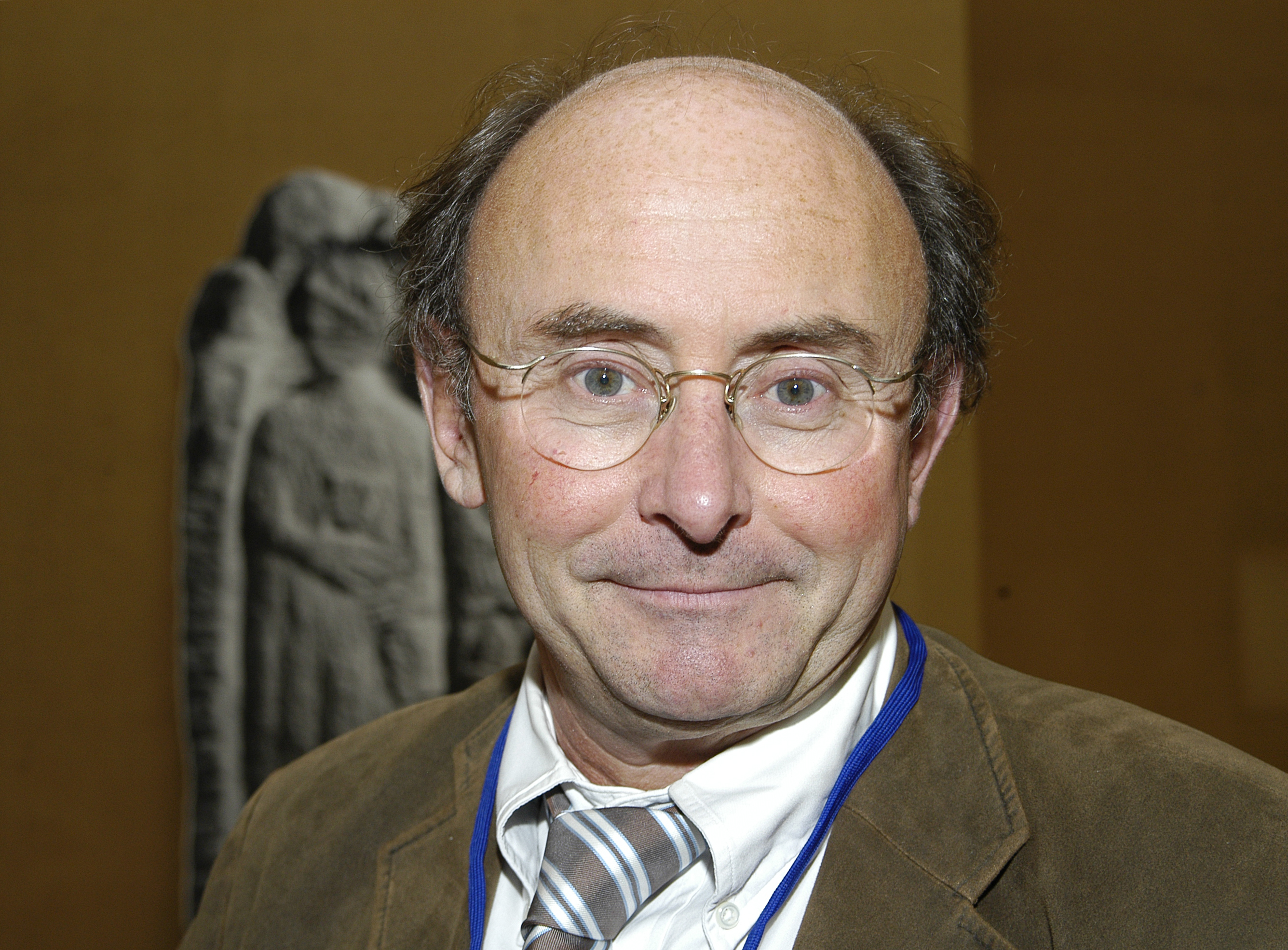
Dominique Wolton.
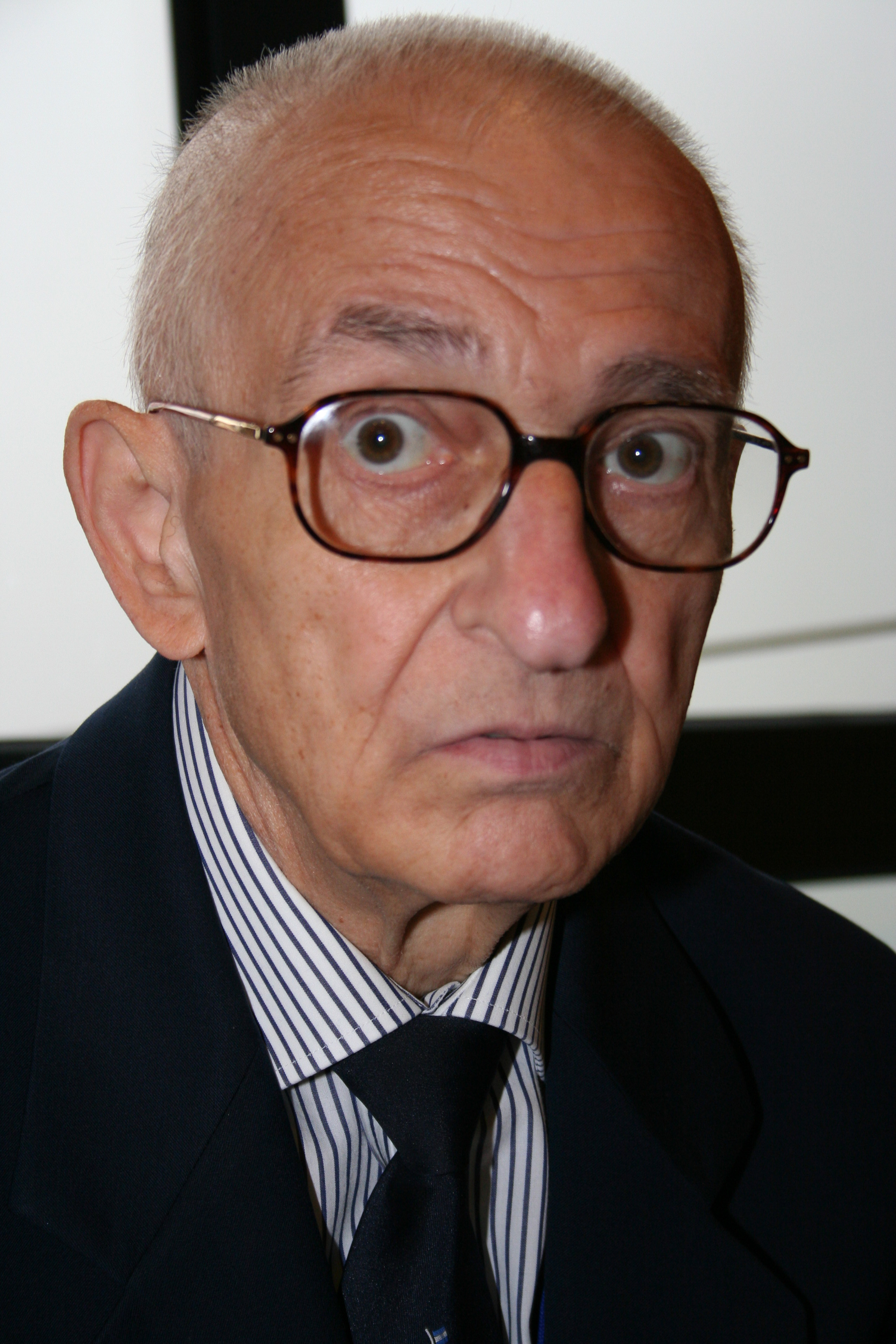
Adalberto Vallega.
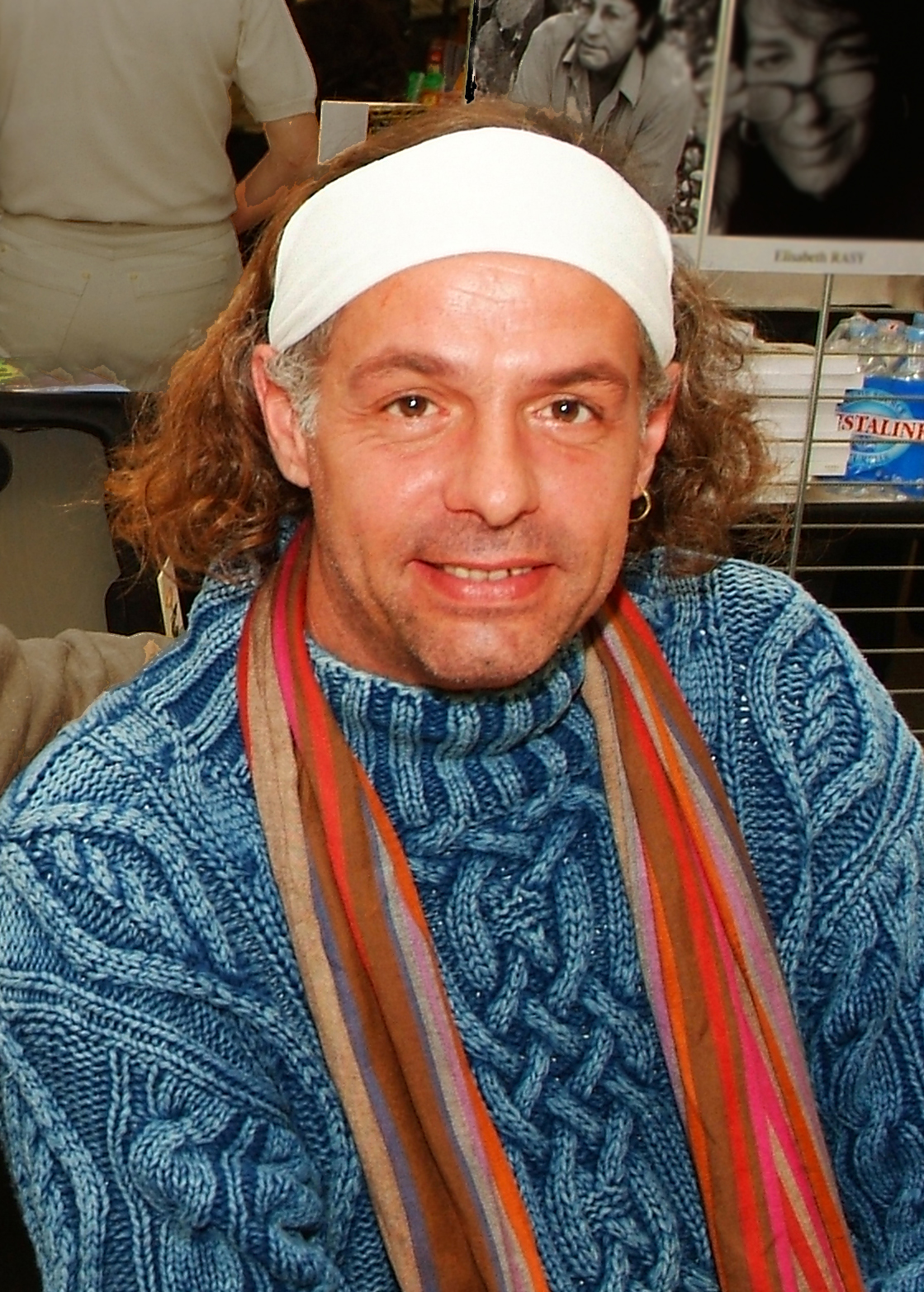
Jean-Paul Delfino.

### 2006 : Les géographes redécouvrent les Amériques

Les grands moments du FIG 2006
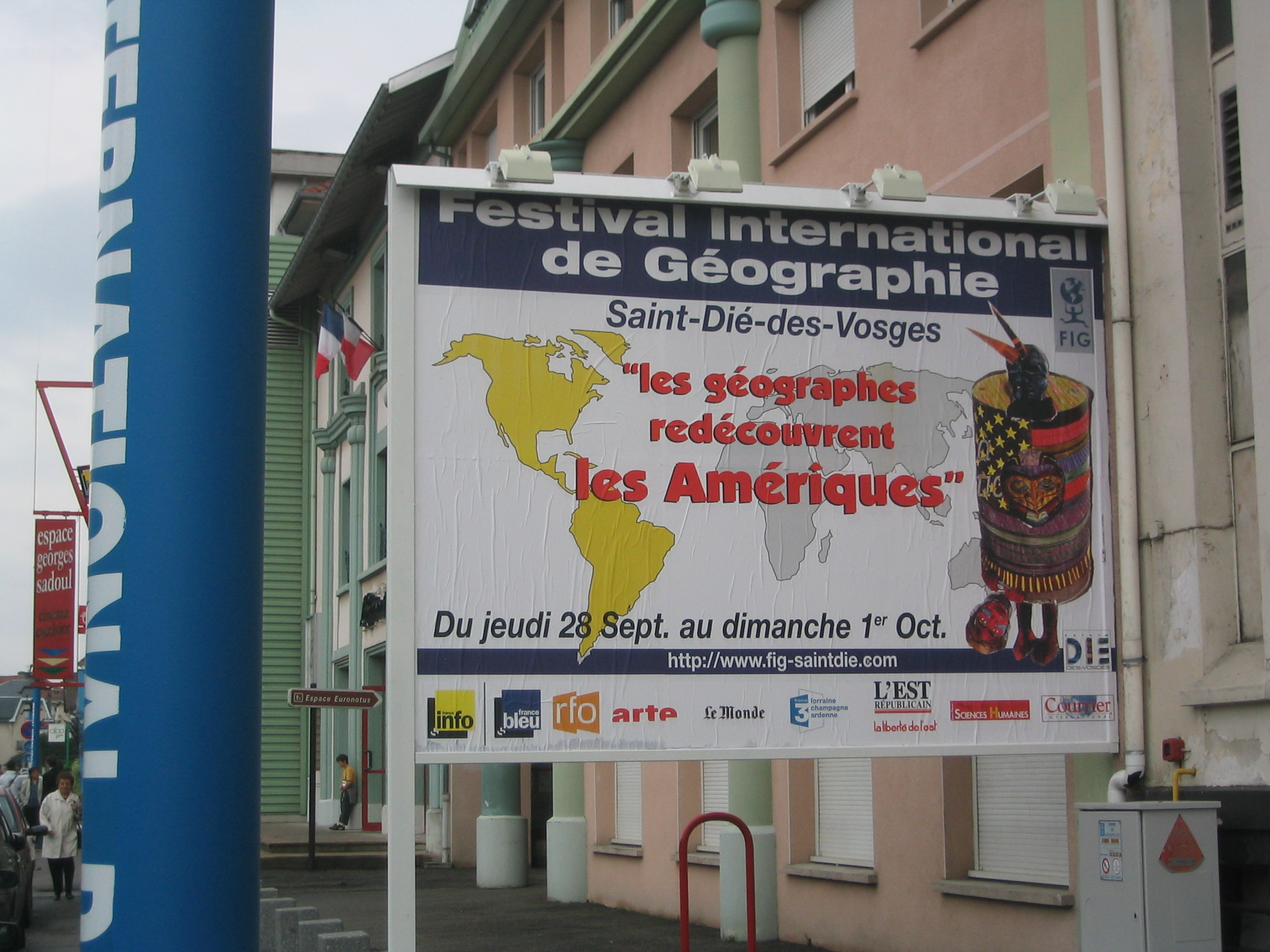
Affiche du 17e FIG (2006).
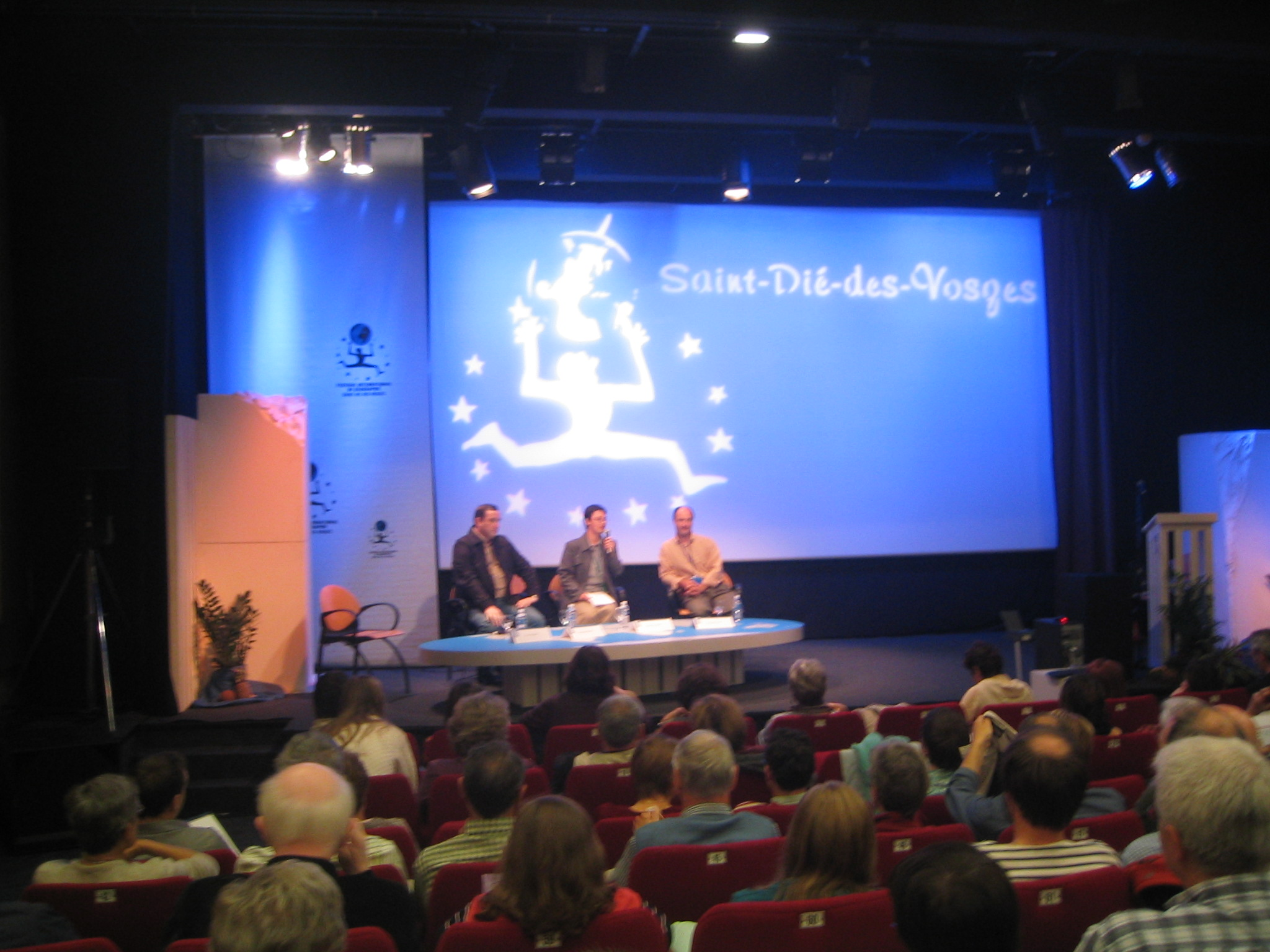
Table-ronde « Nord et Sud, deux Amériques face à face » au Musée lors du 17e FIG en 2006.
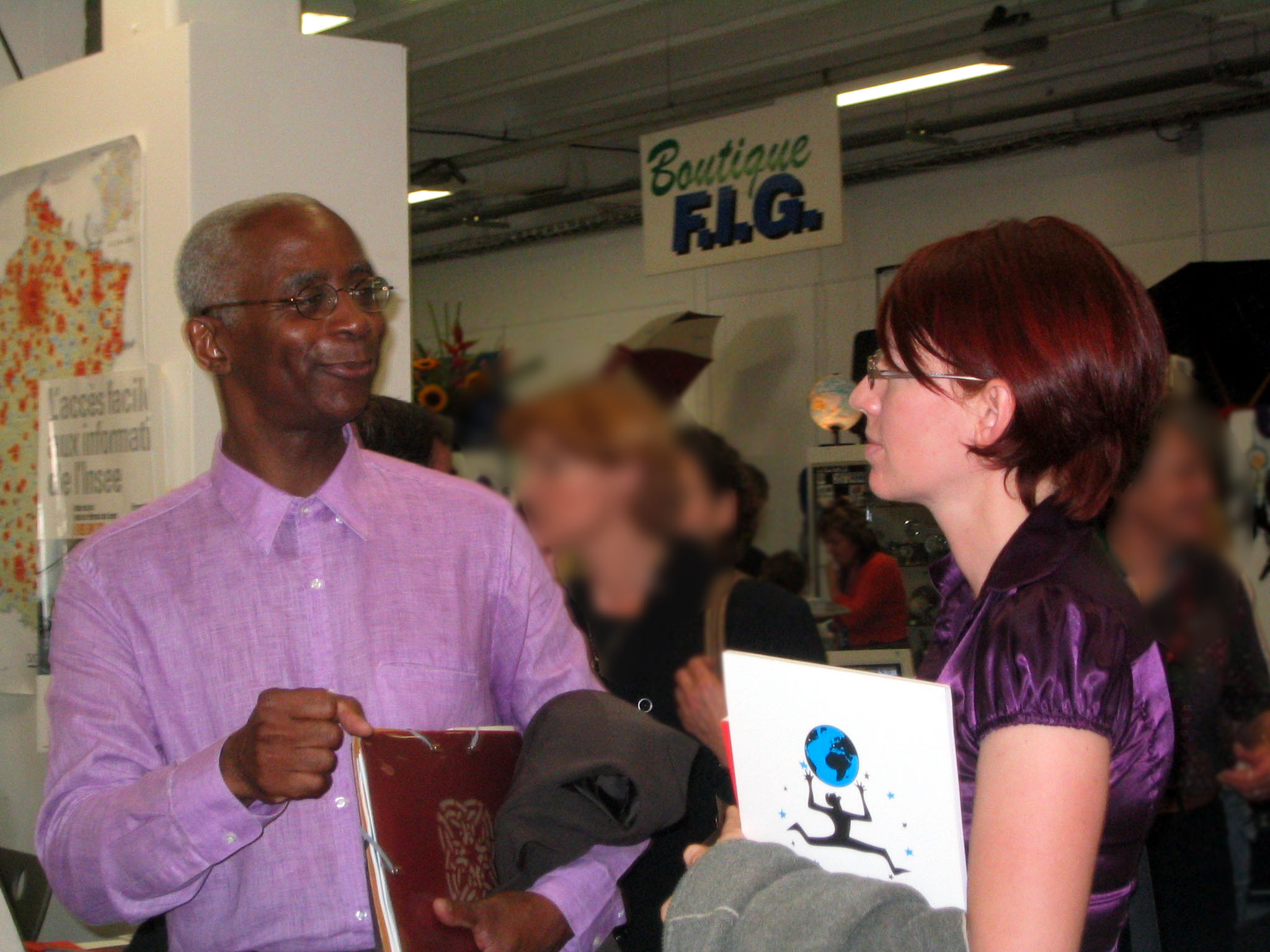
Daniel Maximin au Salon du Livre (2006).
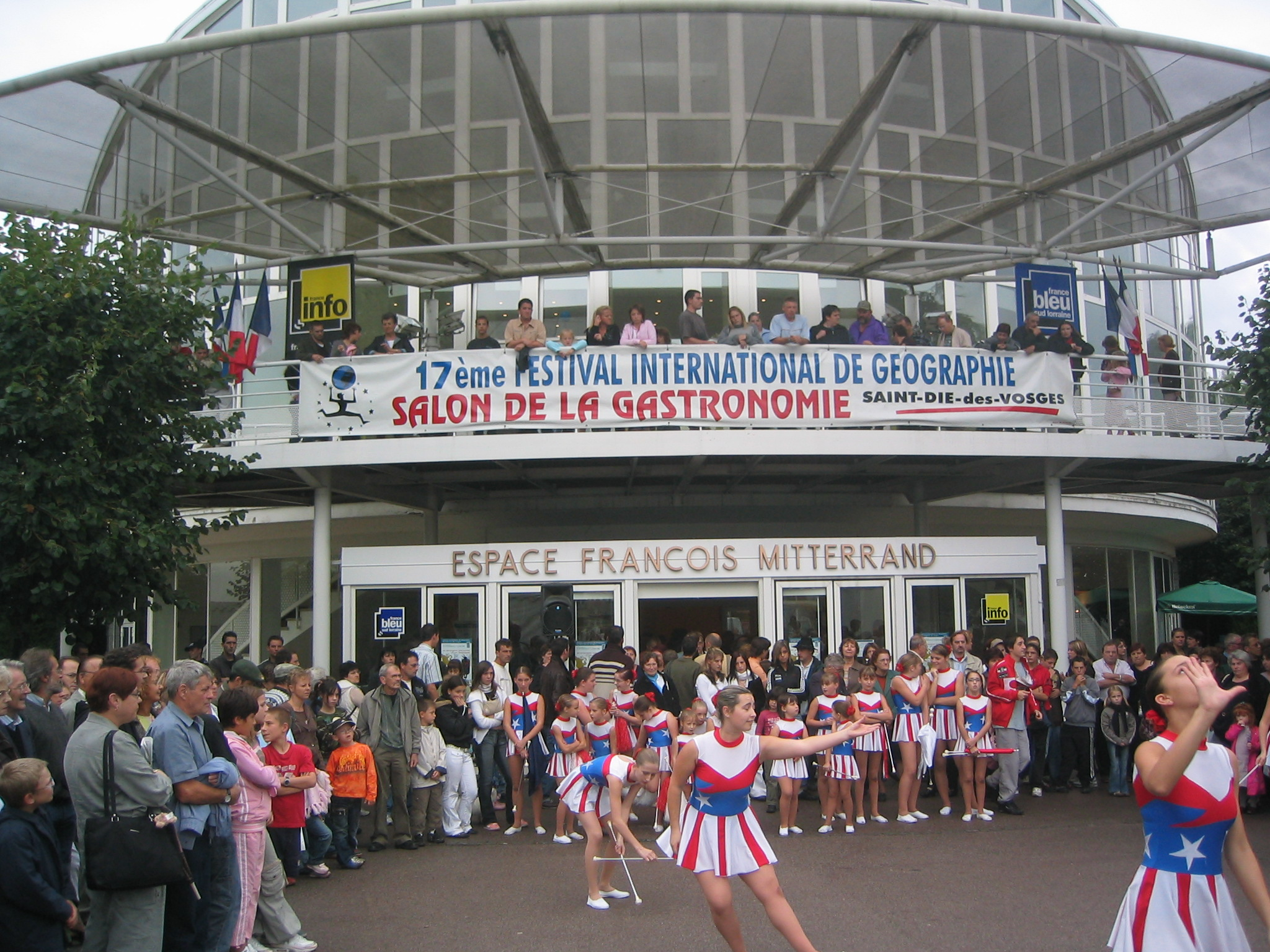
Animations devant le Salon de la Gastronomie à l'Espace François Mitterrand (2006).
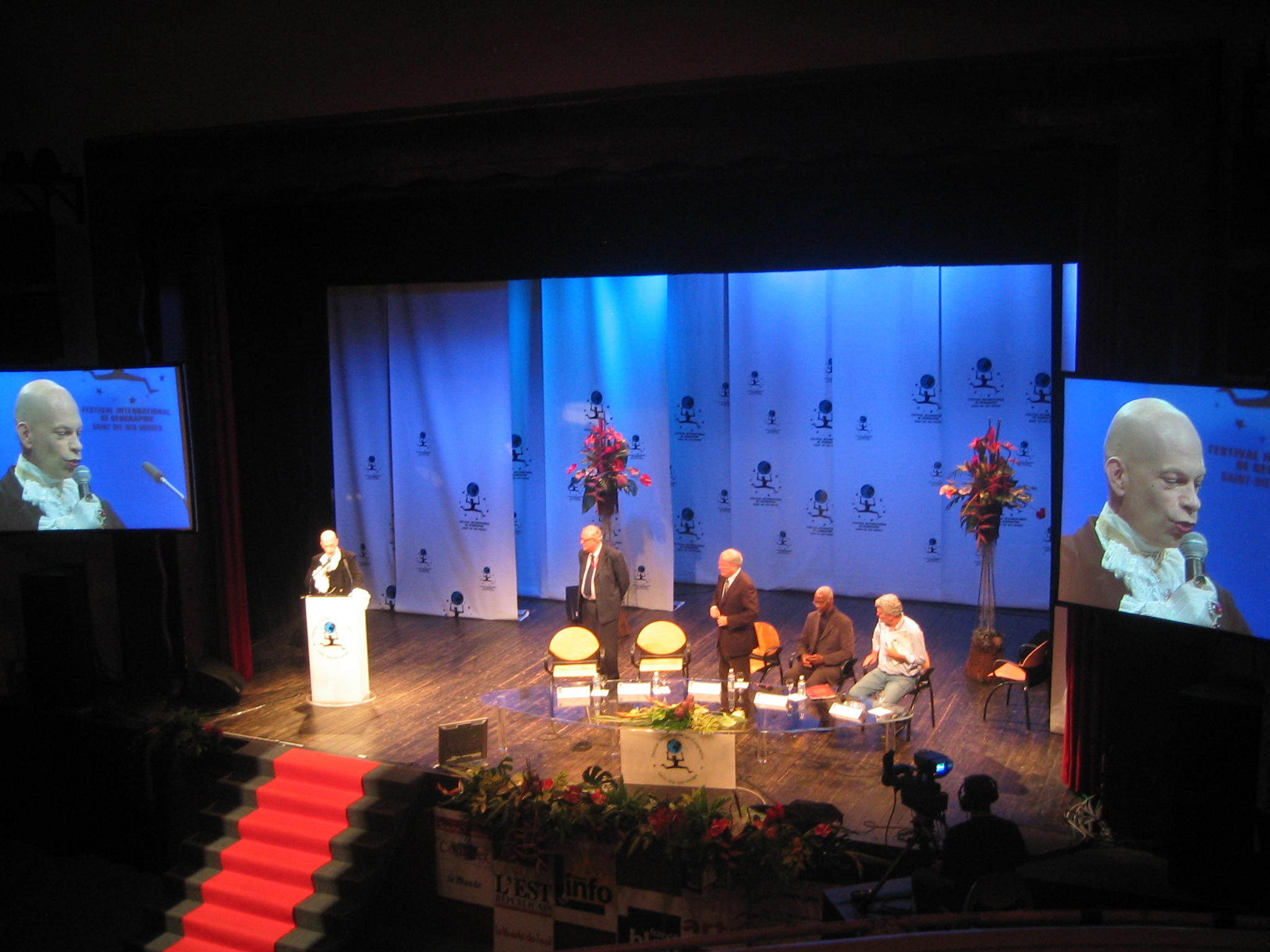
Cérémonie de clôture à l'Espace Georges Sadoul (2006).

### 2007 : La planète en mal d'énergies

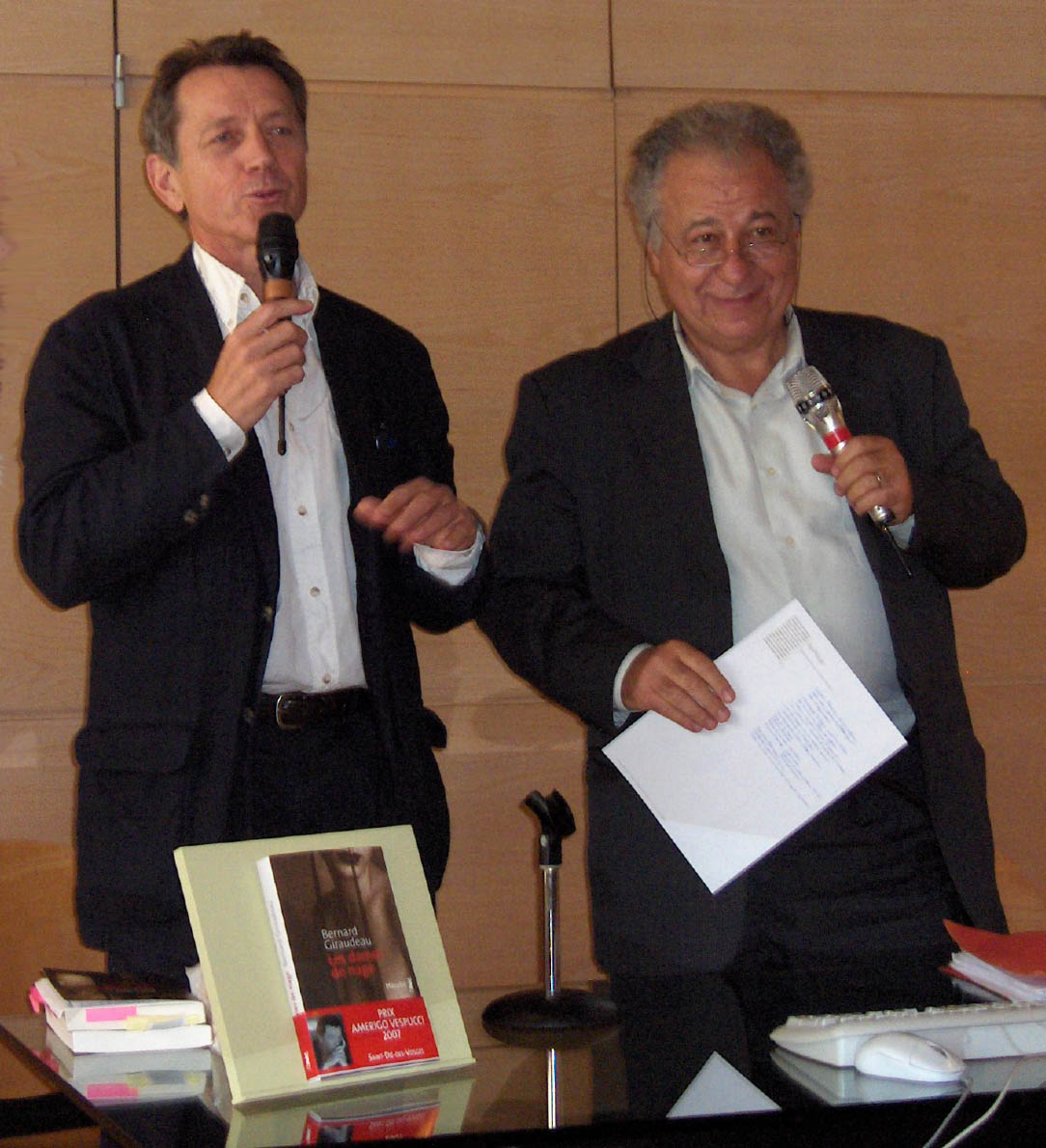
Bernard Giraudeau et Antoine Spire (2007).

### 2008 : Entre guerres et conflits : la planète sous tension

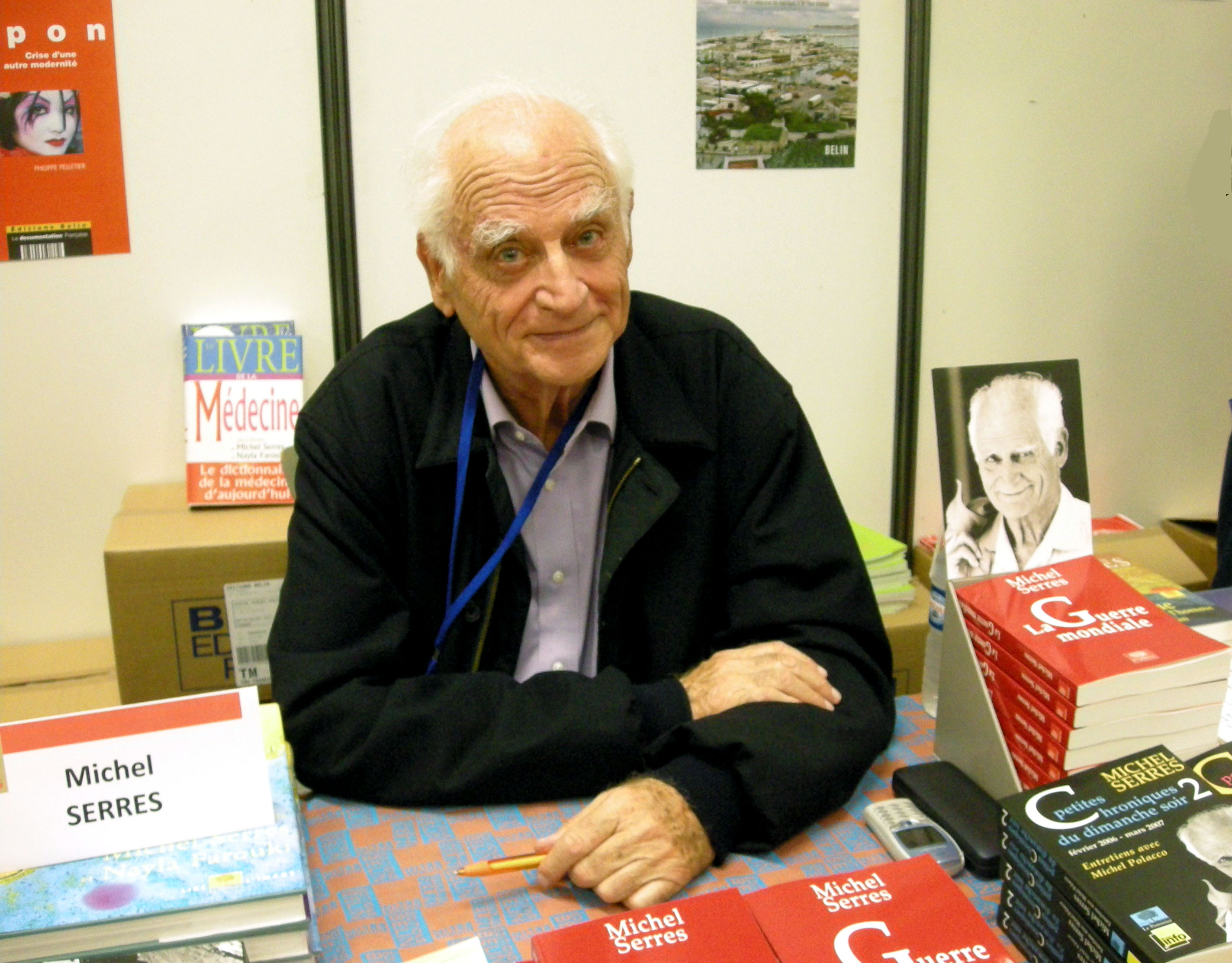
Michel Serres au Salon du Livre

### 2009 : Mers et océans : les géographes prennent le large

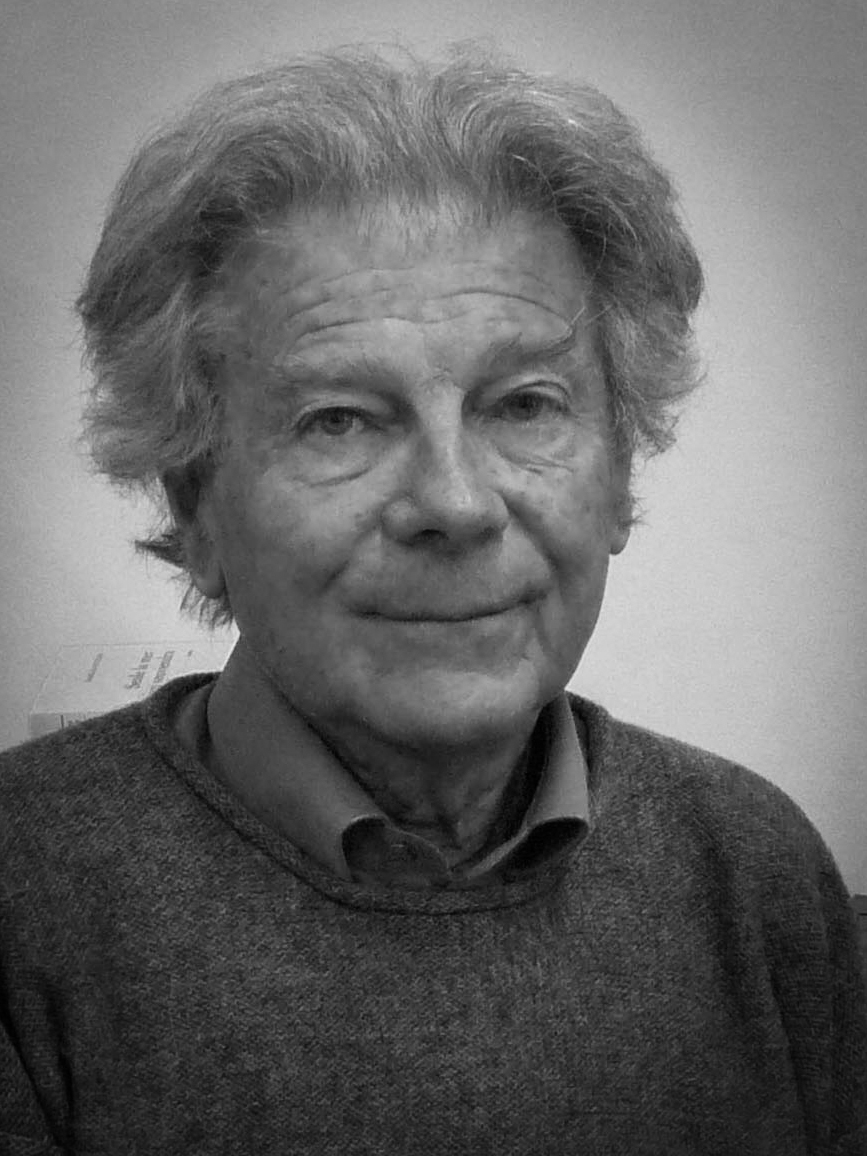
Dominique Fernandez au Salon du Livre.

### 2010 : La forêt, or vert des Hommes ? : Gestion - Protection - Exploitation durable

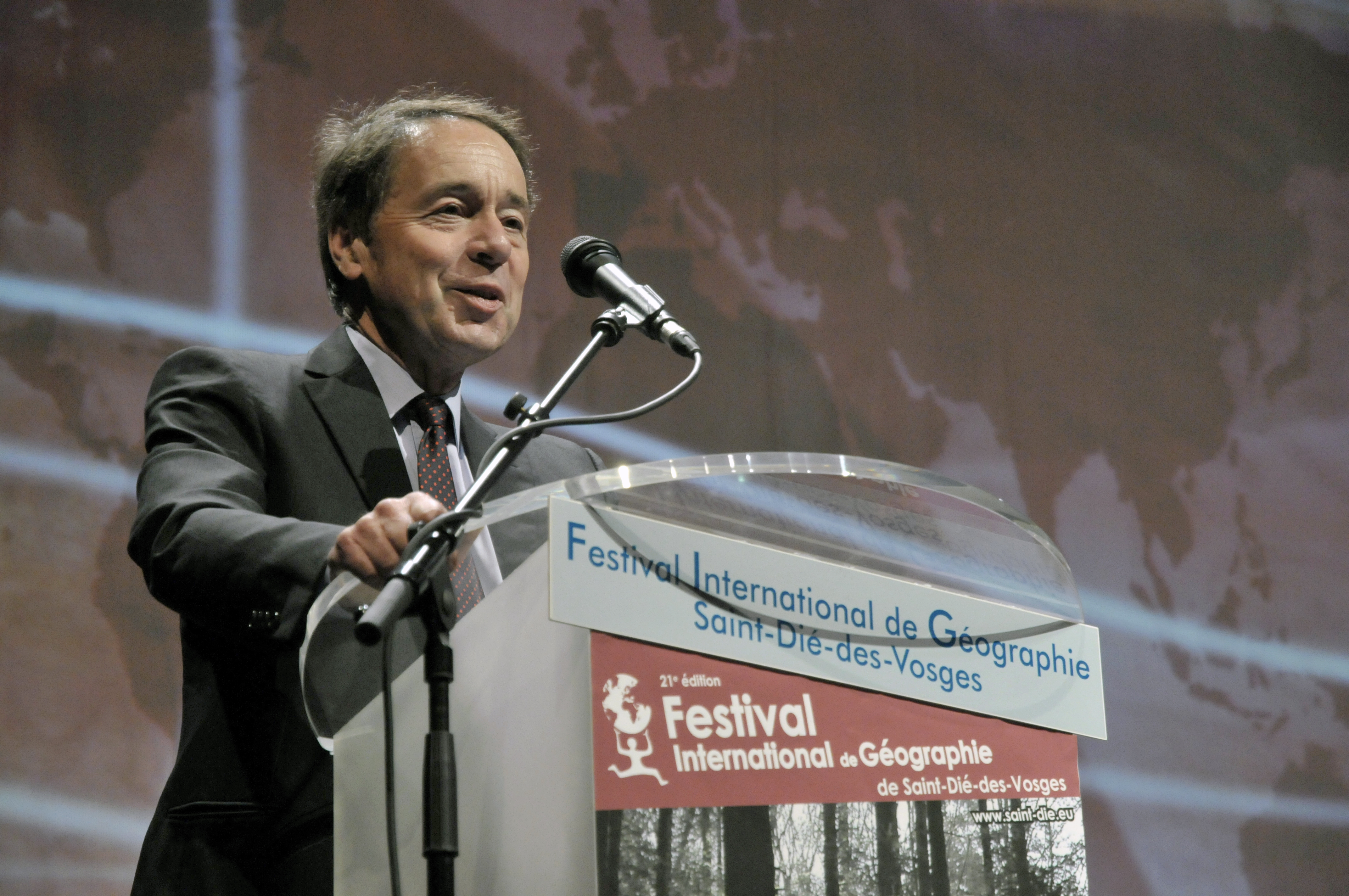
Jean-Noël Jeanneney.
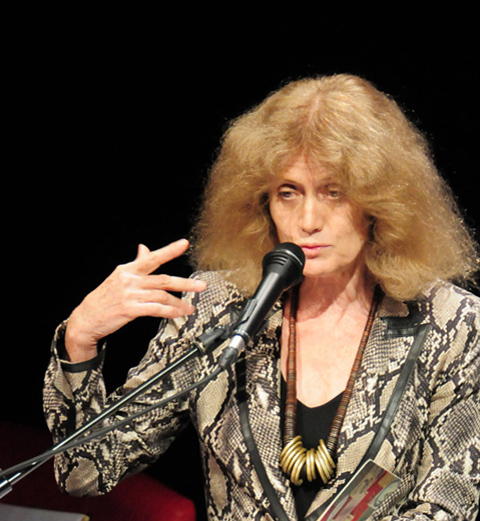
Noëlle Châtelet.
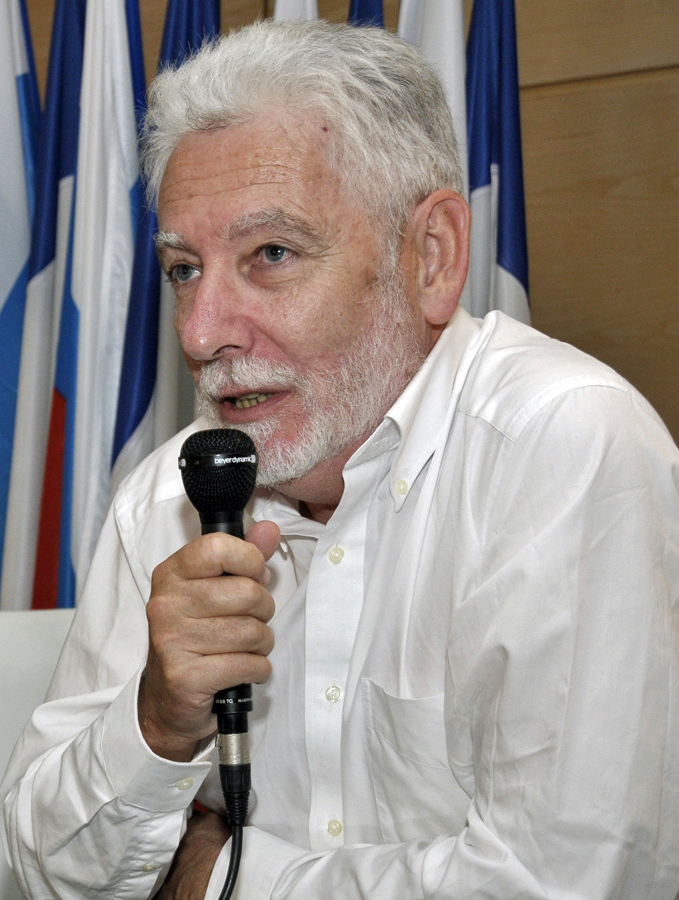
Philippe Descola.
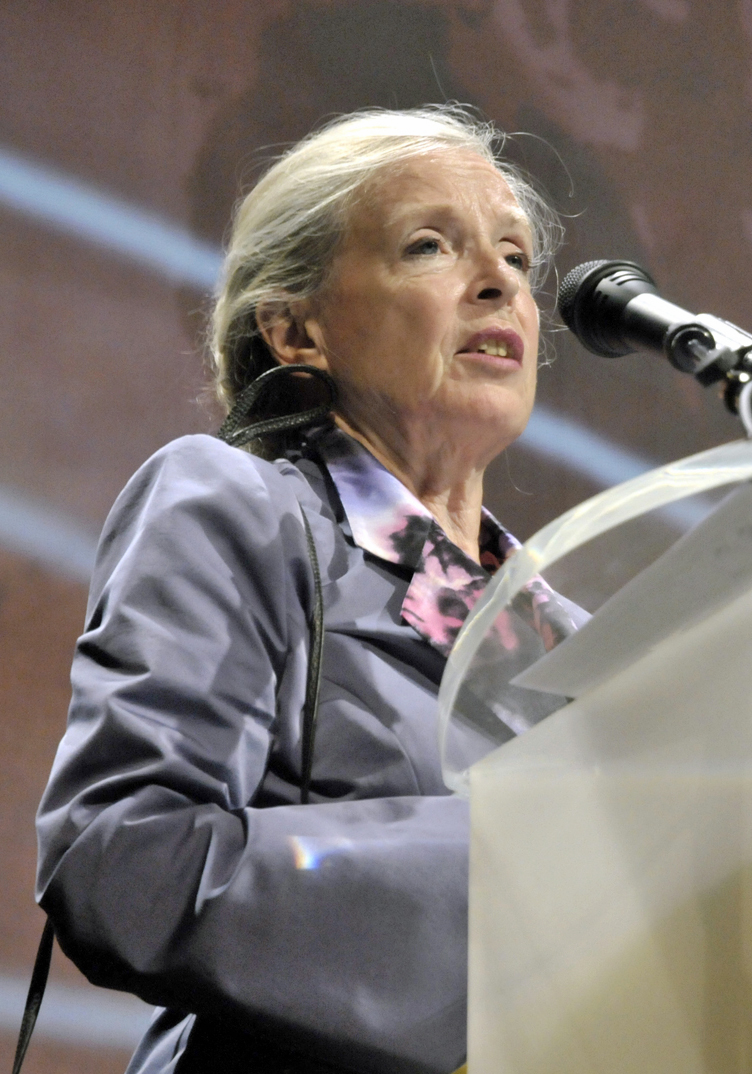
Denise Pumain.

### 2011 : L'Afrique plurielle : paradoxes et ambitions

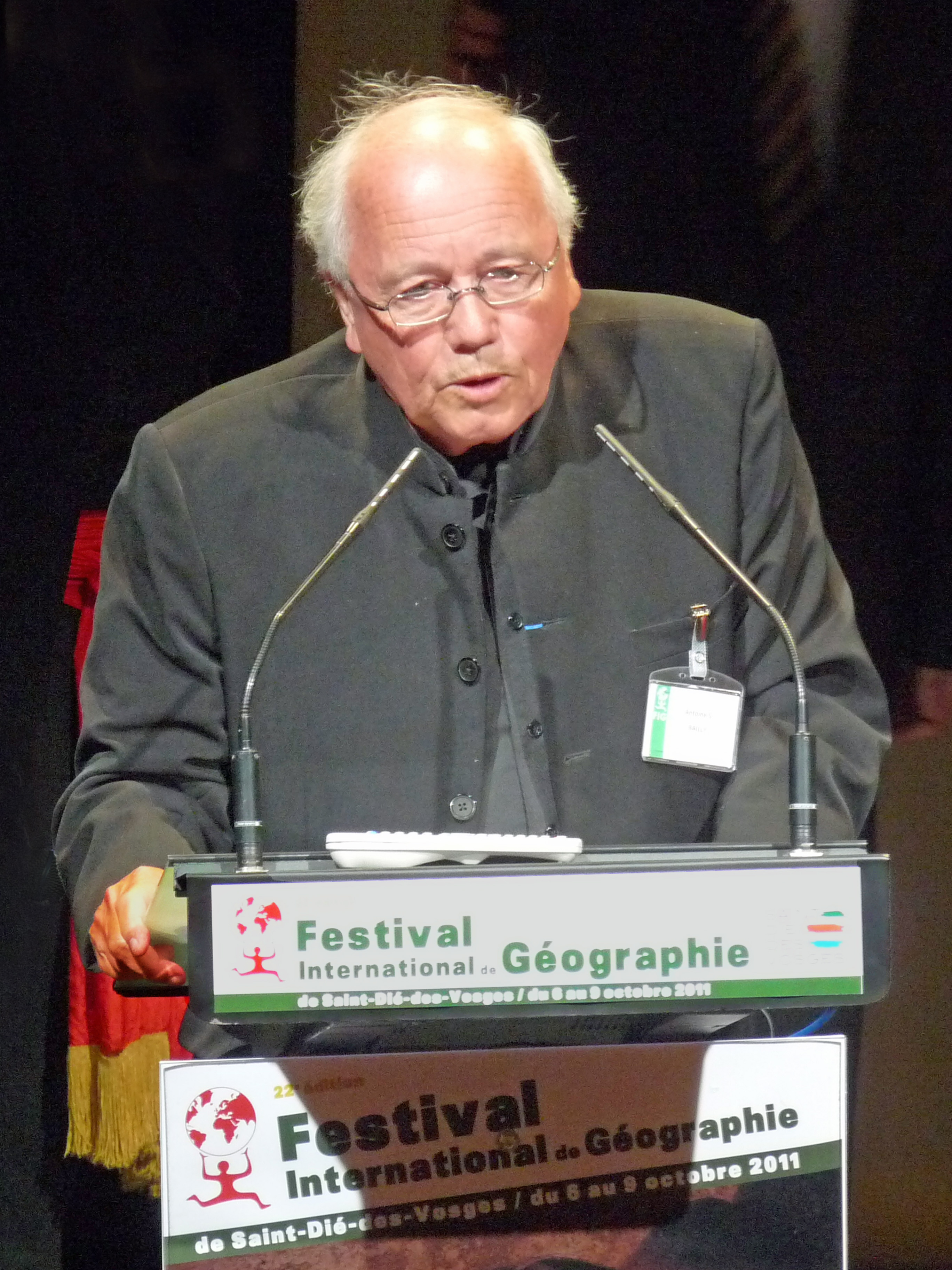
Antoine Bailly, lauréat du prix Vautrin Lud.

### 2012 : Les facettes du paysage : nature, culture, économie

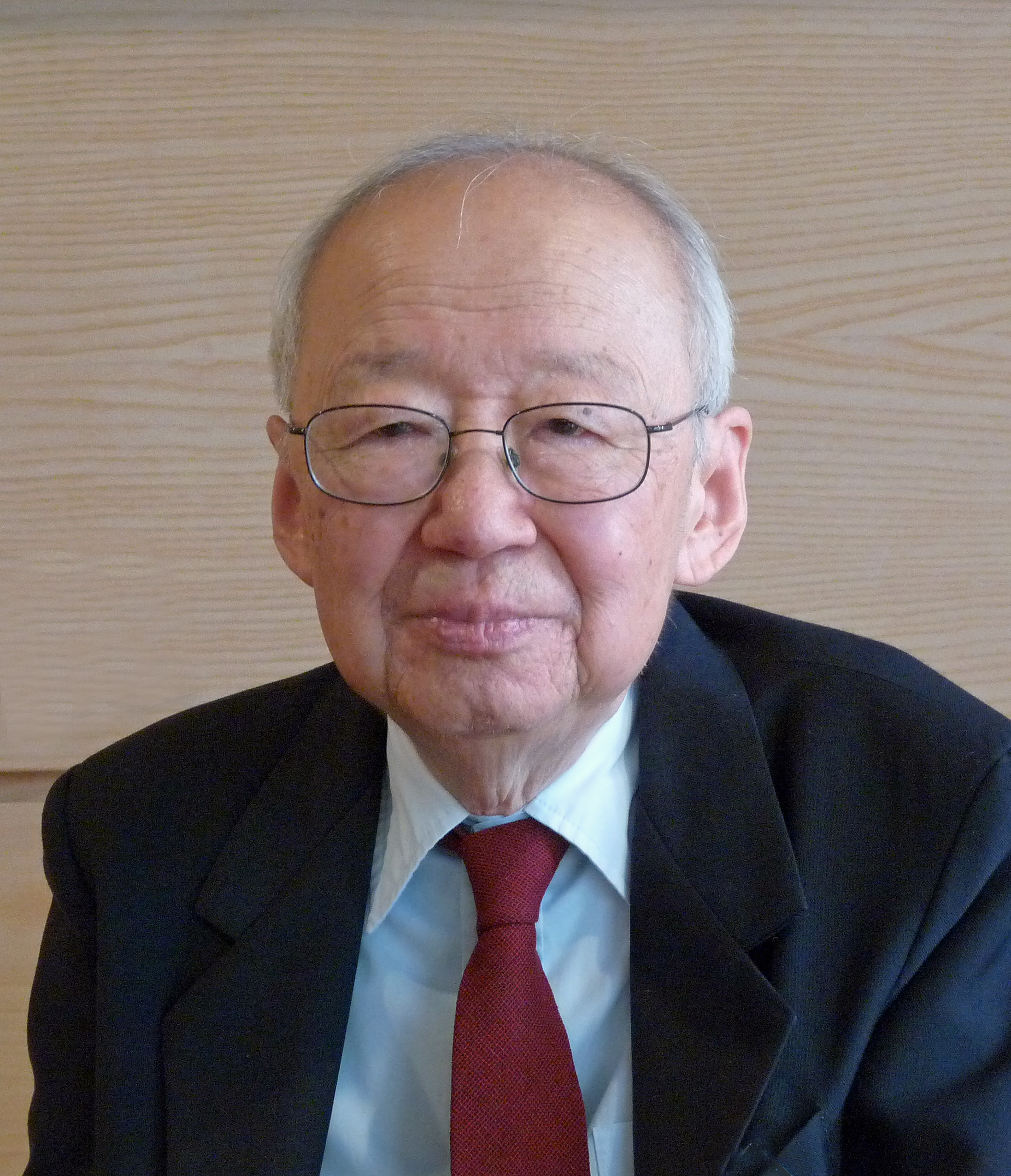
Yi-Fu Tuan, lauréat du prix Vautrin Lud.

### 2016 : Un monde qui va plus vite ?

Les animaux (thème) et l'Afrique du Sud (pays invité) à l'honneur.

### 2021: Corps
- Dates : 1, 2 et 3 octobre 2021[51].
- Région invitée : Europe(s).
- Direction scientifique : Marion Tillous
- Président : Georges Vigarello[52].
- Présidente du Salon du Livre : Catherine Dolto.

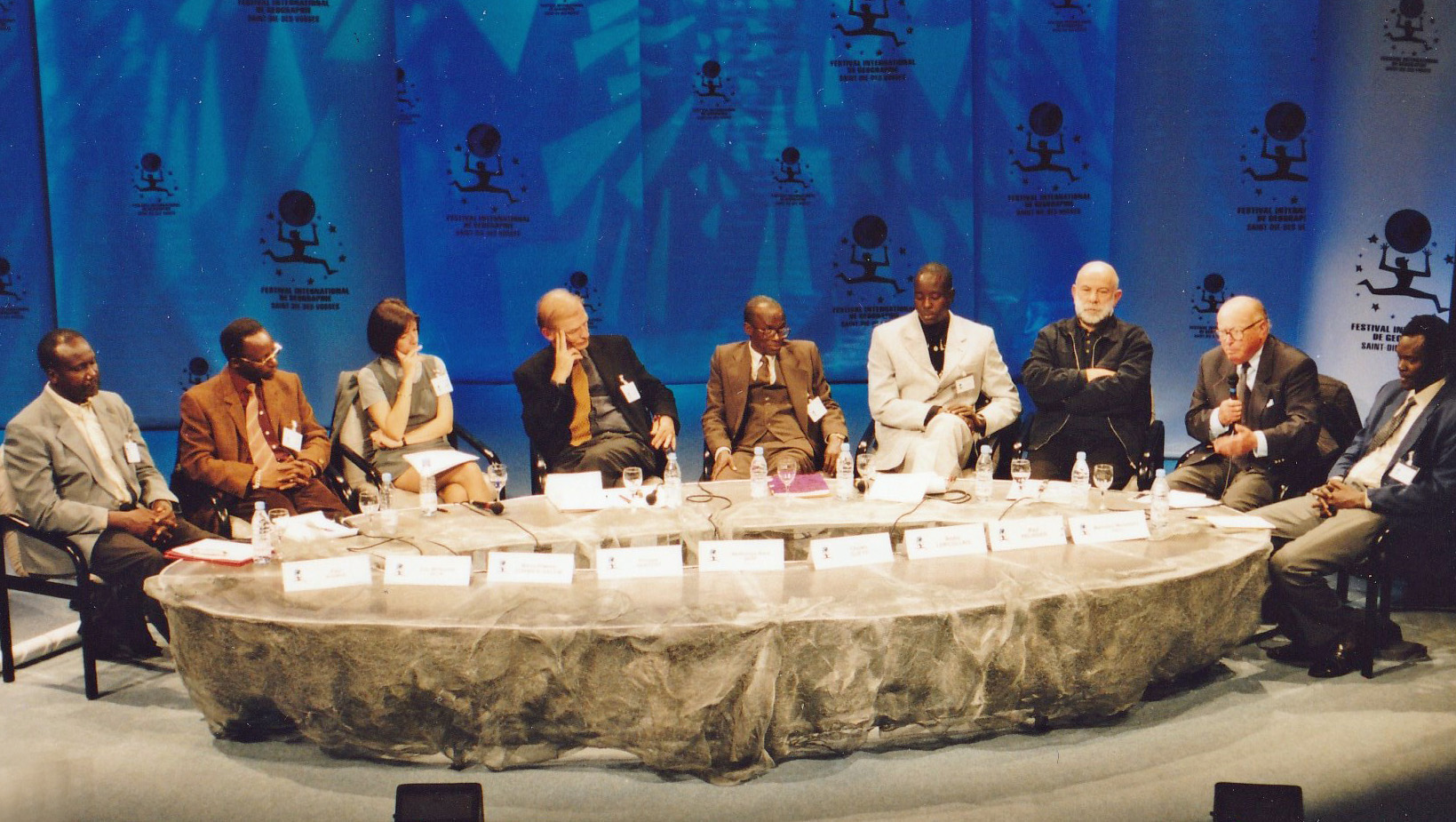
Table ronde franco-sénégalaise.
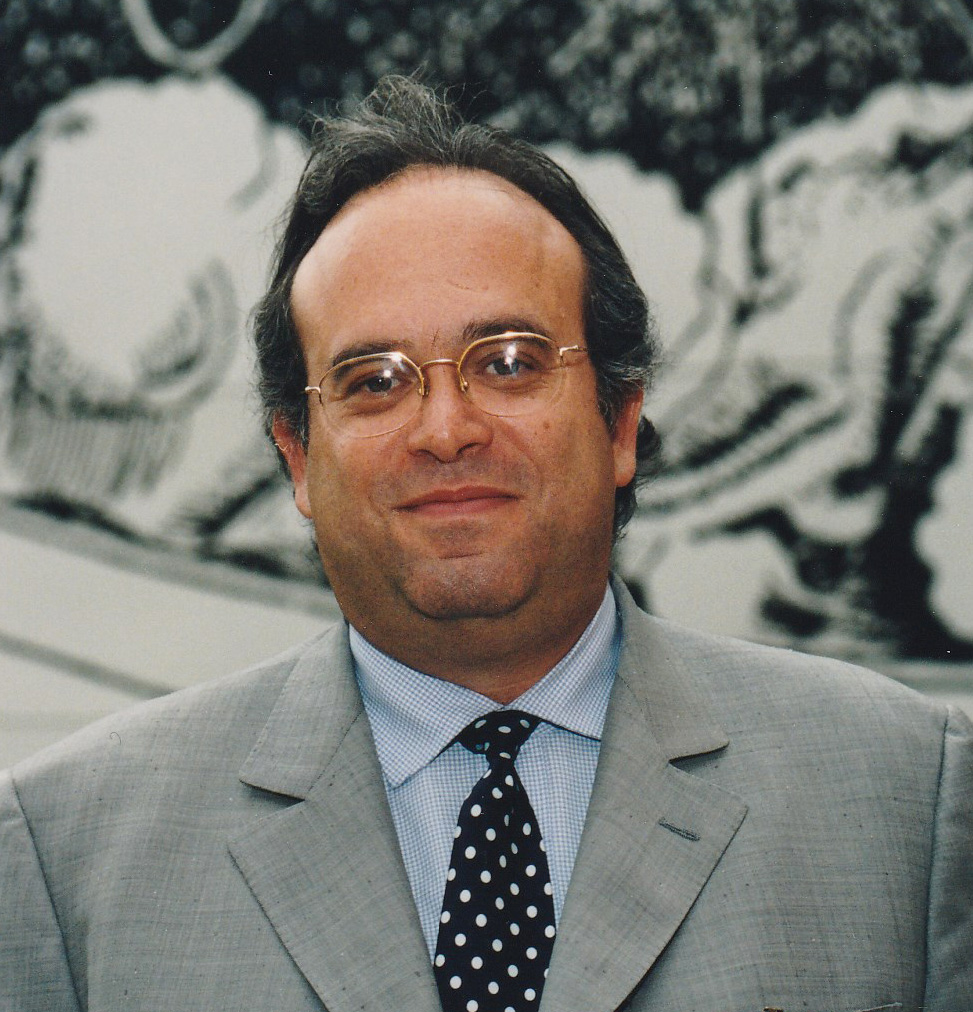
David Khayat, président.
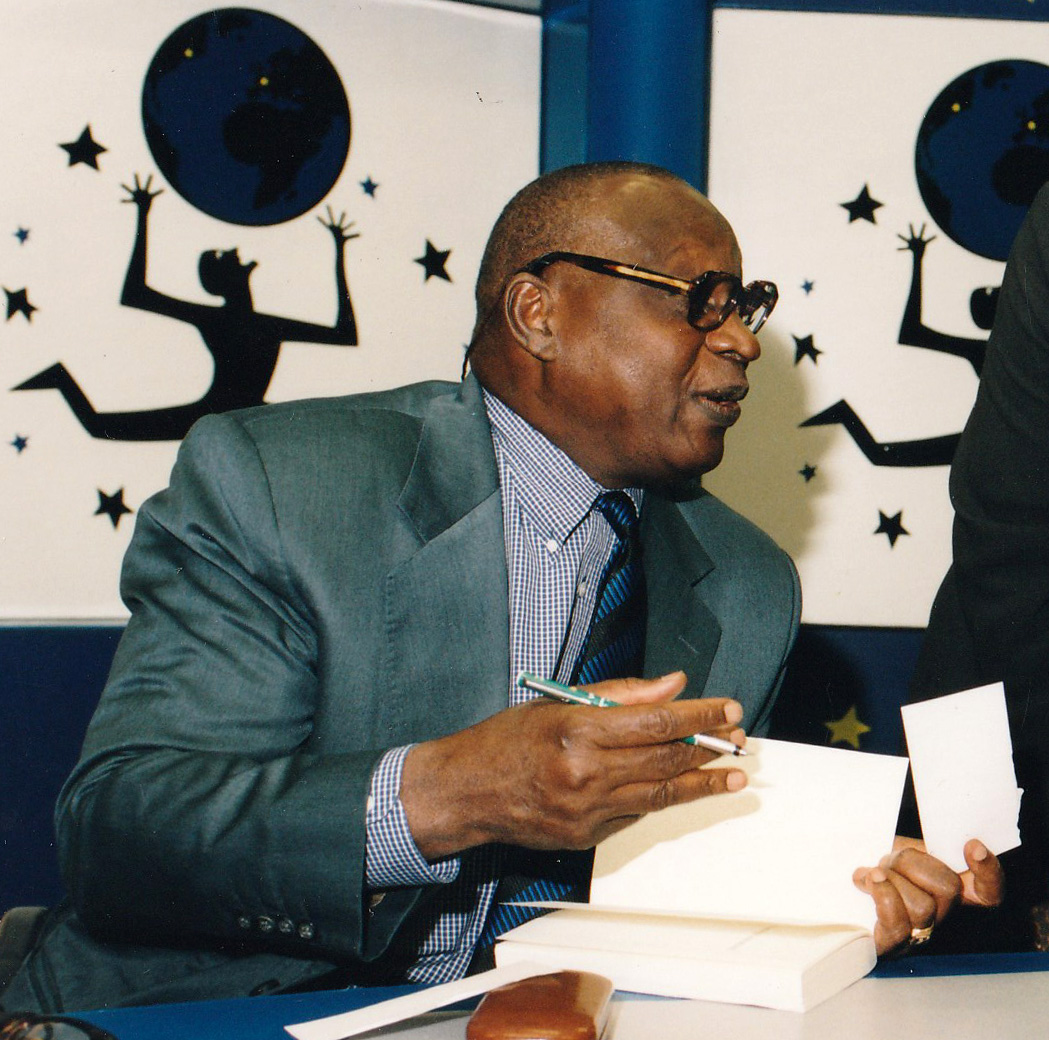
Prix Amerigo-Vespucci : Luc Bronner, Chaudun, la montagne blessée, (Seuil).
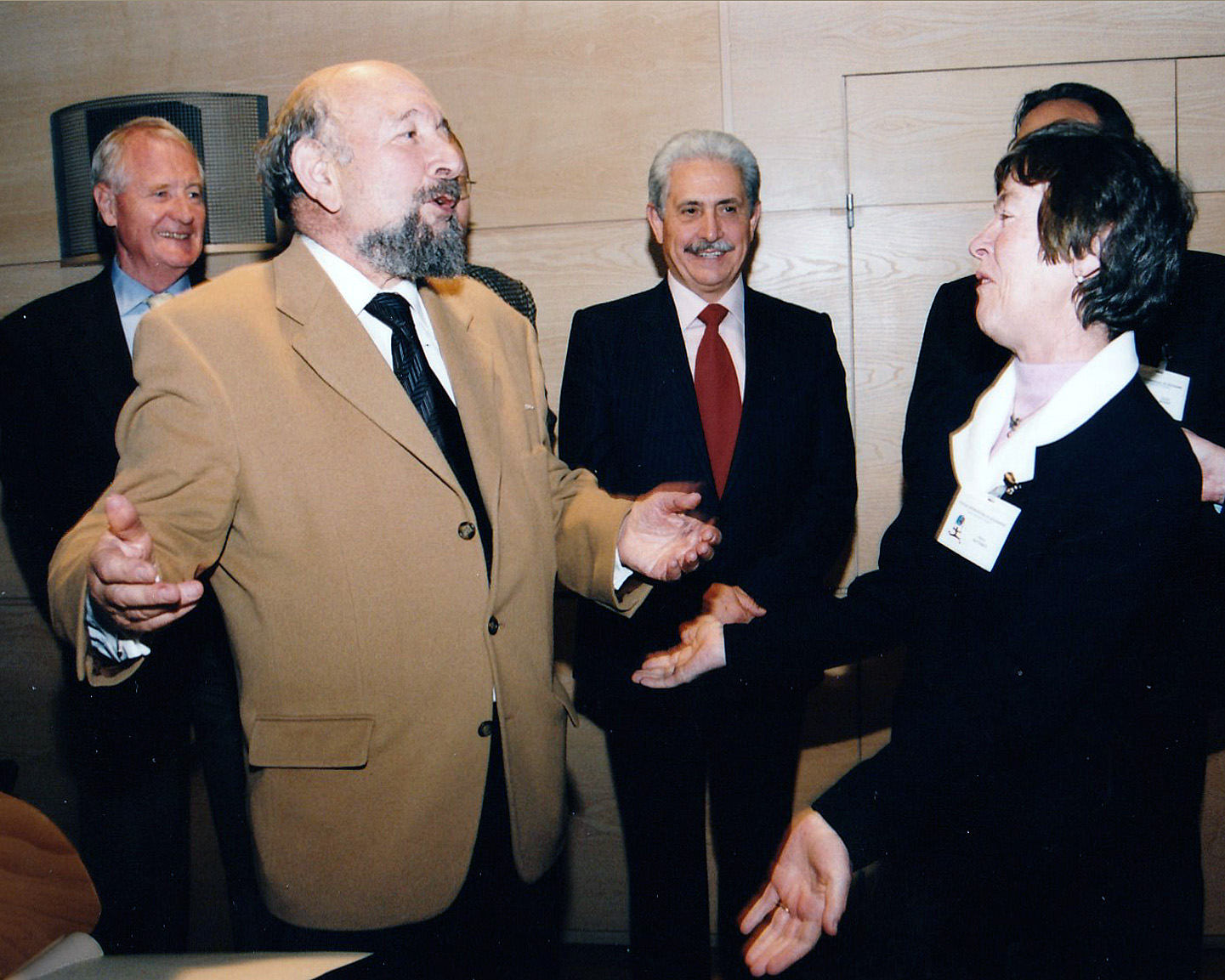
Yves Lacoste, prix Vautrin-Lud.

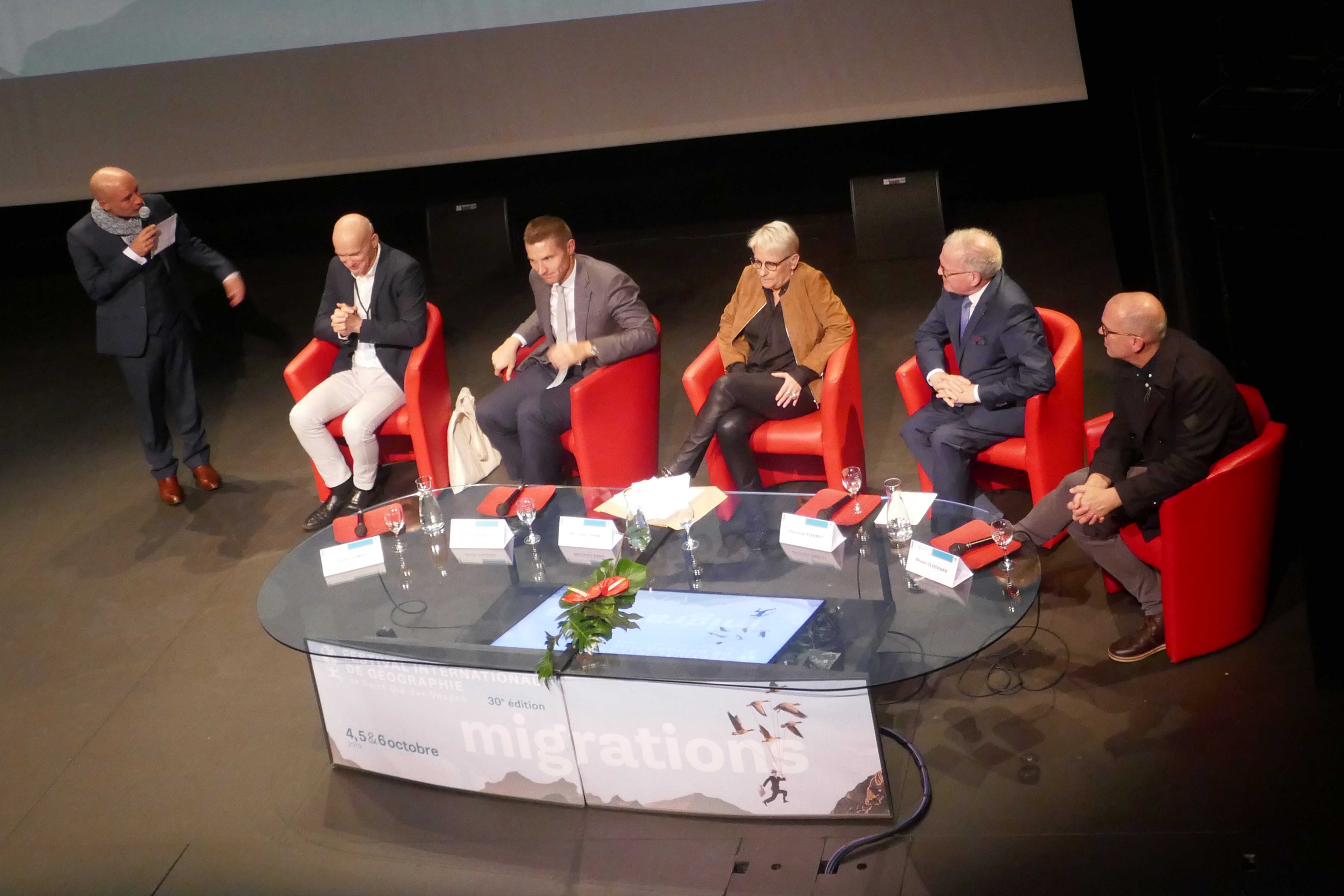
Cérémonie d'ouverture.
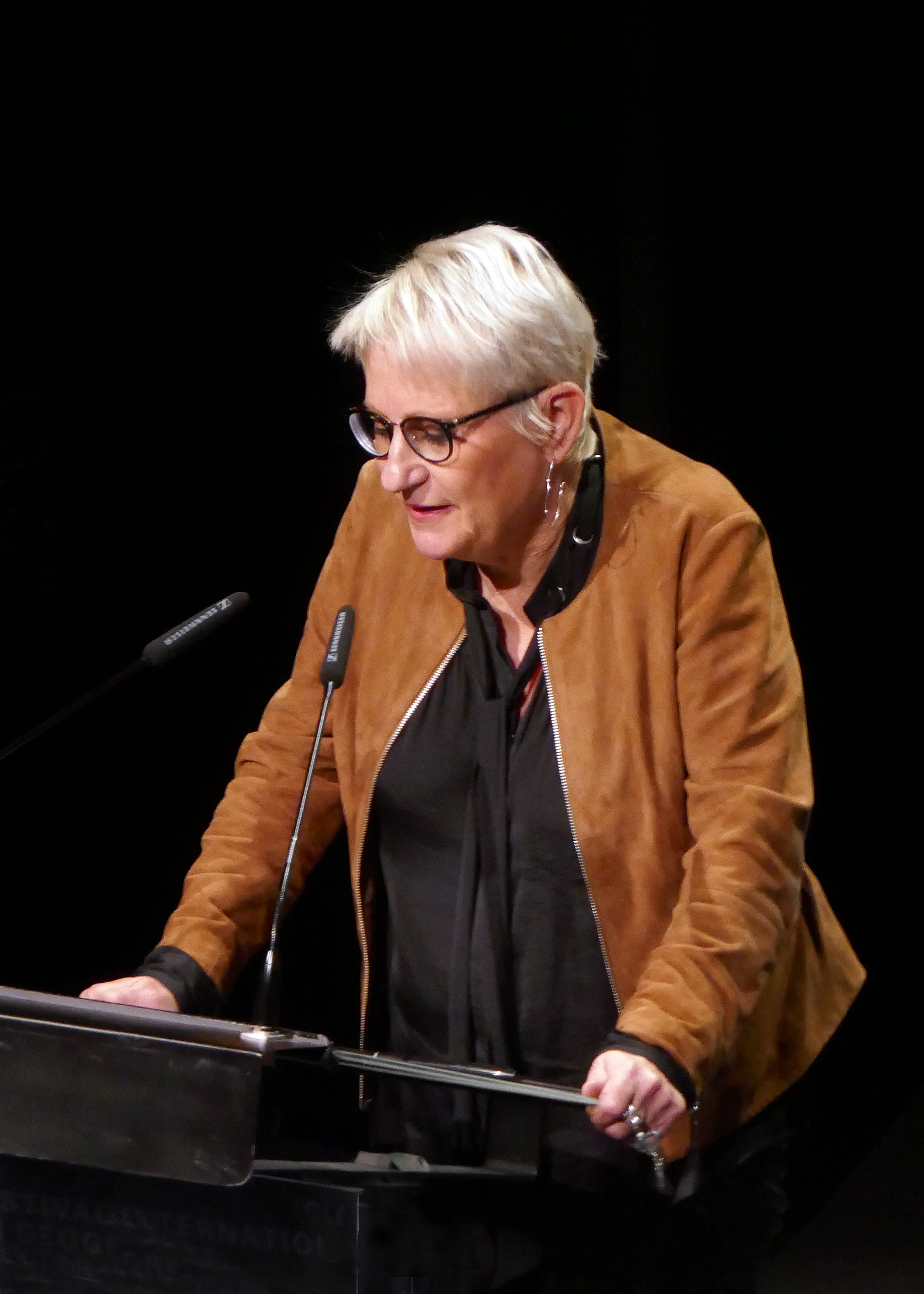
Mercedes Erra.
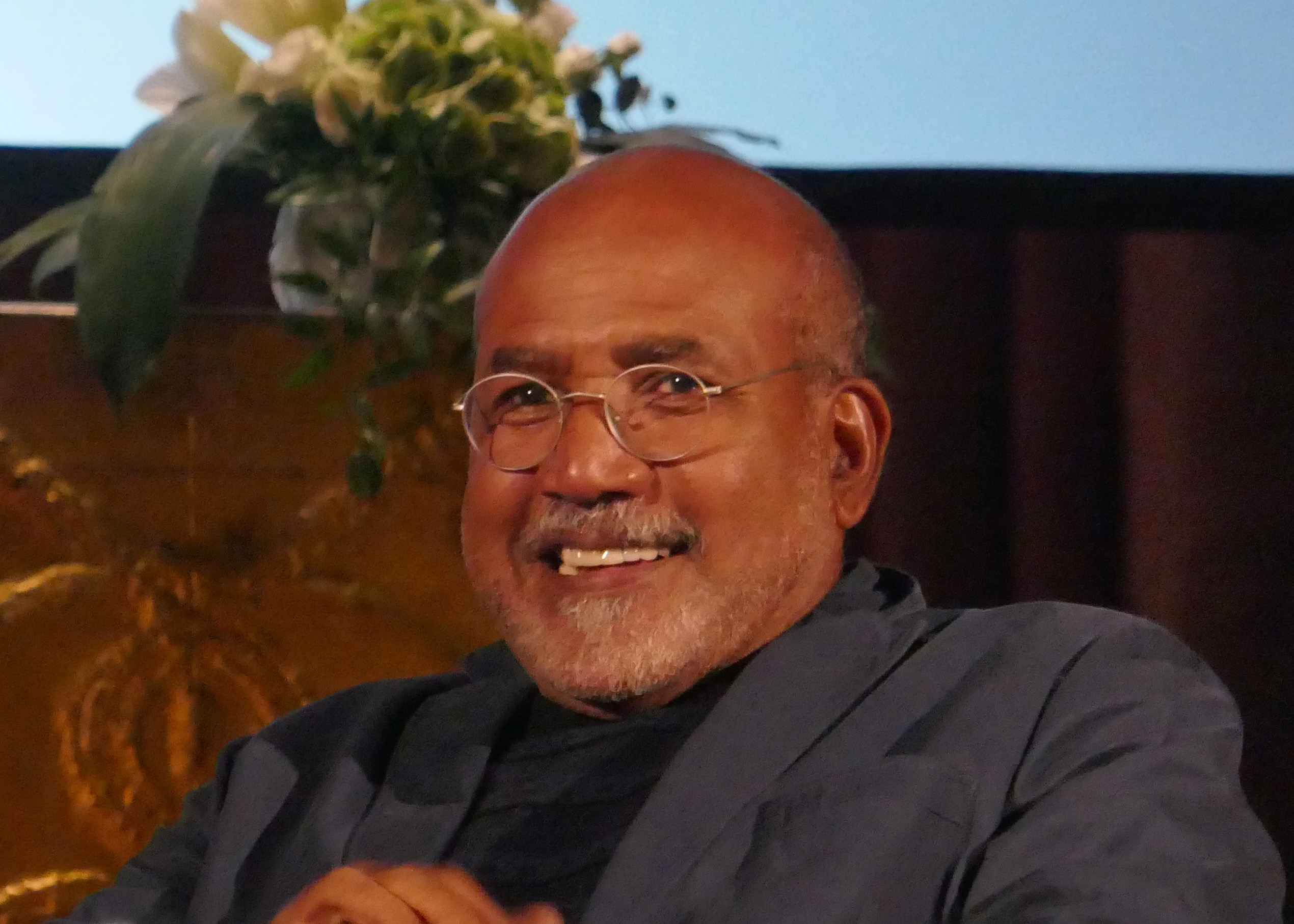
Patrick Chamoiseau.
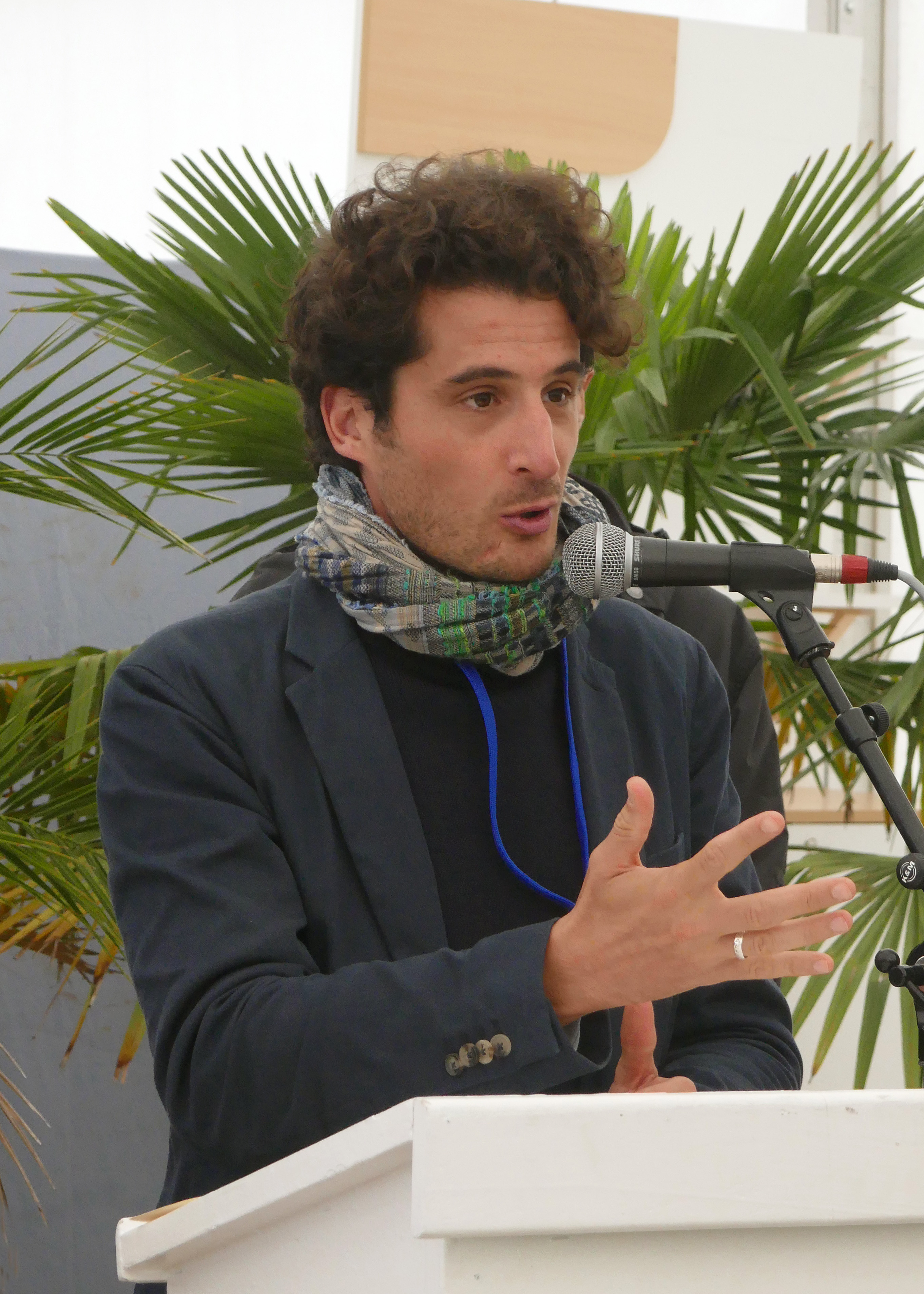
Prix Amerigo-Vespucci Jeunesse : Julieta Canepa, Pierre Ducrozet et Stéphane Khiel Je suis au monde, (Actes Sud junior).

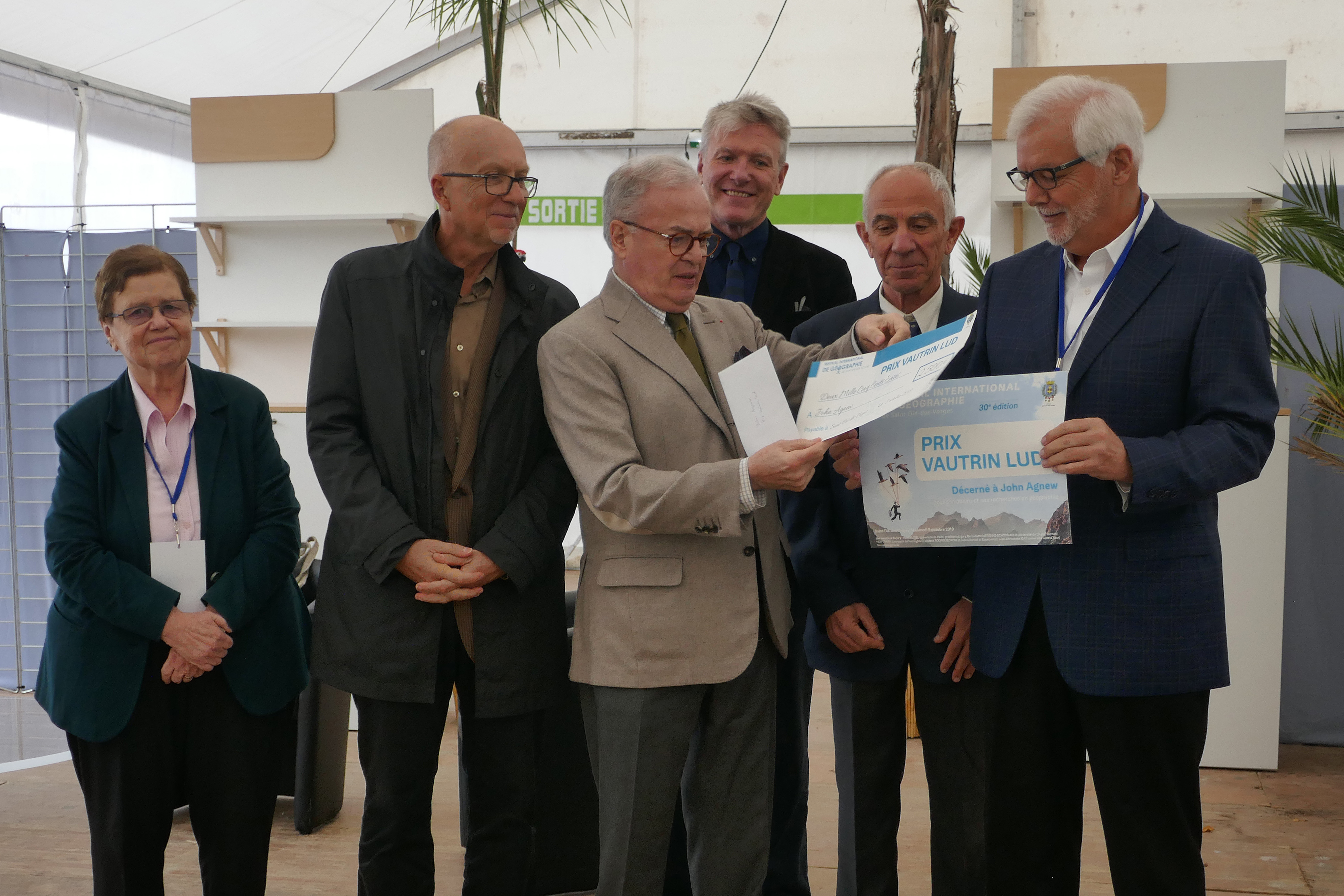
John Agnew, prix Vautrin-Lud.
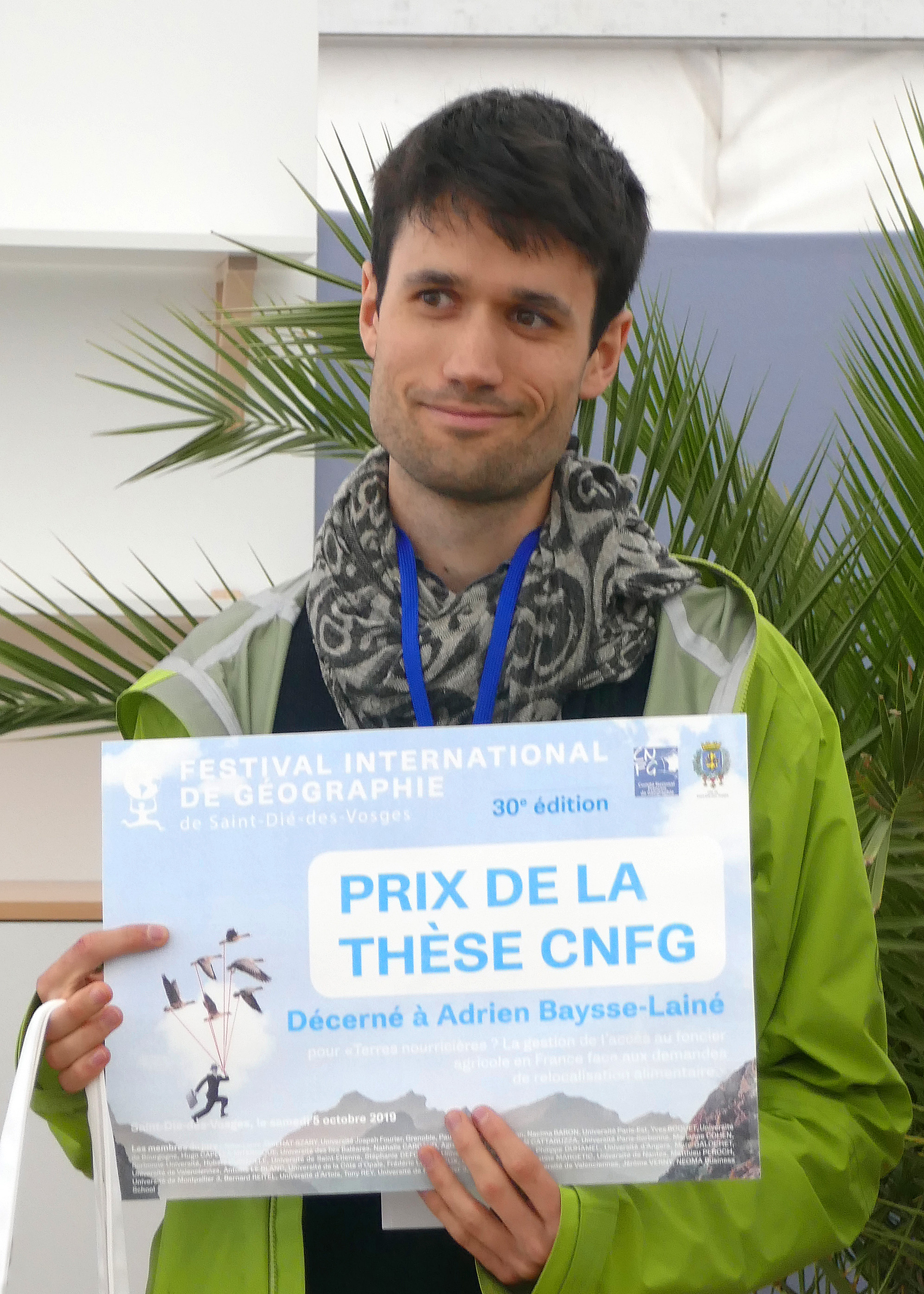
Adrien Baysse-Lainé, prix de thèse.
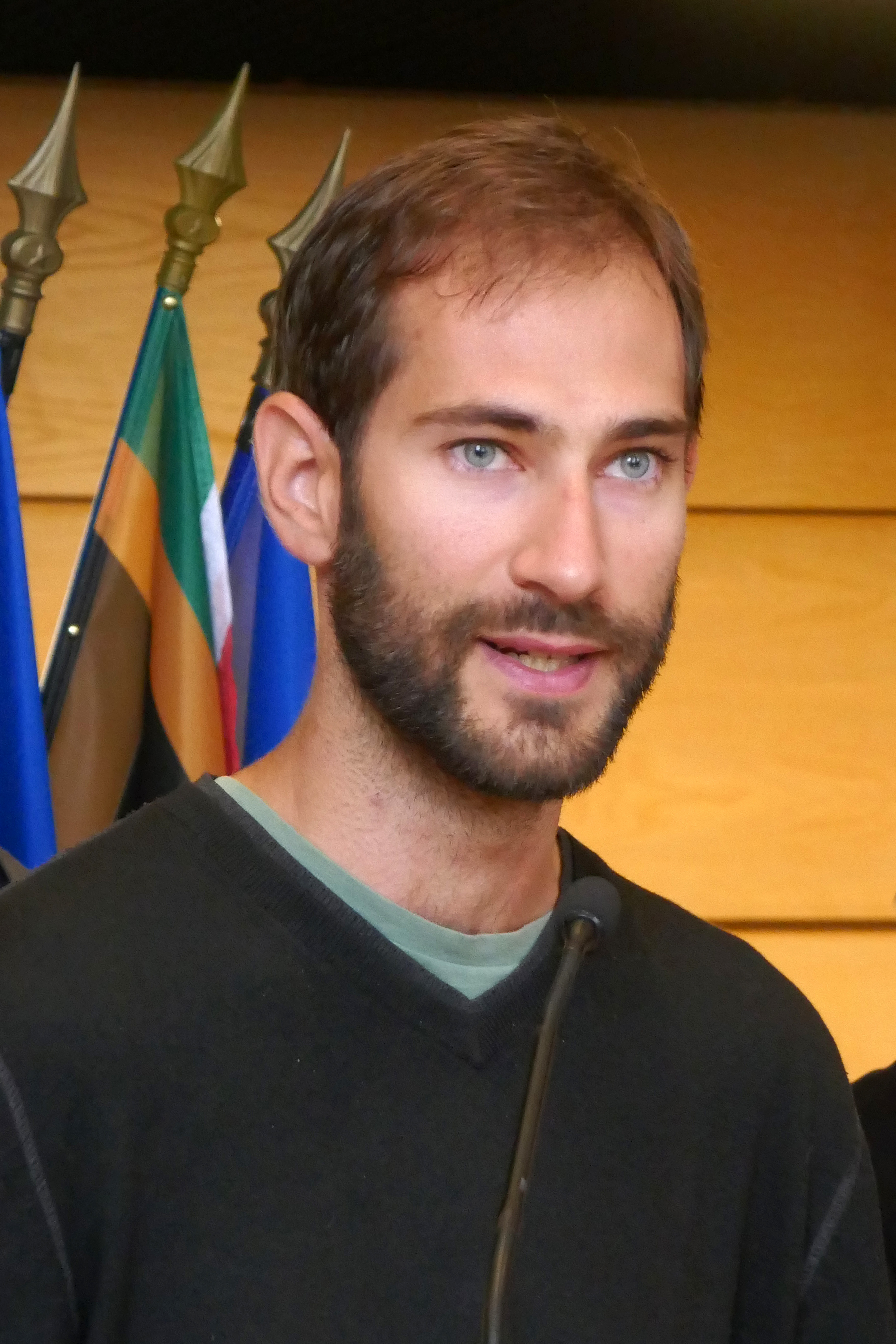
Prix de la BD géographique (ex æquo) : - Pierre Bonneau, Gaspard d'Allens et Cécile Guillard Cent mille ans, (Seuil) ;
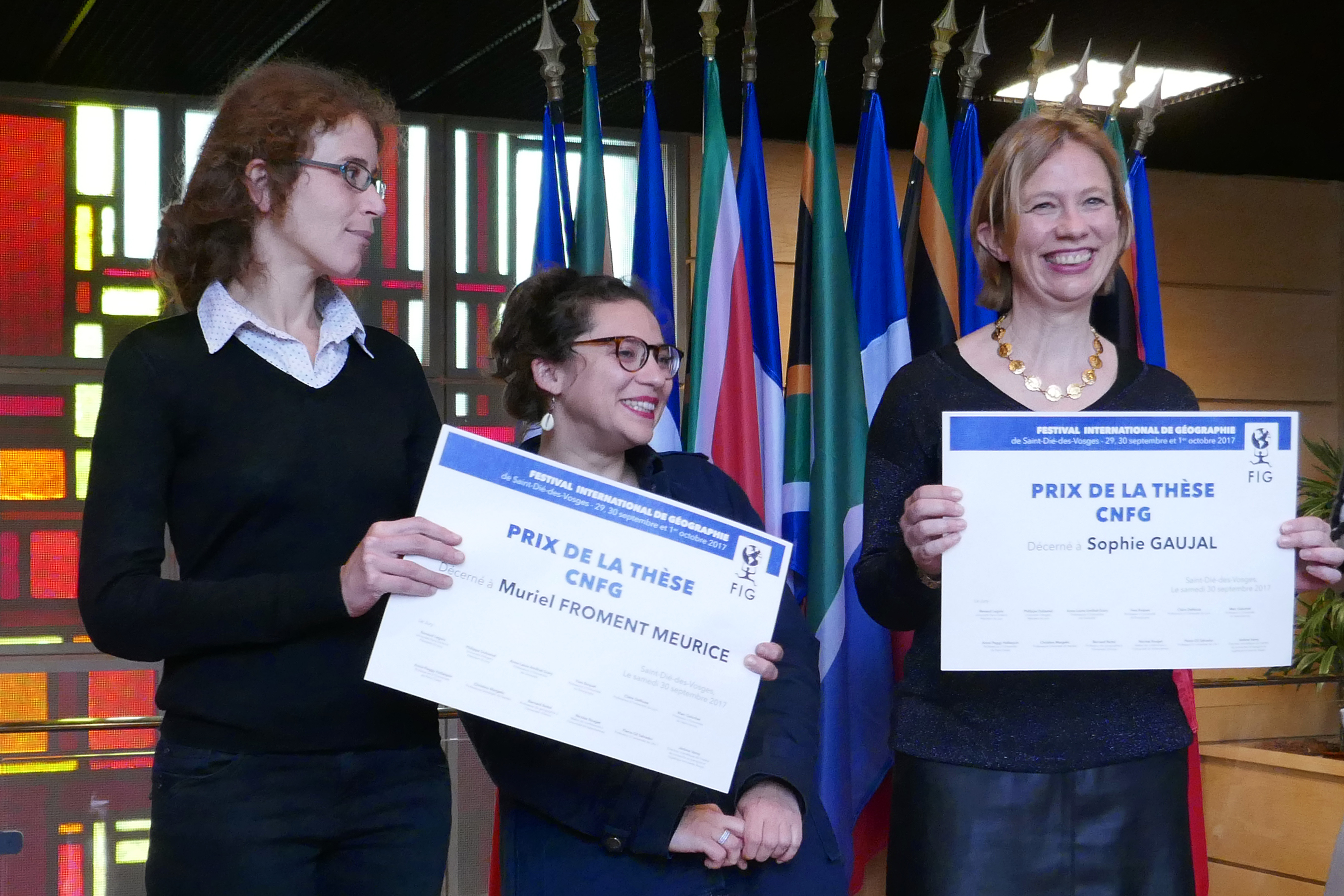
Muriel Froment-Meurice et Sophie Gaujal, prix de la thèse.
Raphaël Jerusalmy, prix Amerigo-Vespucci.
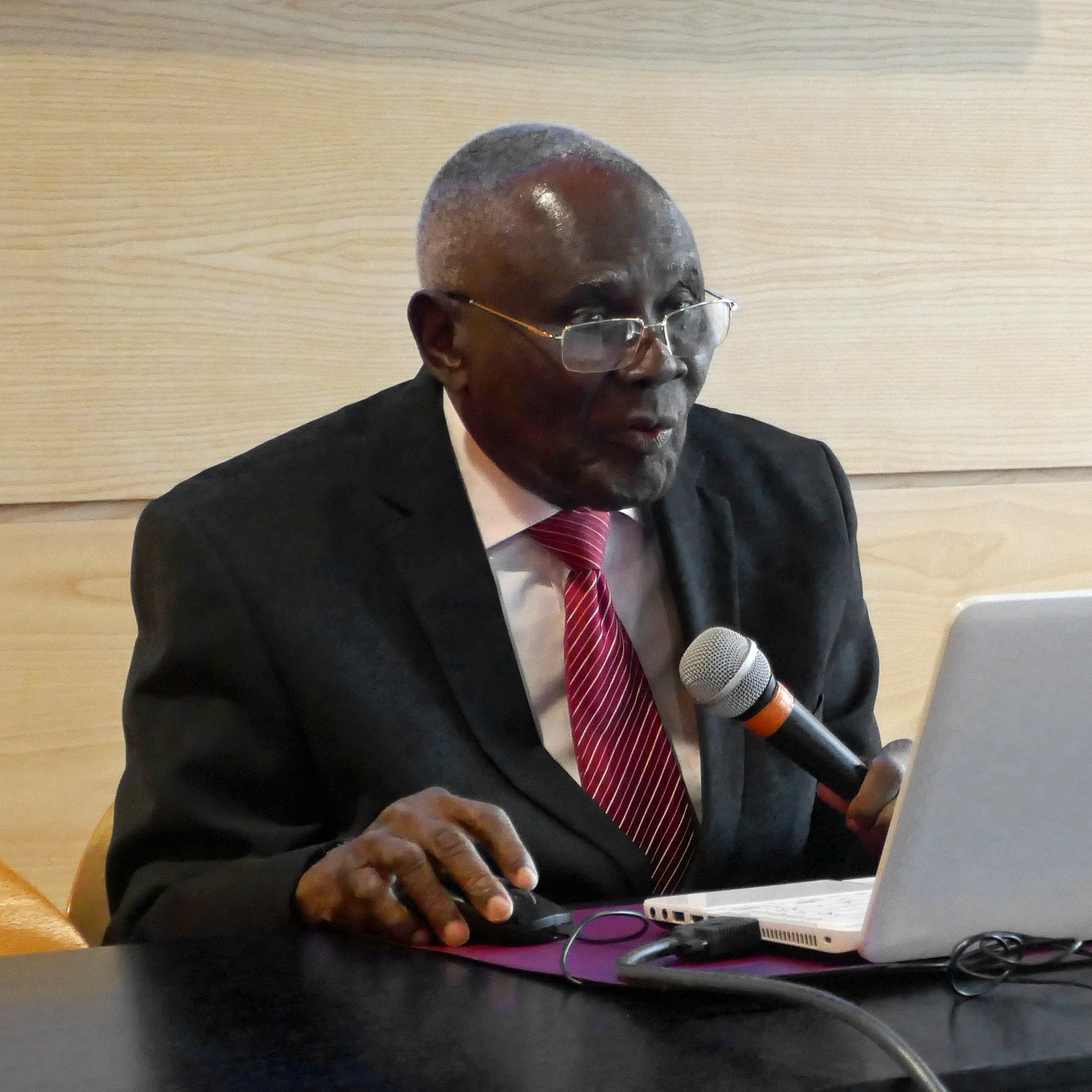
Akin Mabogunje, prix Vautrin-Lud.
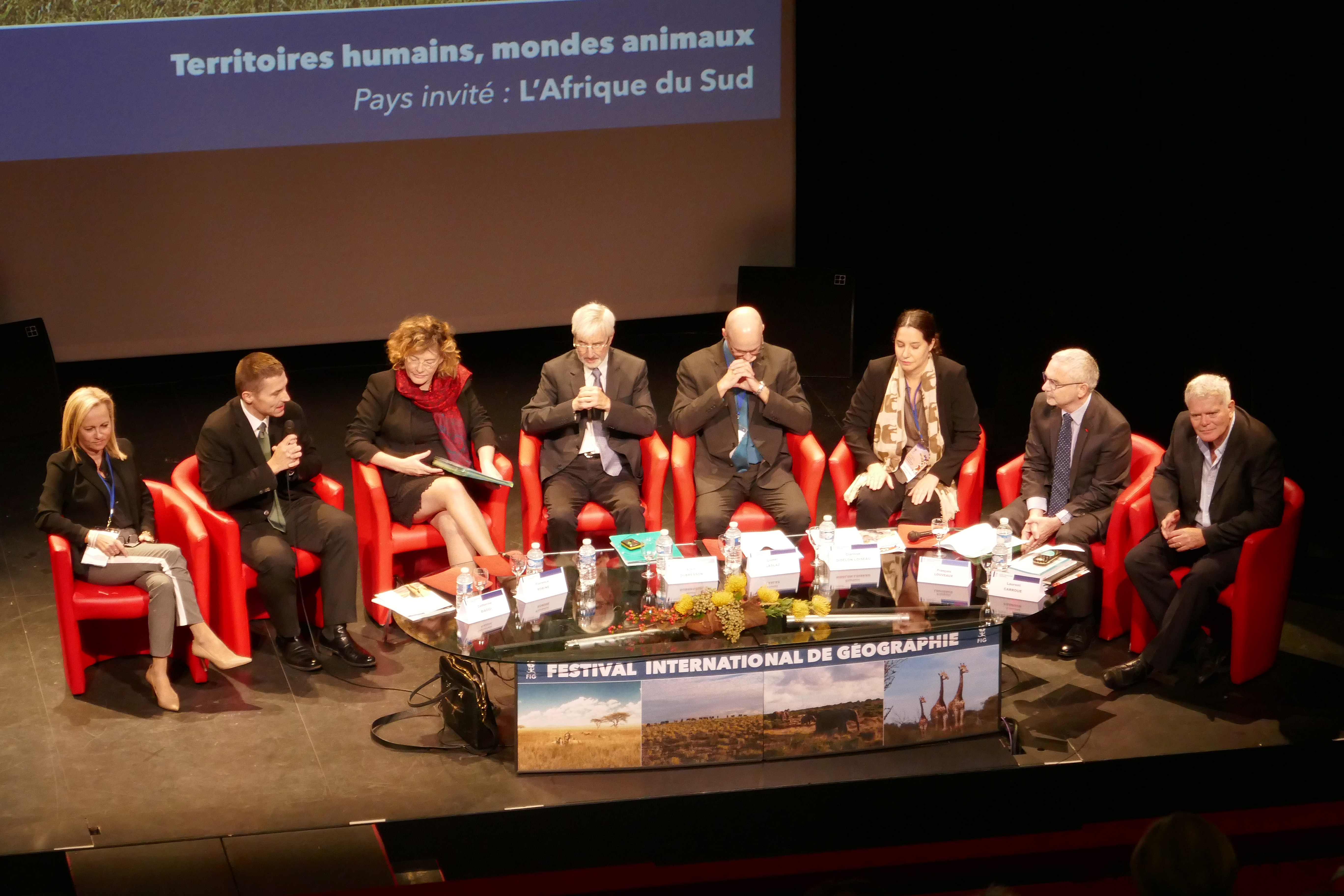
Cérémonie d'ouverture.
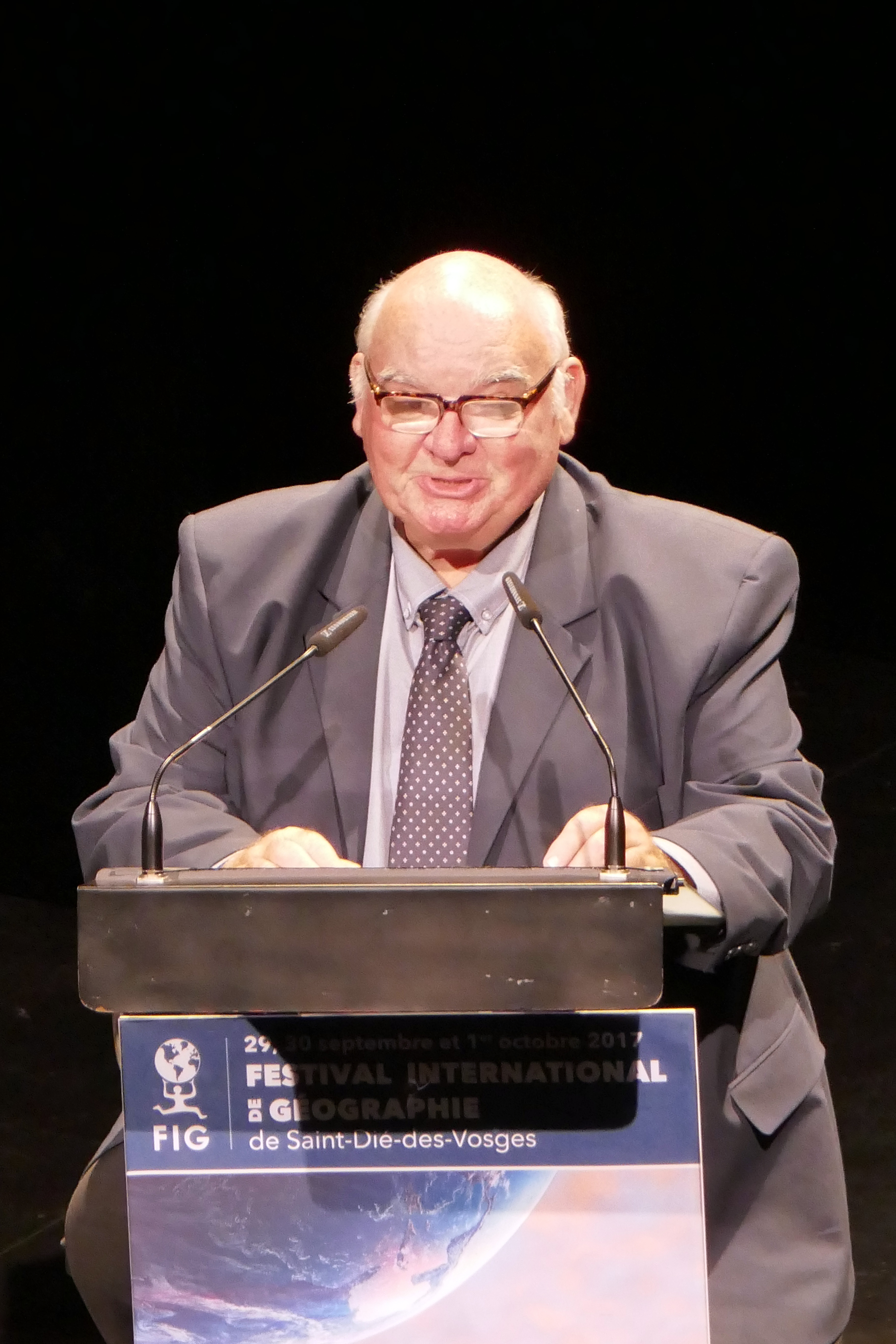
Michel Pastoureau, président du FIG.
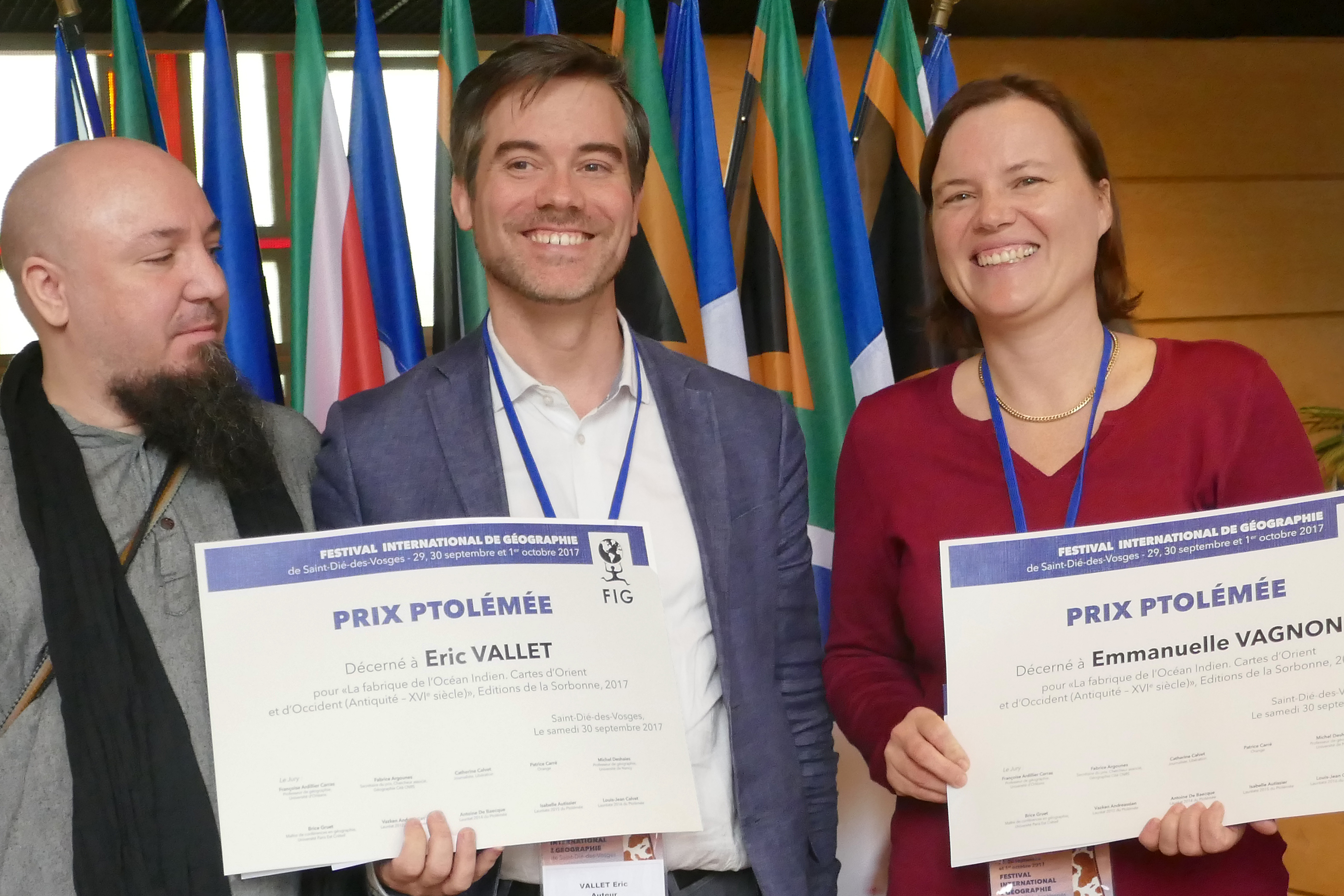
Eric Vallet et Emmanuelle Vagnon, prix Ptolémée.
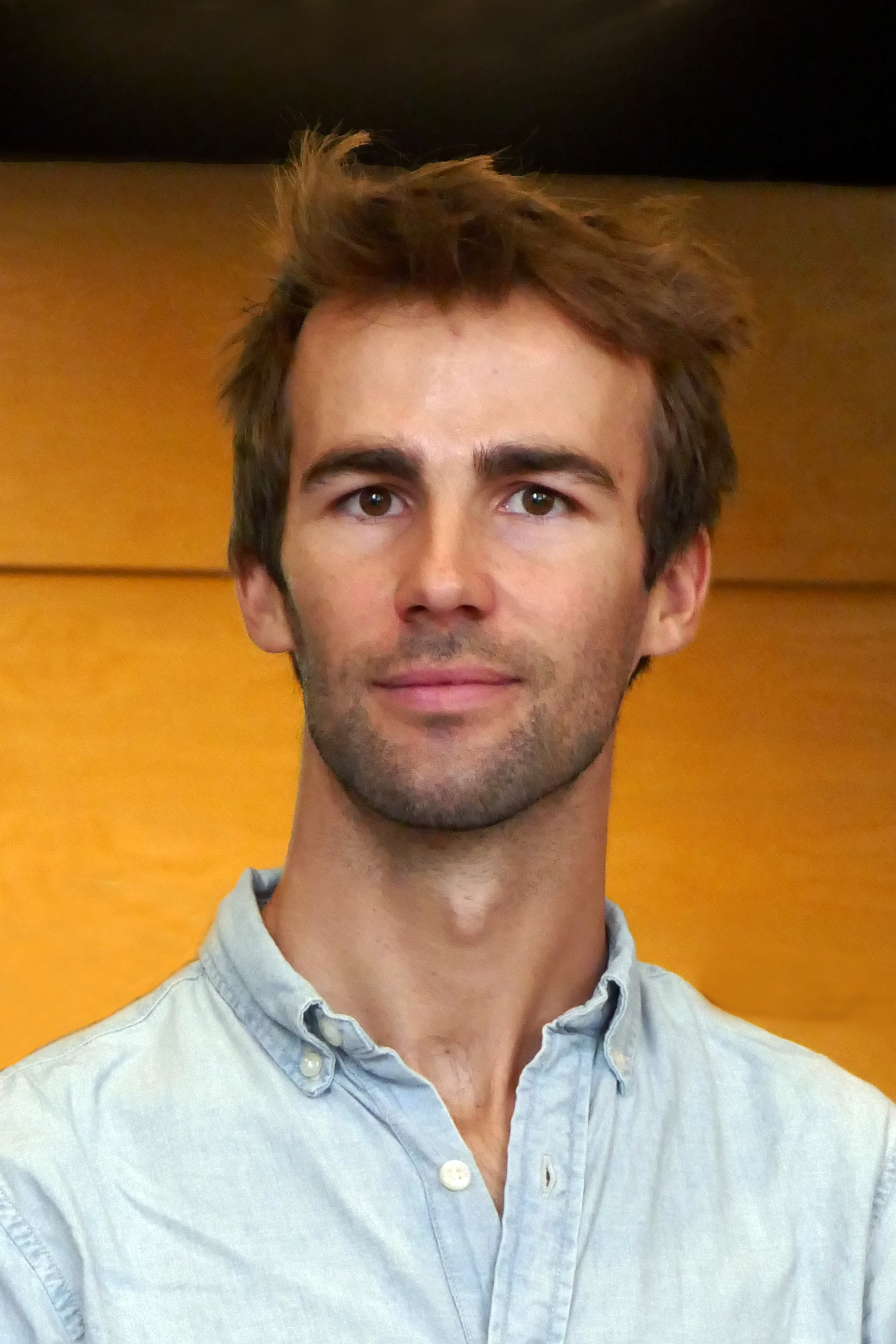
Johan Dayt, prix Amerigo-Vespucci Jeunesse.
  - Fabien Tillon et Gaël Remise Roi du vent, (La Boîte à bulles).
- Prix du Livre de Géographie des Lycéens et étudiants : Sylvie Lassere, Voyage au pays des Ouïghours, Éditions Hesse, 2020.

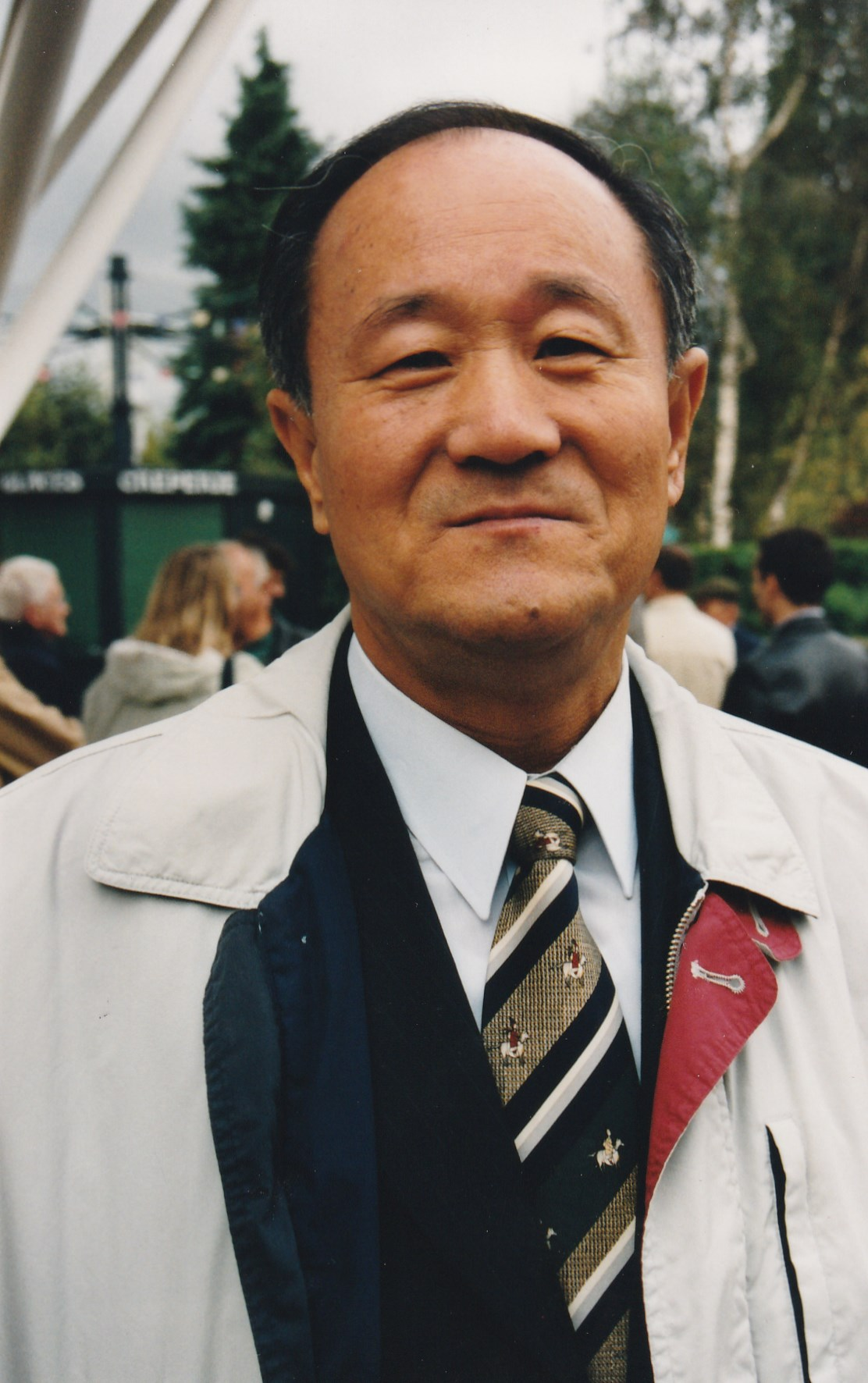
Kwon in Hyuk, ambassadeur de Corée du Sud.
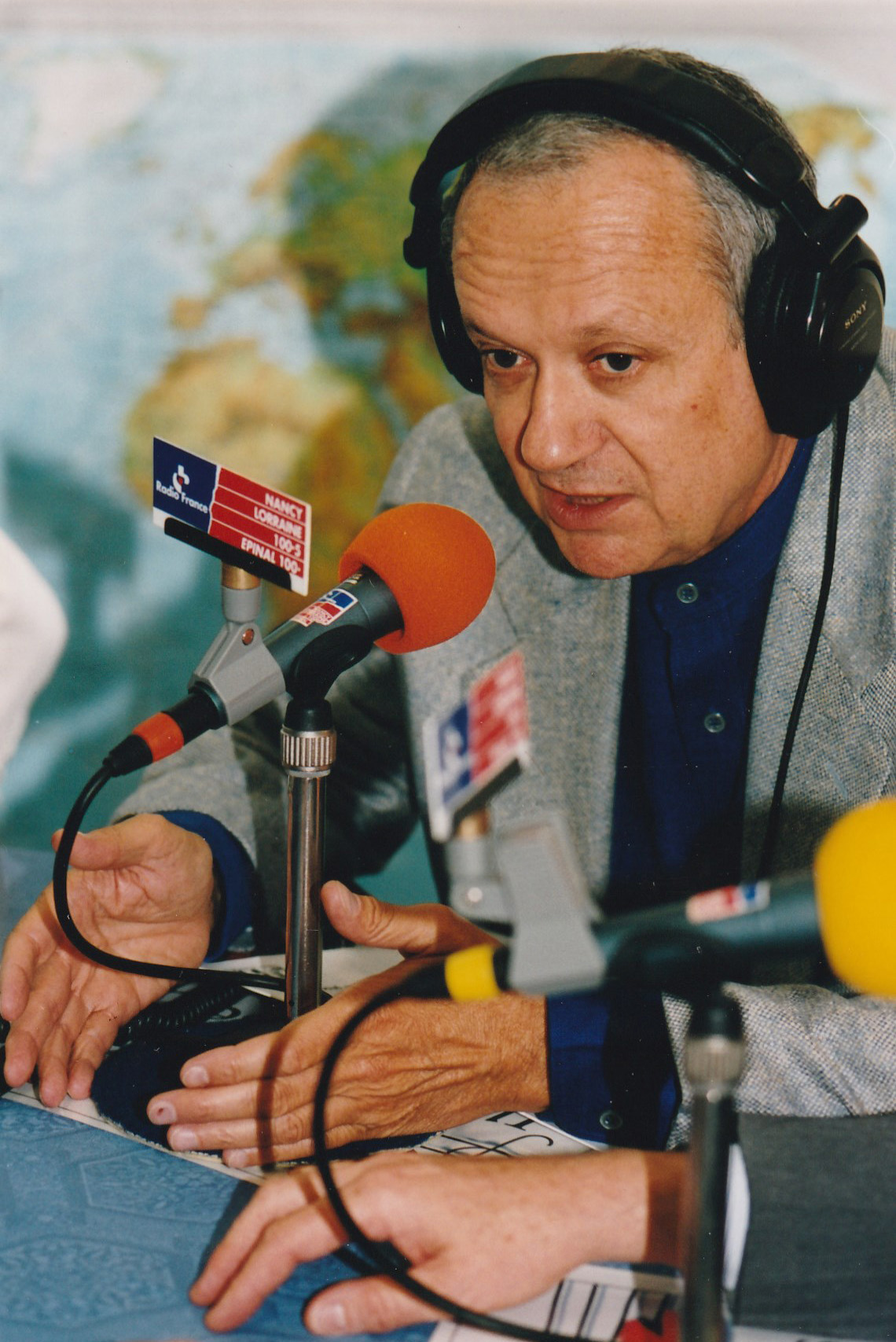
Jean-Marie Cavada, président.
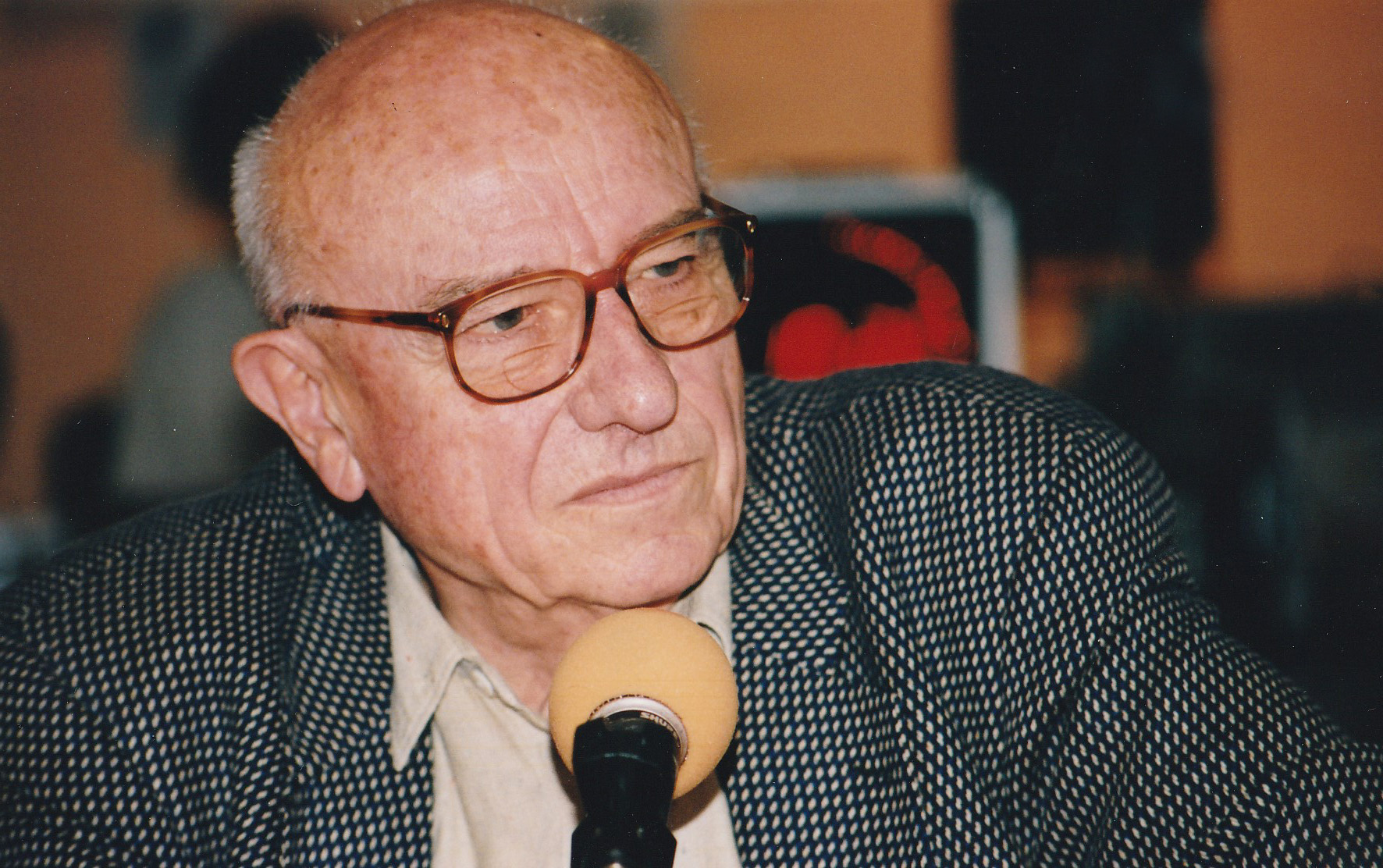
Bernard Clavel, grand témoin.
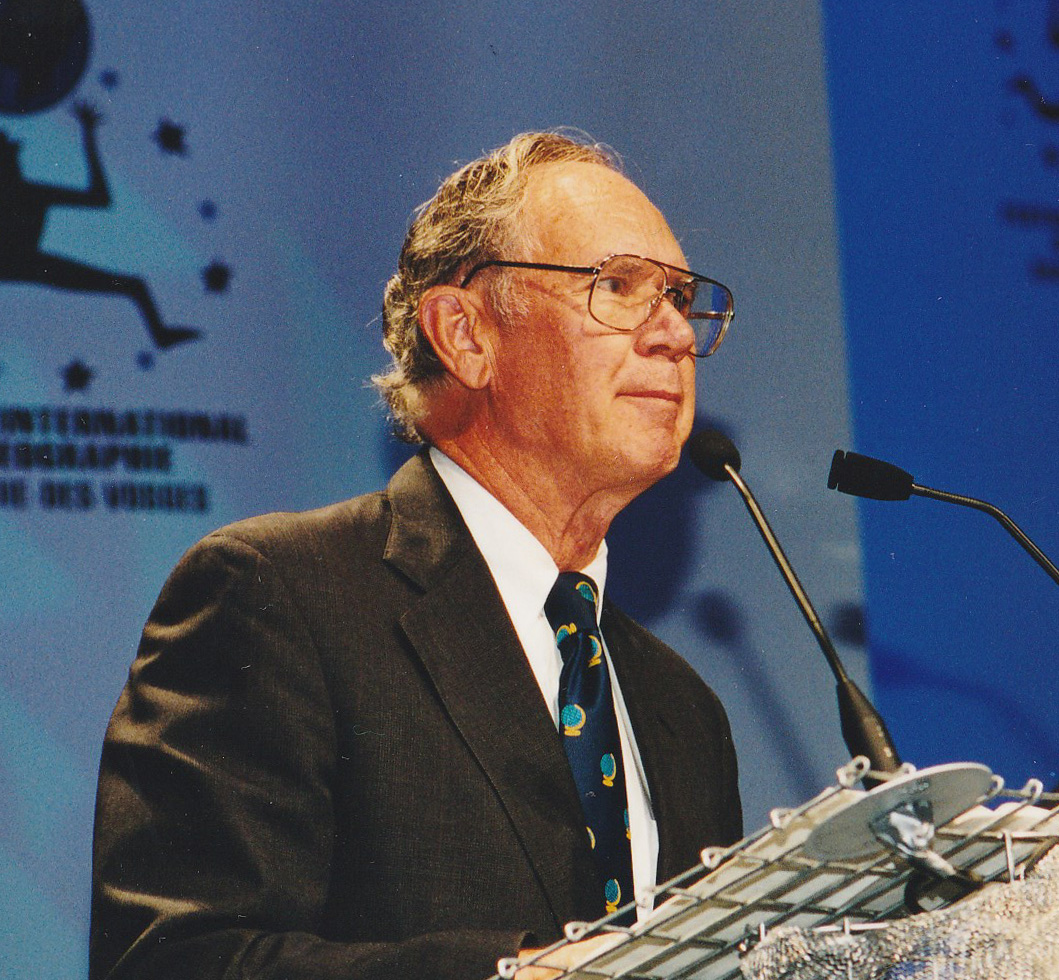
Gilbert M. Grosvenor, invité d'honneur.
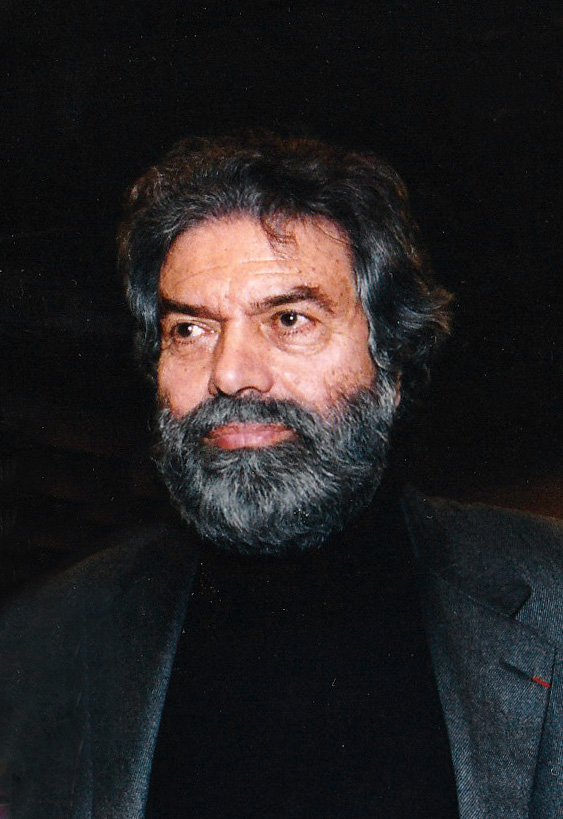
Marek Halter, invité d'honneur du Salon du Livre.
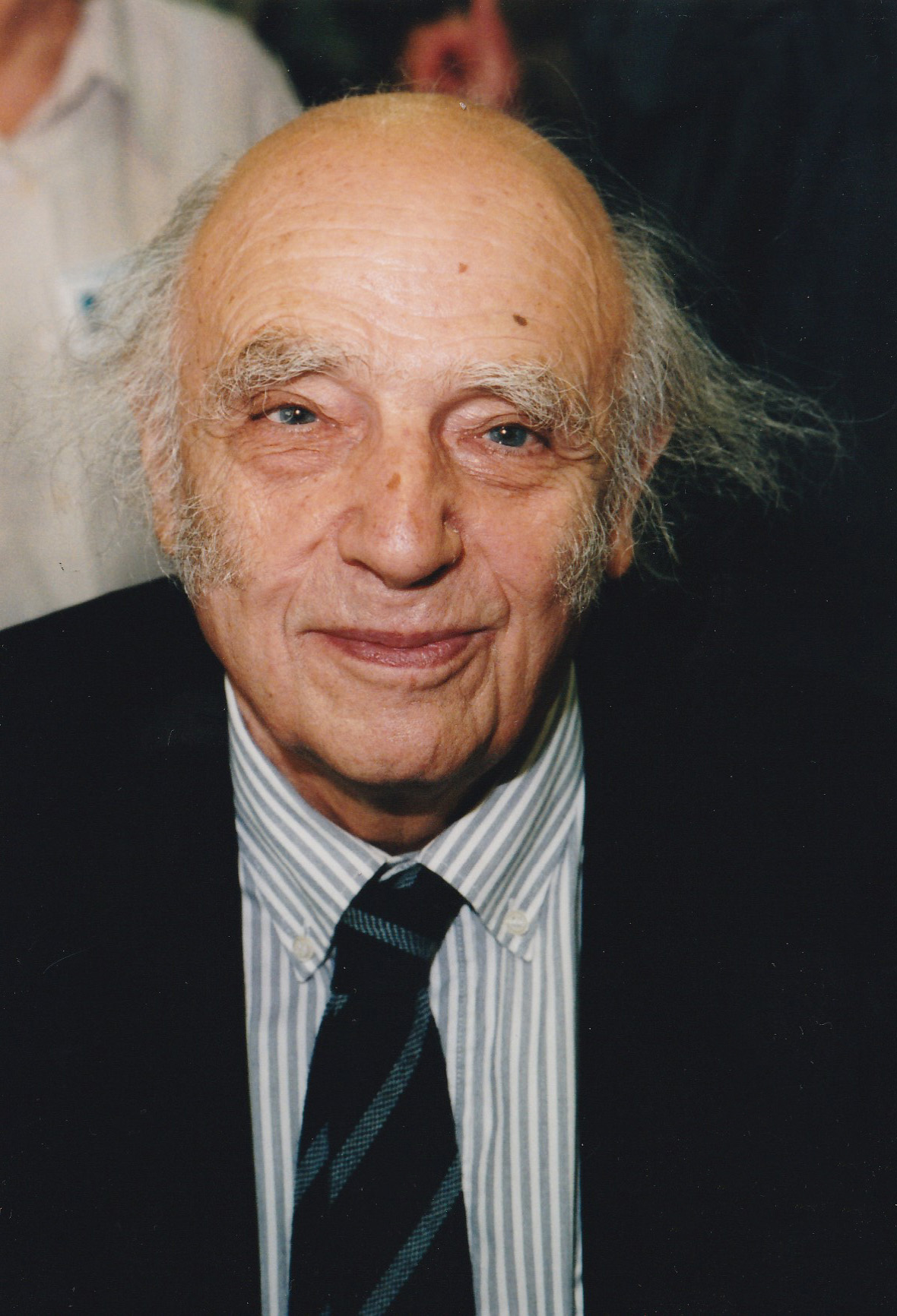
Jean Chesneaux, prix Ptolémée.
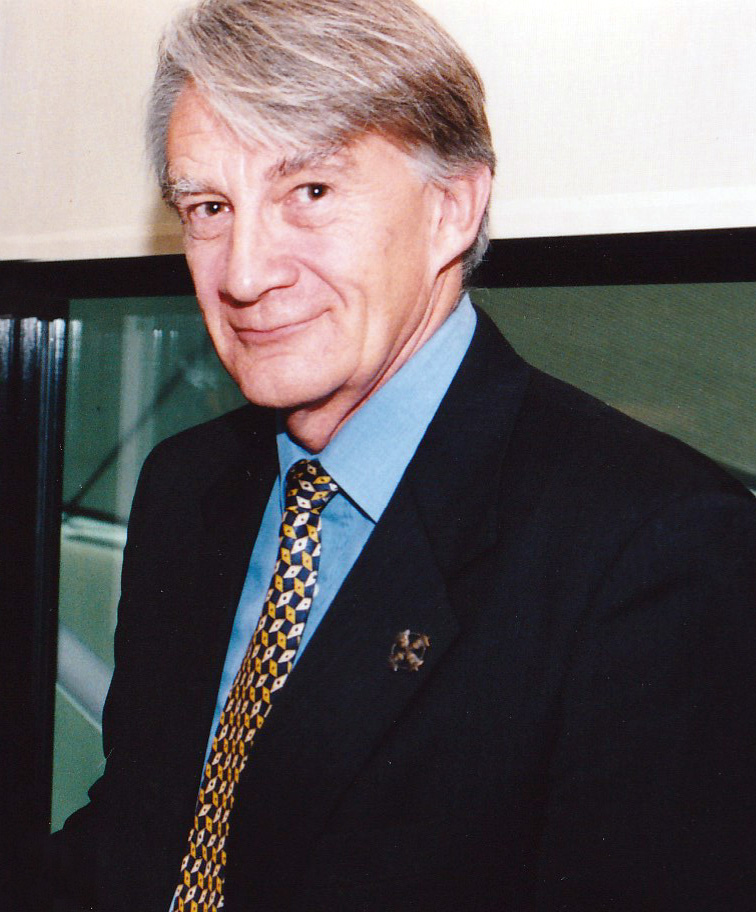
Prix Vautrin-Lud : Brenda Yeoh (Singapour)

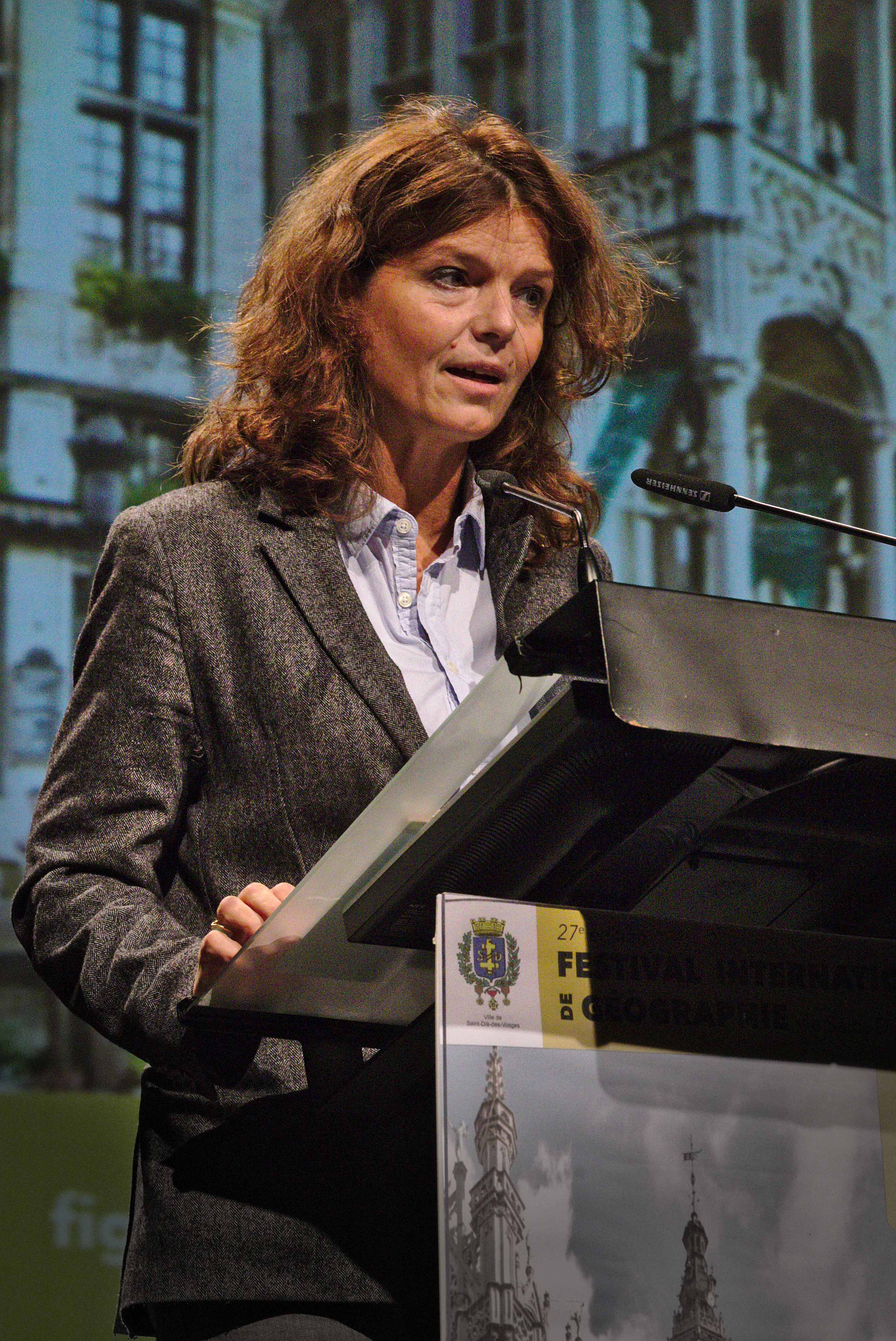
Maylis de Kerangal, grand témoin.
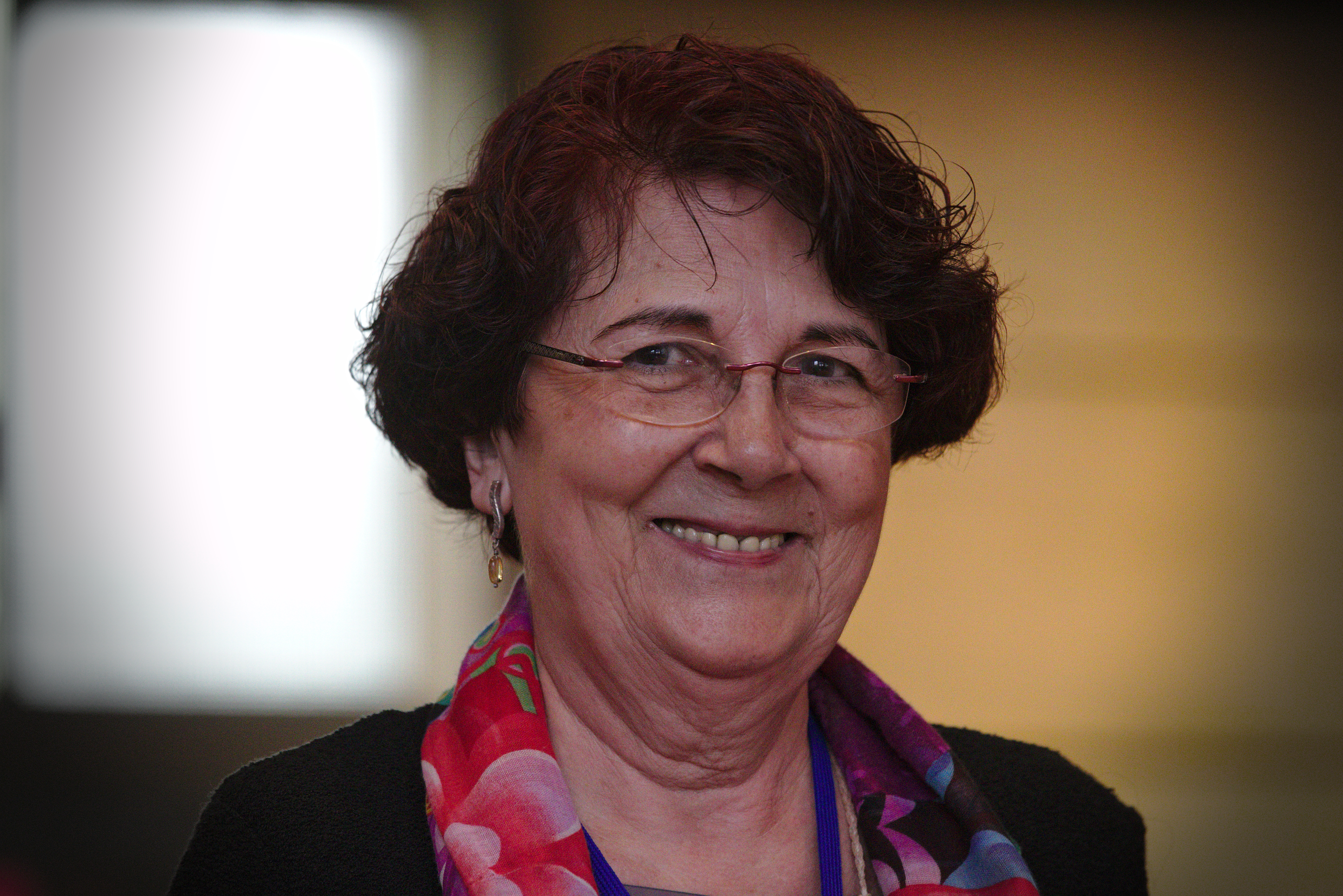
Brenda Yeoh, lauréate du prix Vautrin-Lud 2021.
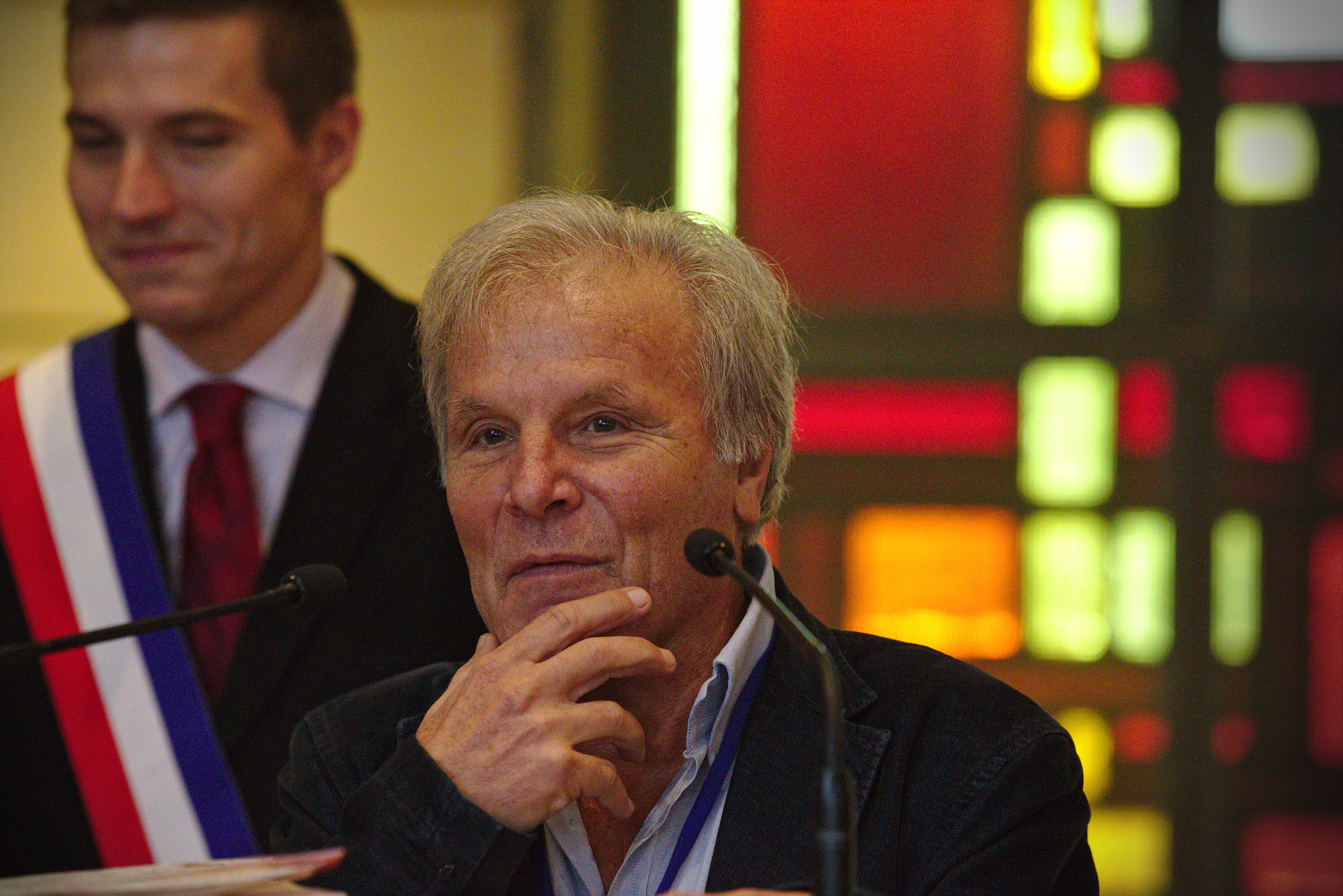
Louis-Jean Calvet, lauréat du prix Ptolémée.
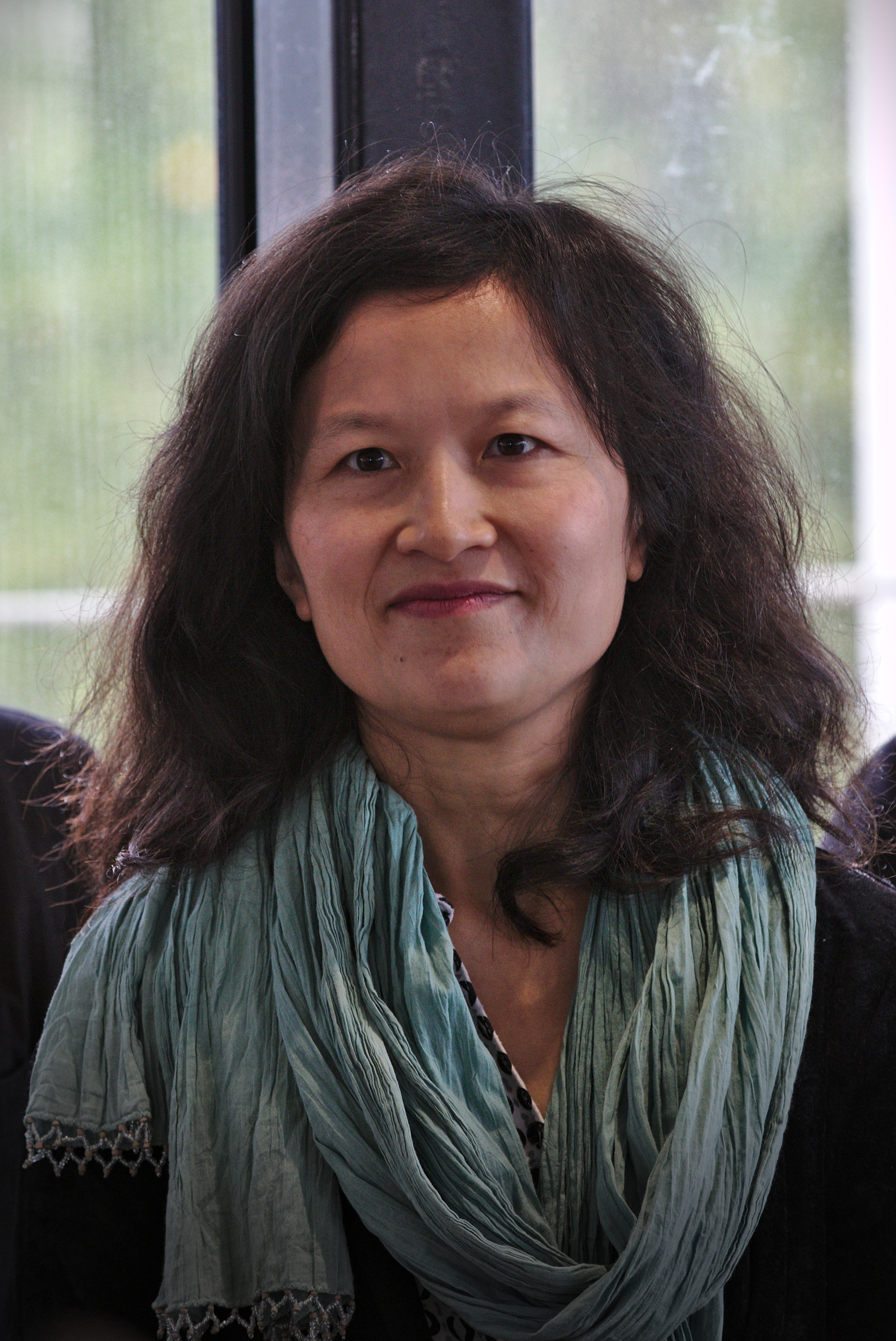
Doan Bui, lauréate du prix Amerigo-Vespucci.

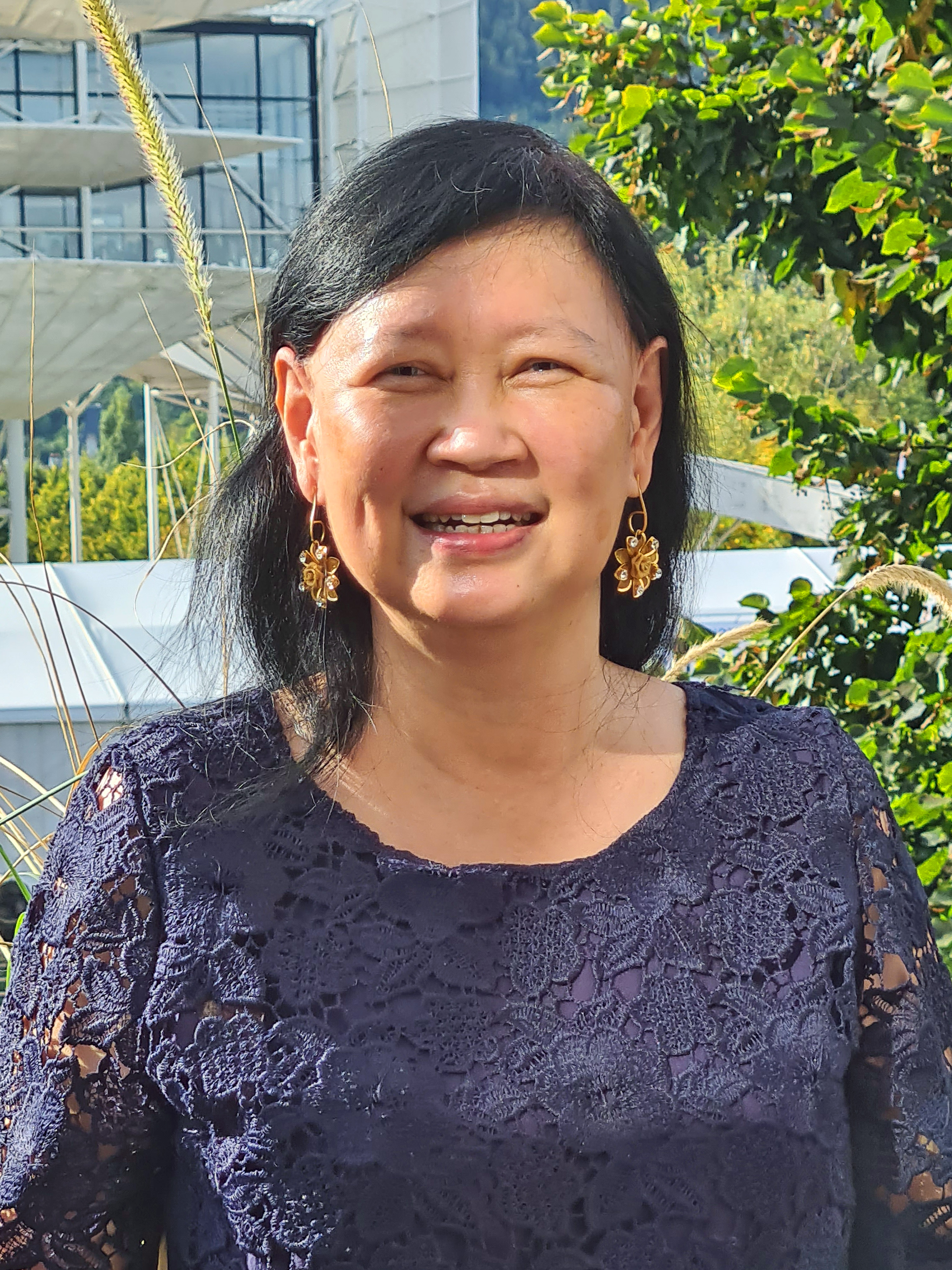
Brenda Yeoh, lauréate du prix Vautrin-Lud 2021.
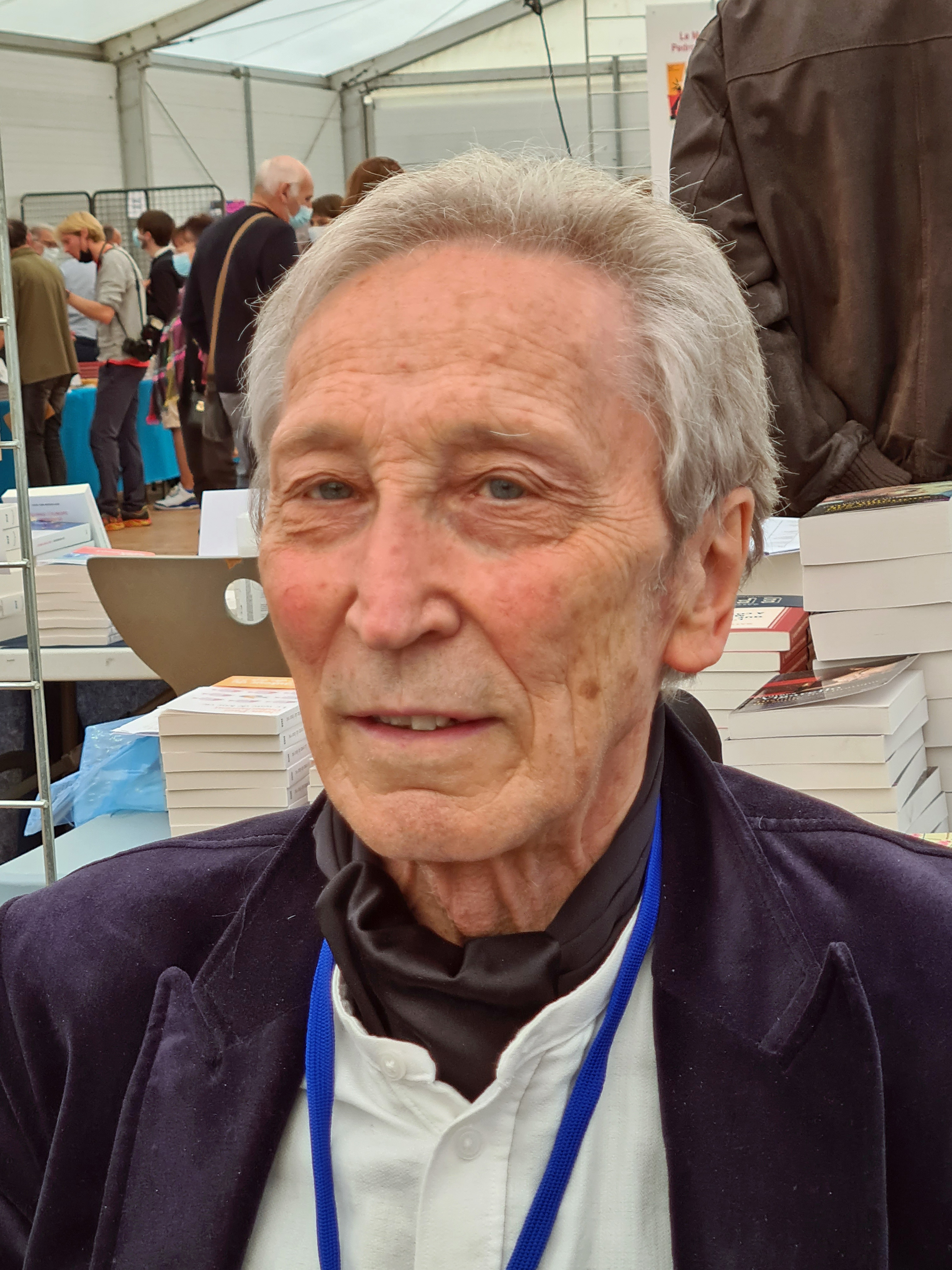
Georges Vigarello, président du FIG 2021.
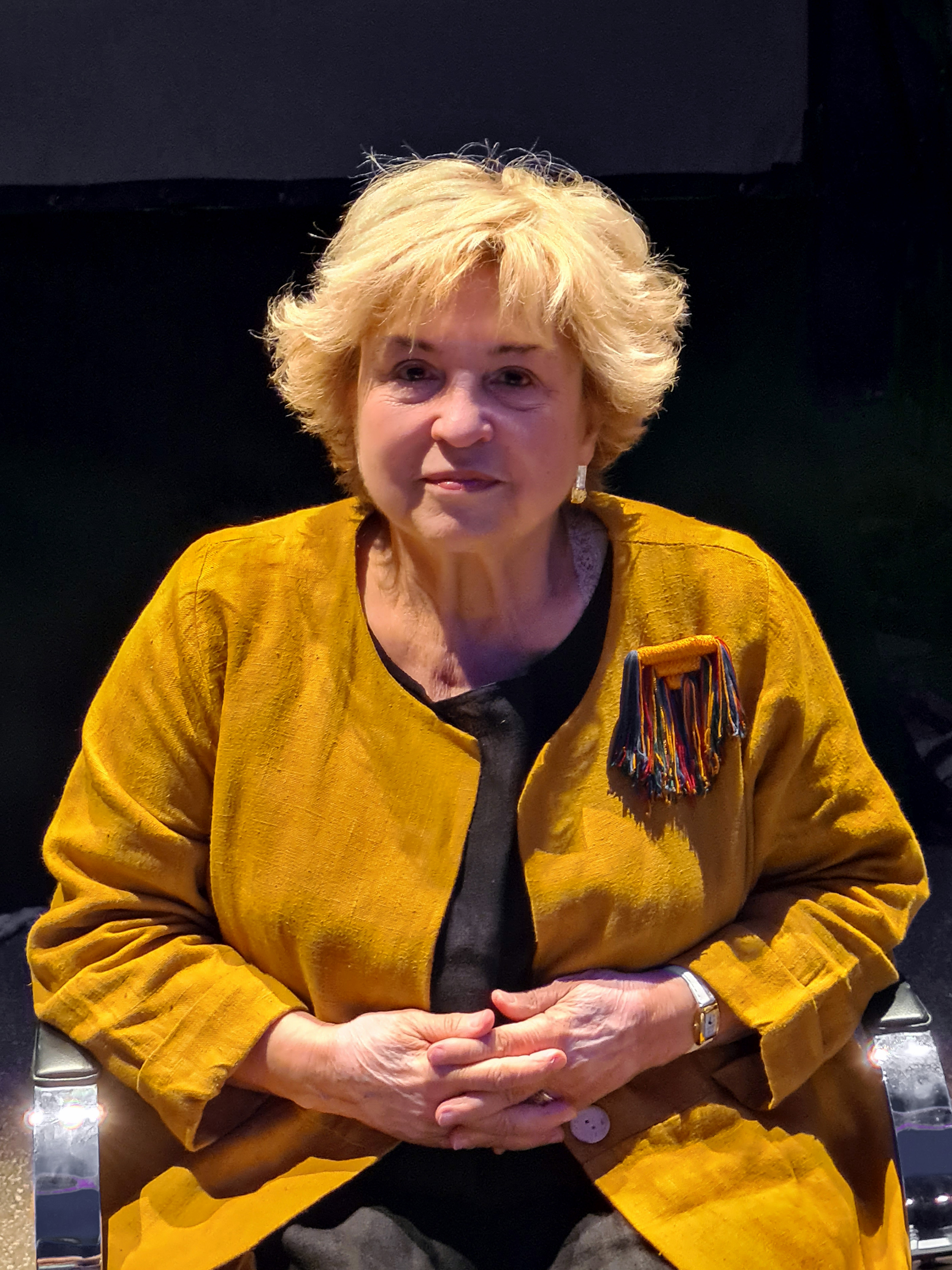
Catherine Dolto, présidente du Salon du Livre.
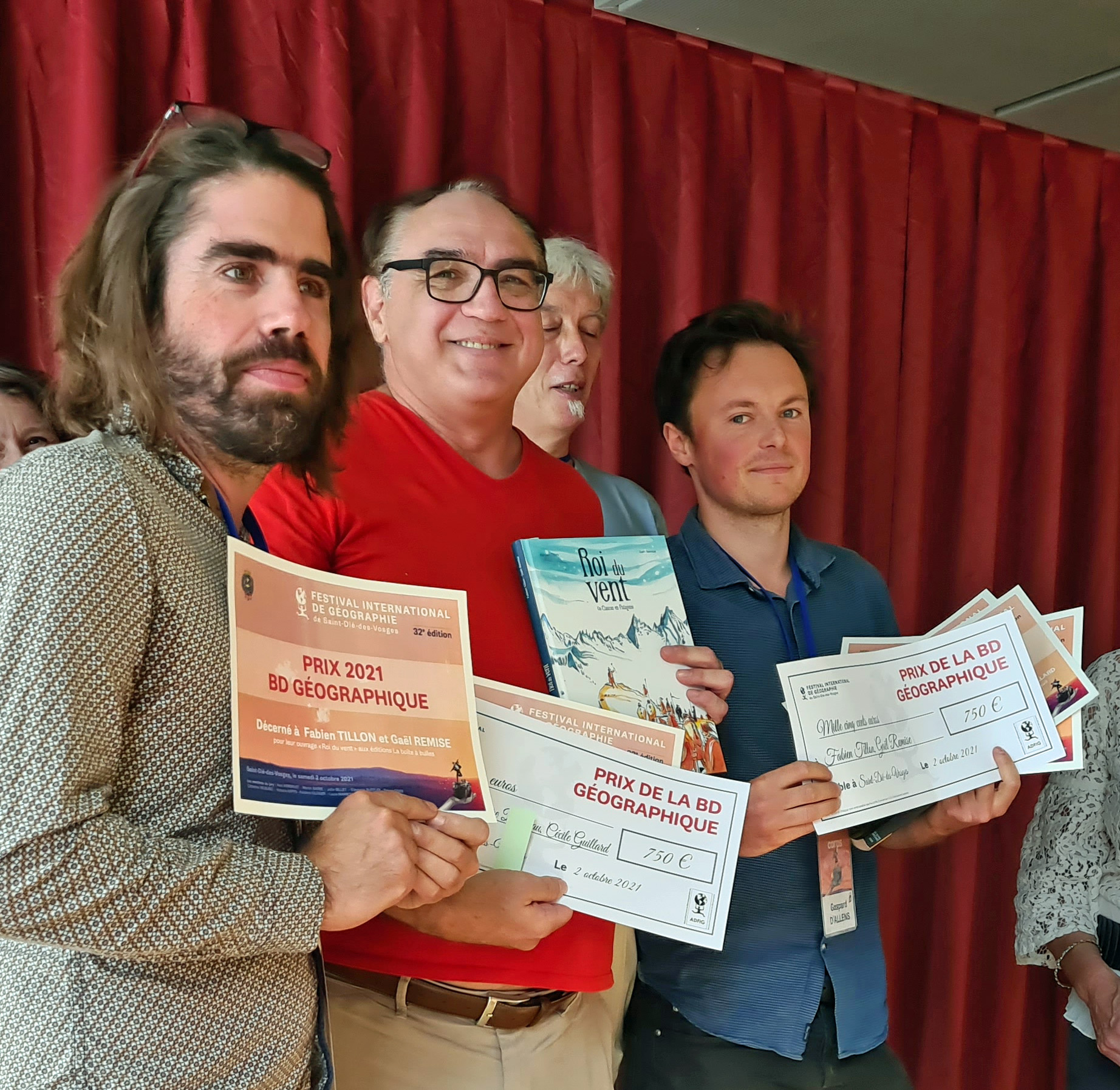
Lauréats du prix de la BD géographique.
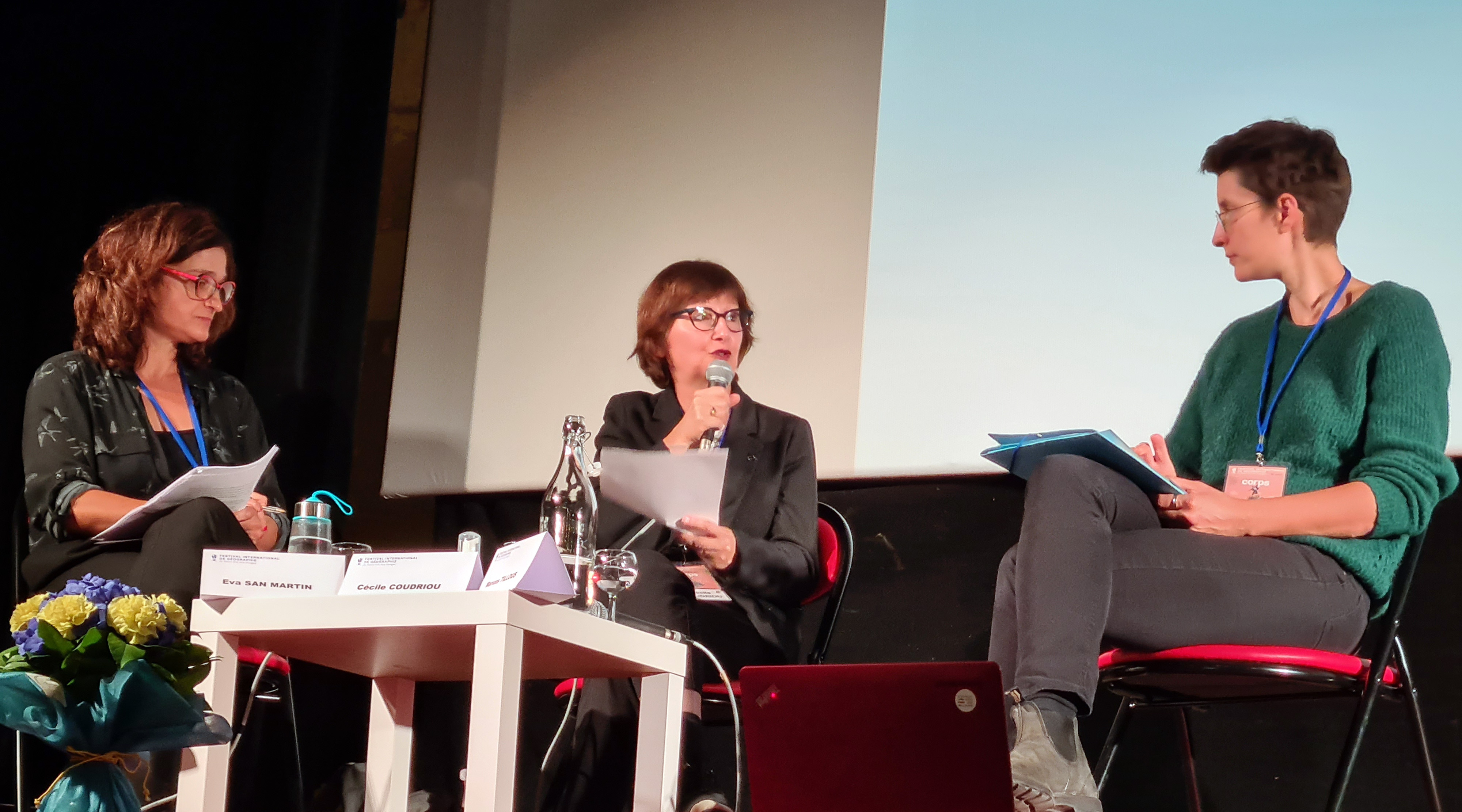
Table-ronde sur la Géographie de la violence, avec la présidente d'Amnesty International France.
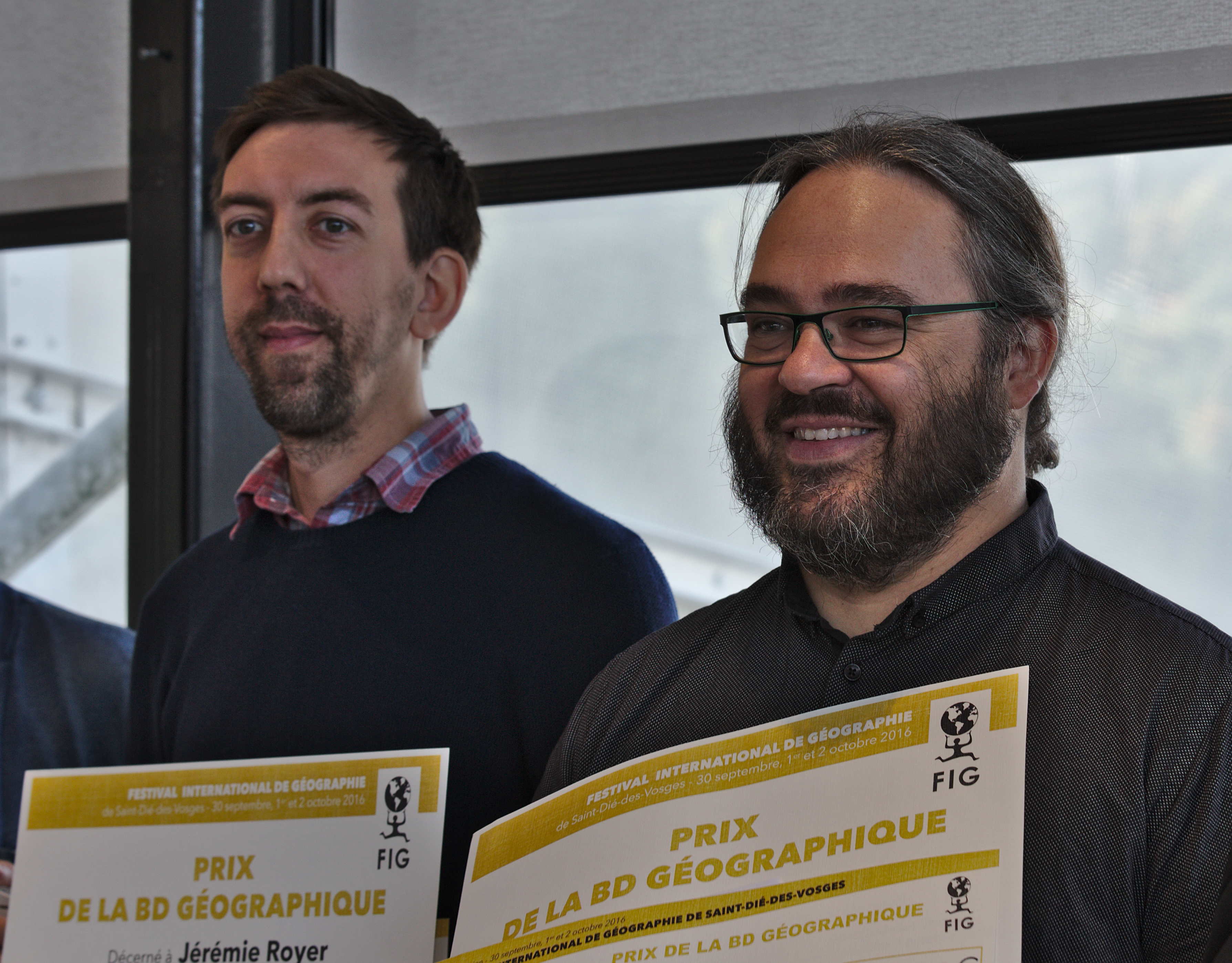
Lauréats du prix de la BD géographique.
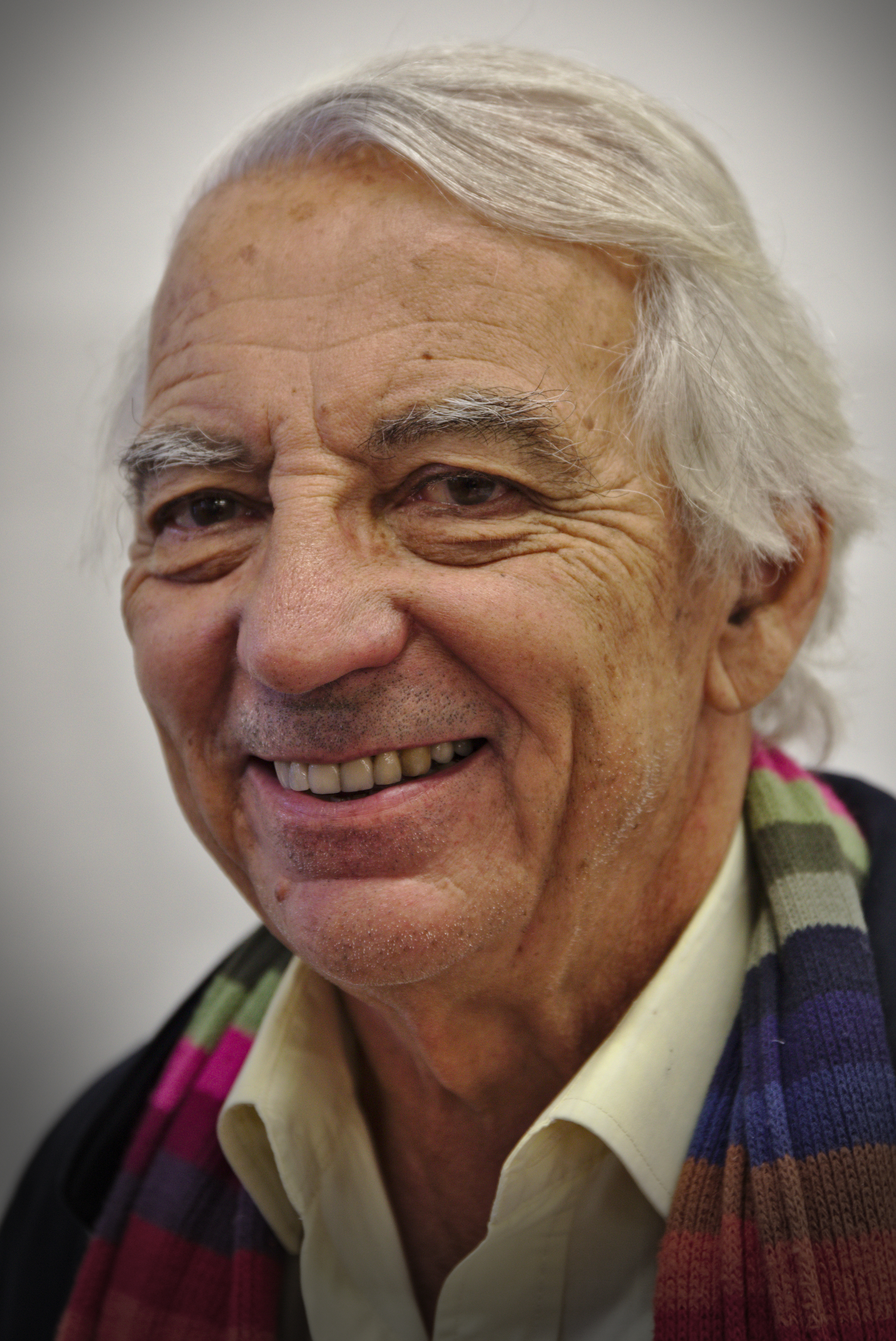
Jean-Pierre Augustin.
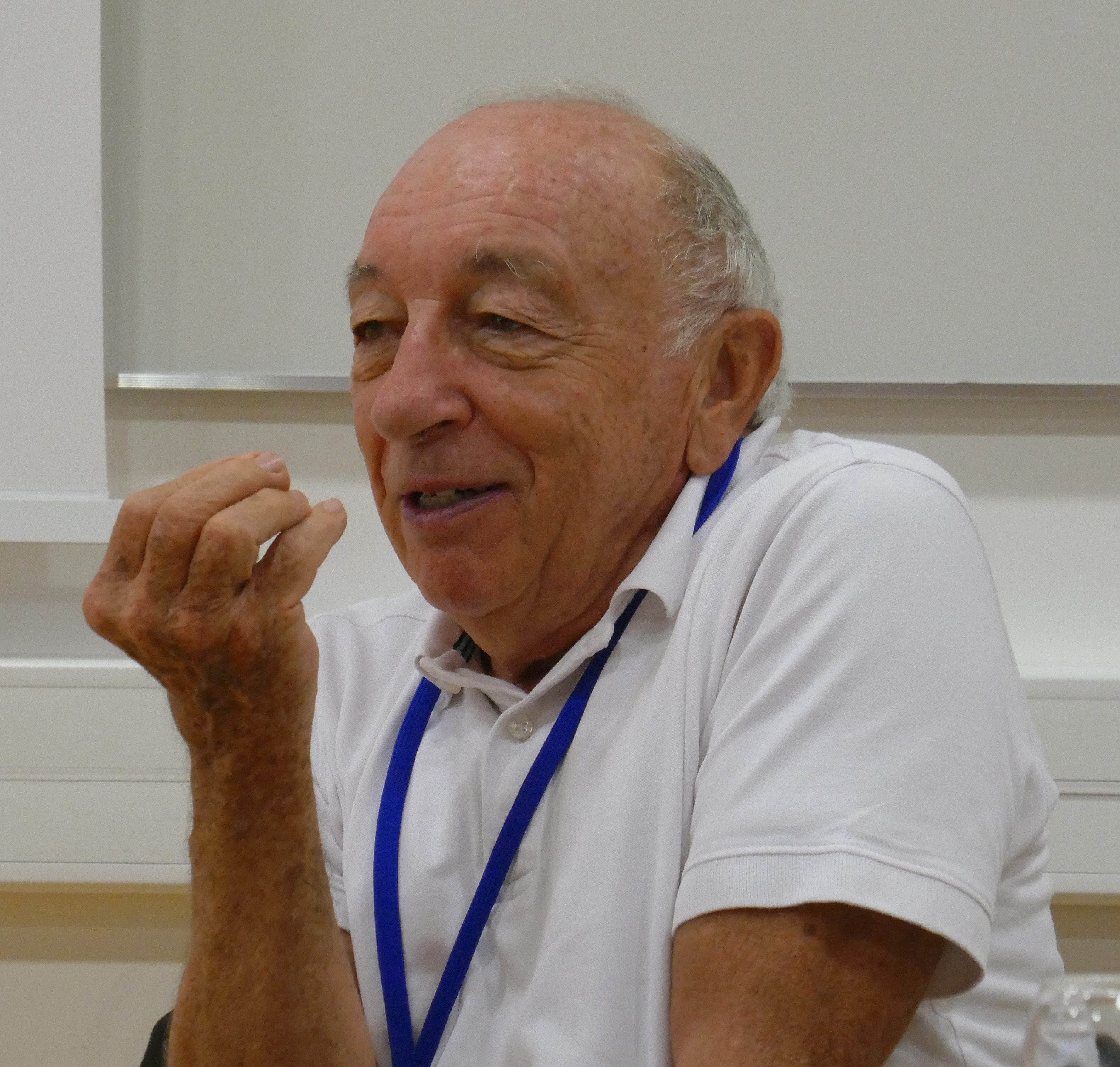
Guy Burgel.
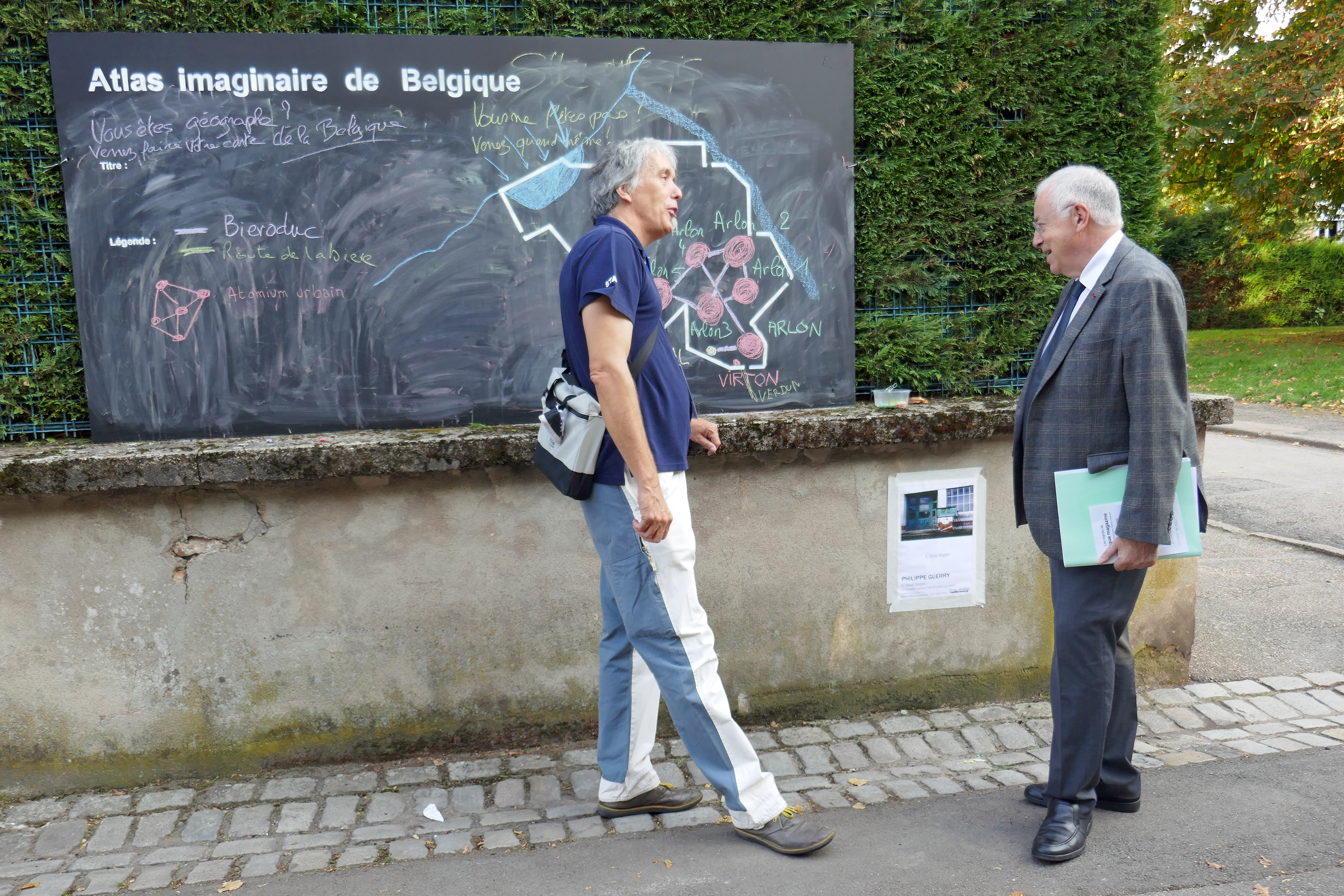
Moment de détente entre géographes.

- Table-ronde sur la Géographie de la violence, avec la présidente d'Amnesty International France.

### 2022: Déserts
- Dates : 30 septembre, 1er et 2 octobre 2022[53]
- Pays invité : Portugal.
- Président : François-Xavier Fauvelle.
- Grand Témoin : Merieme Chadid[54],[55].
- Direction scientifique : Julien Brachet[56].
- Président du Salon du Livre : Mia Couto
- Prix Amerigo-Vespucci : Fabien Truong, pour La taille des arbres (Rivages).
- Prix Amerigo-Vespucci Jeunesse : Eva Bensard et Danièle Catalli pour Hokusai et le Fujisan (Amaterra.)
- Prix Amerigo Vespucci de la BD géographique : Étienne Davodeau, pour Le droit du sol (Futuropolis.)
- Prix du Livre de géographie des lycéens et étudiants : Camille Schmoll, pour Les damnées de la mer. Femmes et frontières en Méditerranée (La Découverte[57]).
- Prix Vautrin-Lud : Michael Storper (France/États-Unis).

Les grands moments du FIG 2013
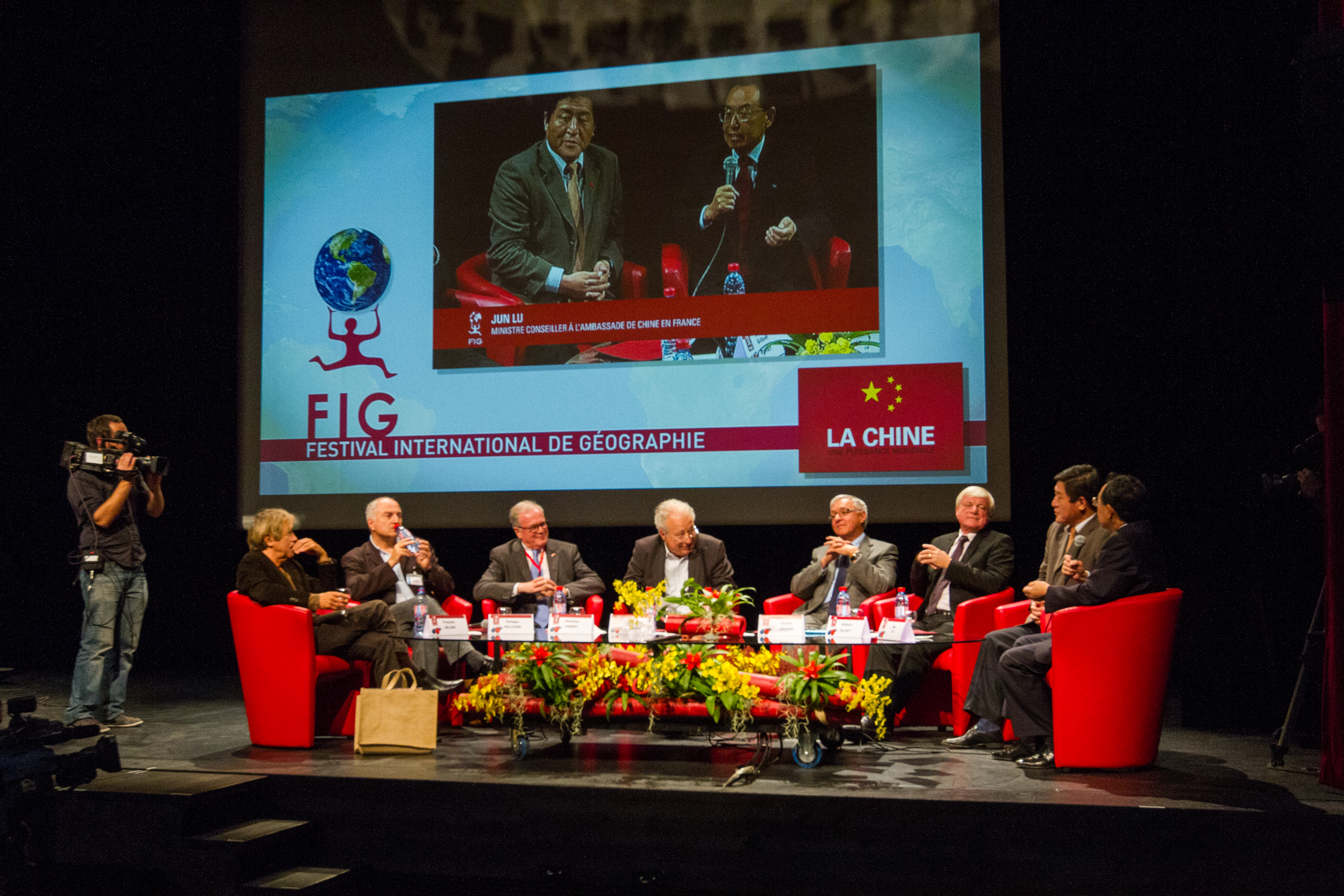
Table ronde d’ouverture du FIG 2013
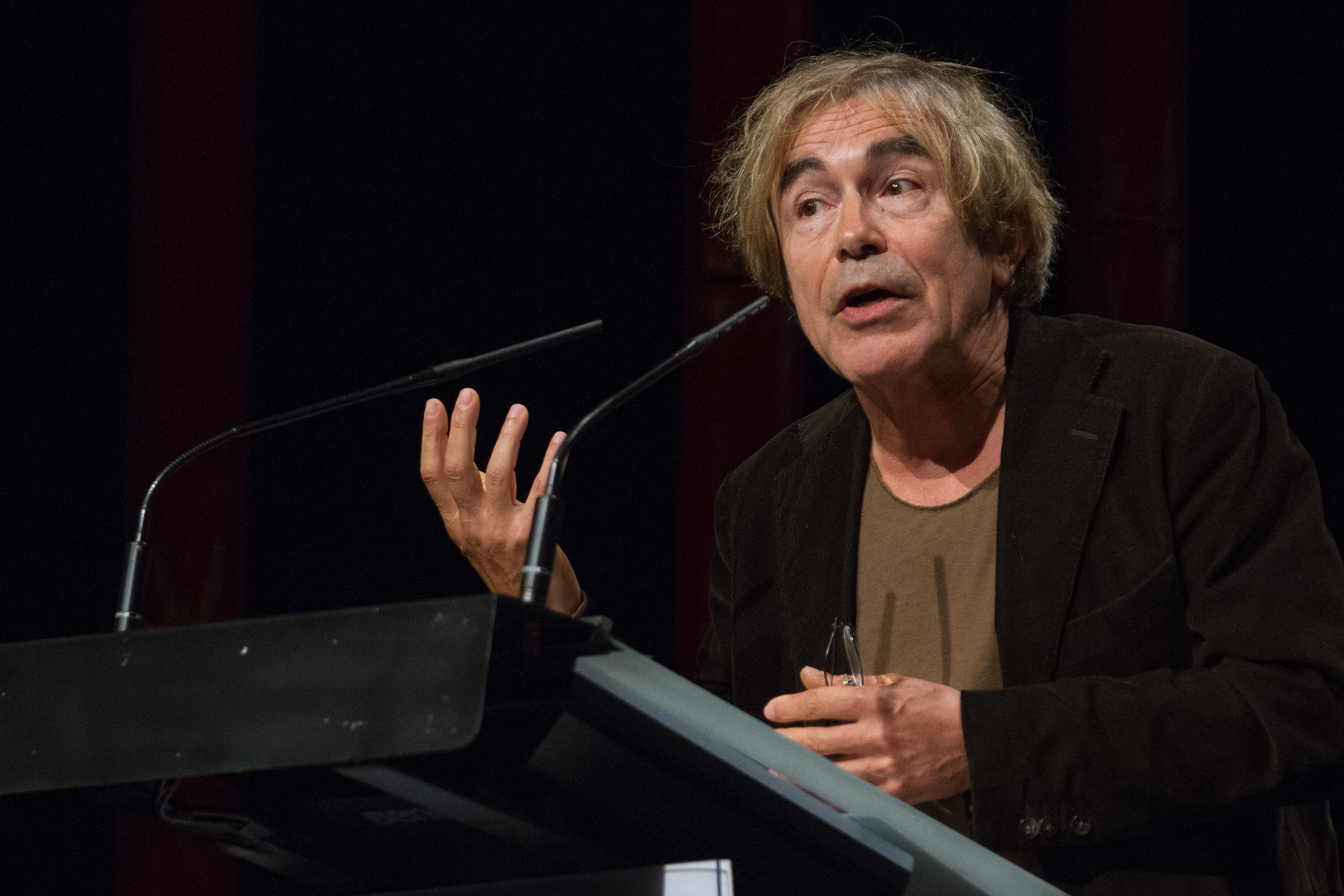
François Jullien, président du 24e FIG.
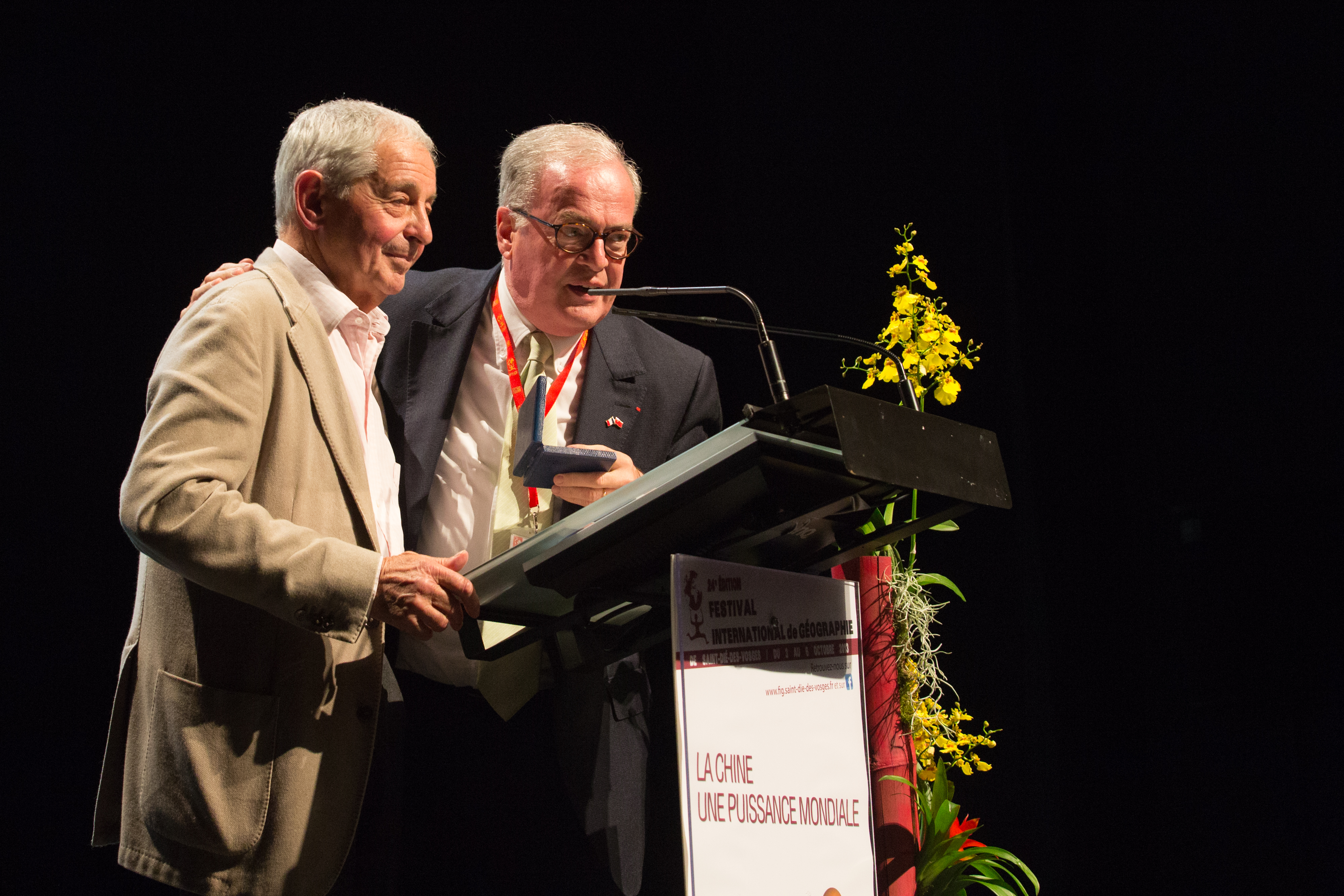
Ivan LevaÏ, grand témoin du FIG 2013 avec Christian Pierret, maire de Saint-Dié-des-Vosges.
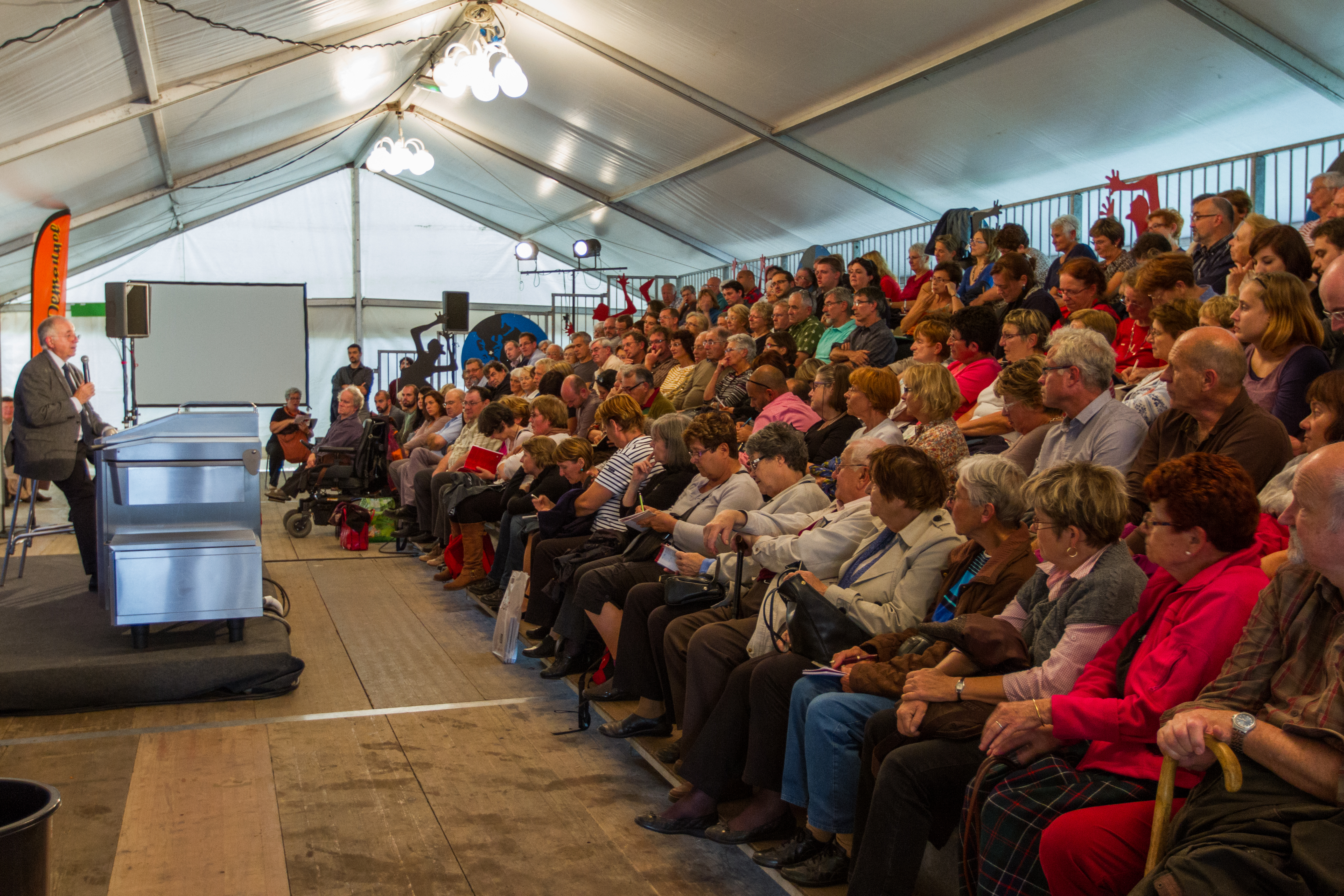
Conférence de Jean-Robert Pitte au salon de la gastronomie.
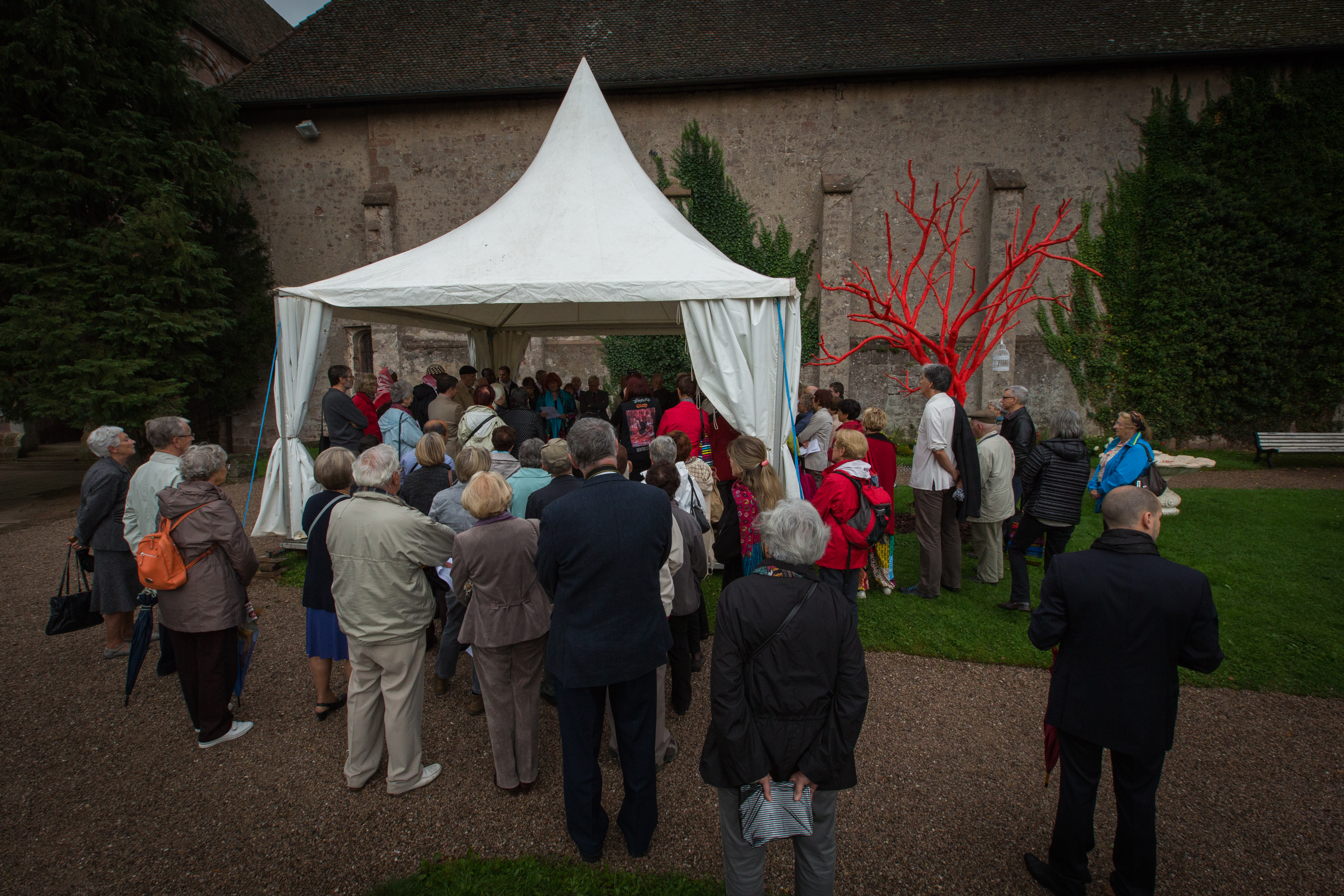
Temps pour la paix dans les jardins de la cathédrale.
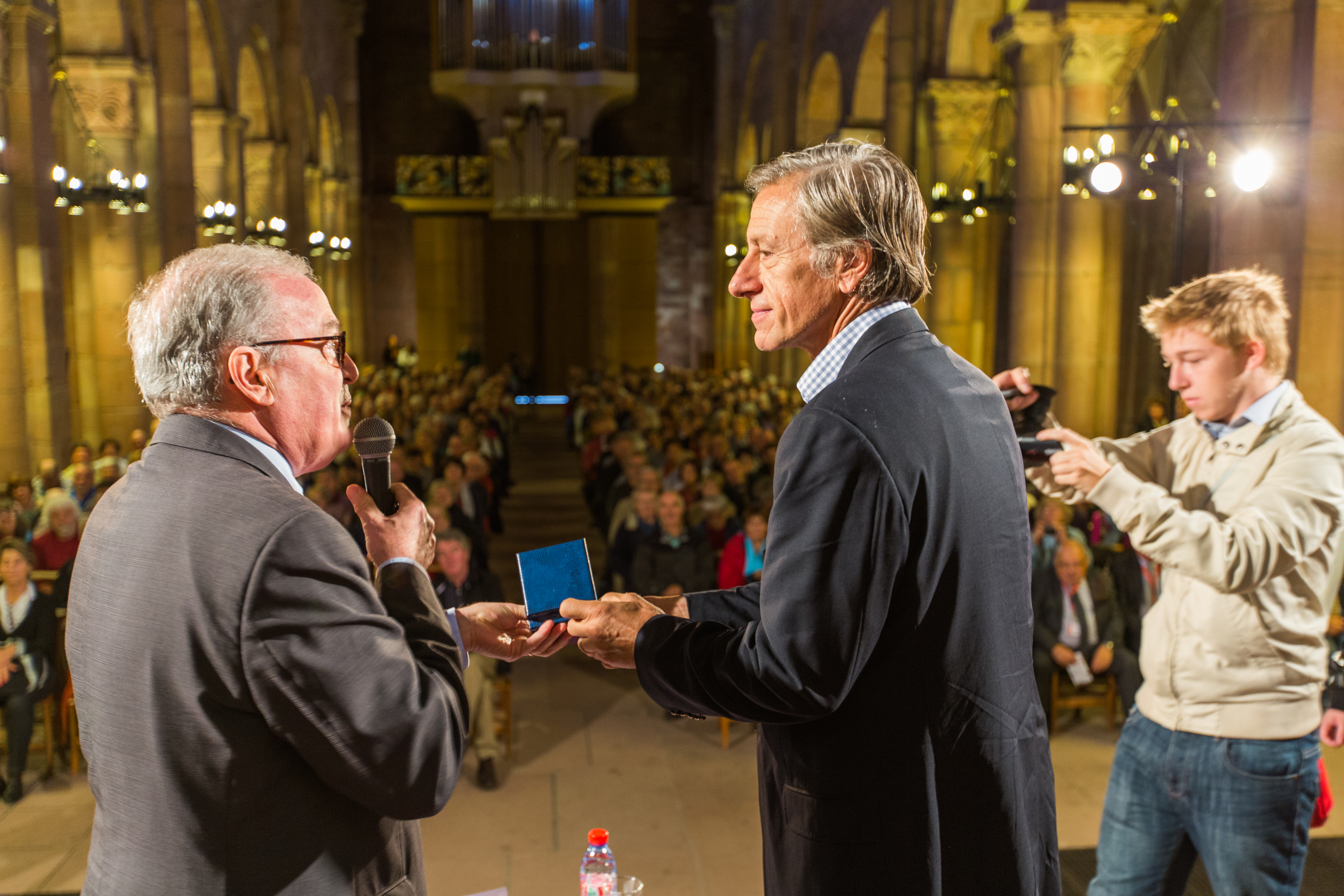
Christian Pierret remet la médaille d’or du FIG à Jean-Christophe Rufin.
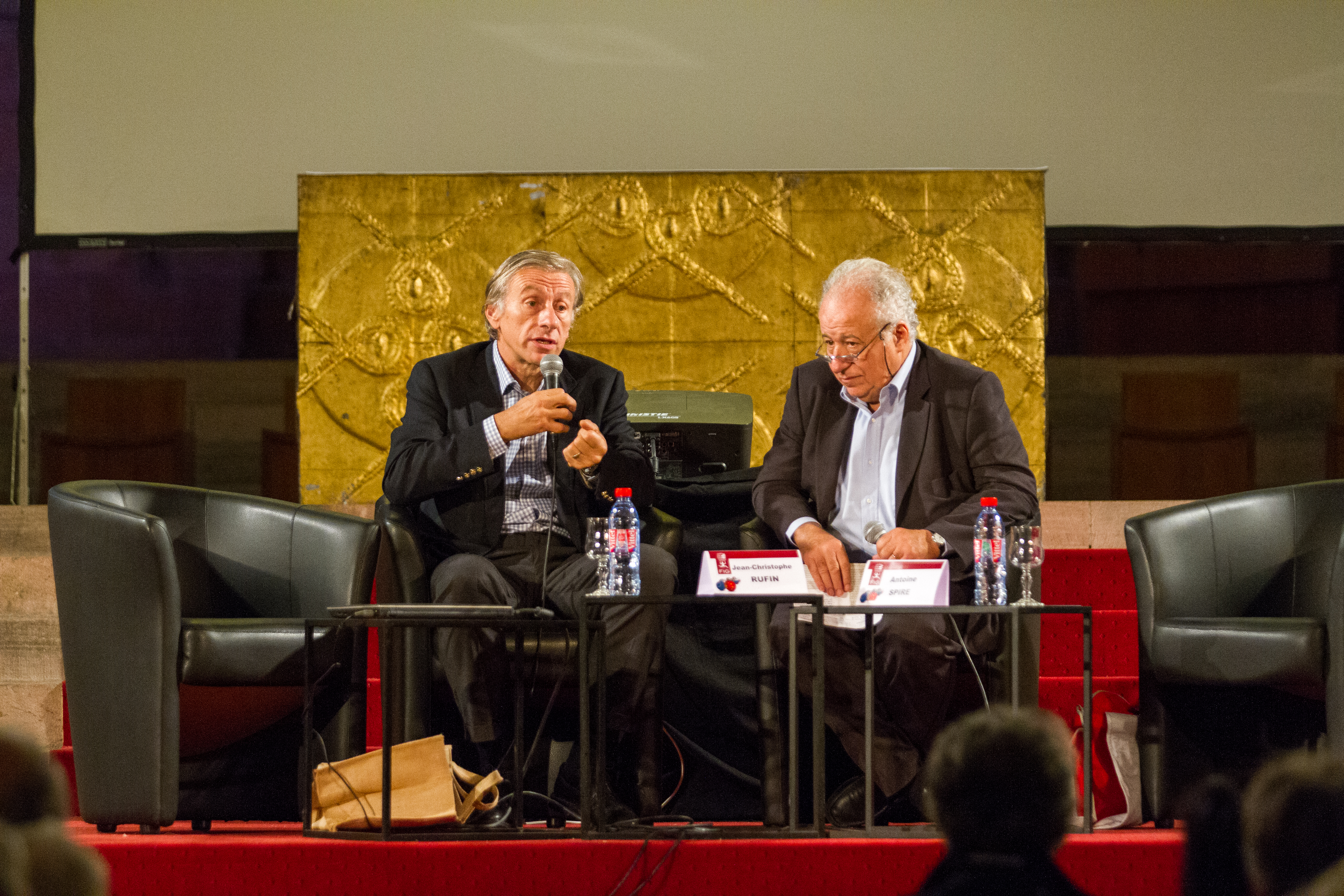
Jean-Christophe Ruffin en compagnie d’Antoine Spire, à la Cathédrale de Saint-Dié.
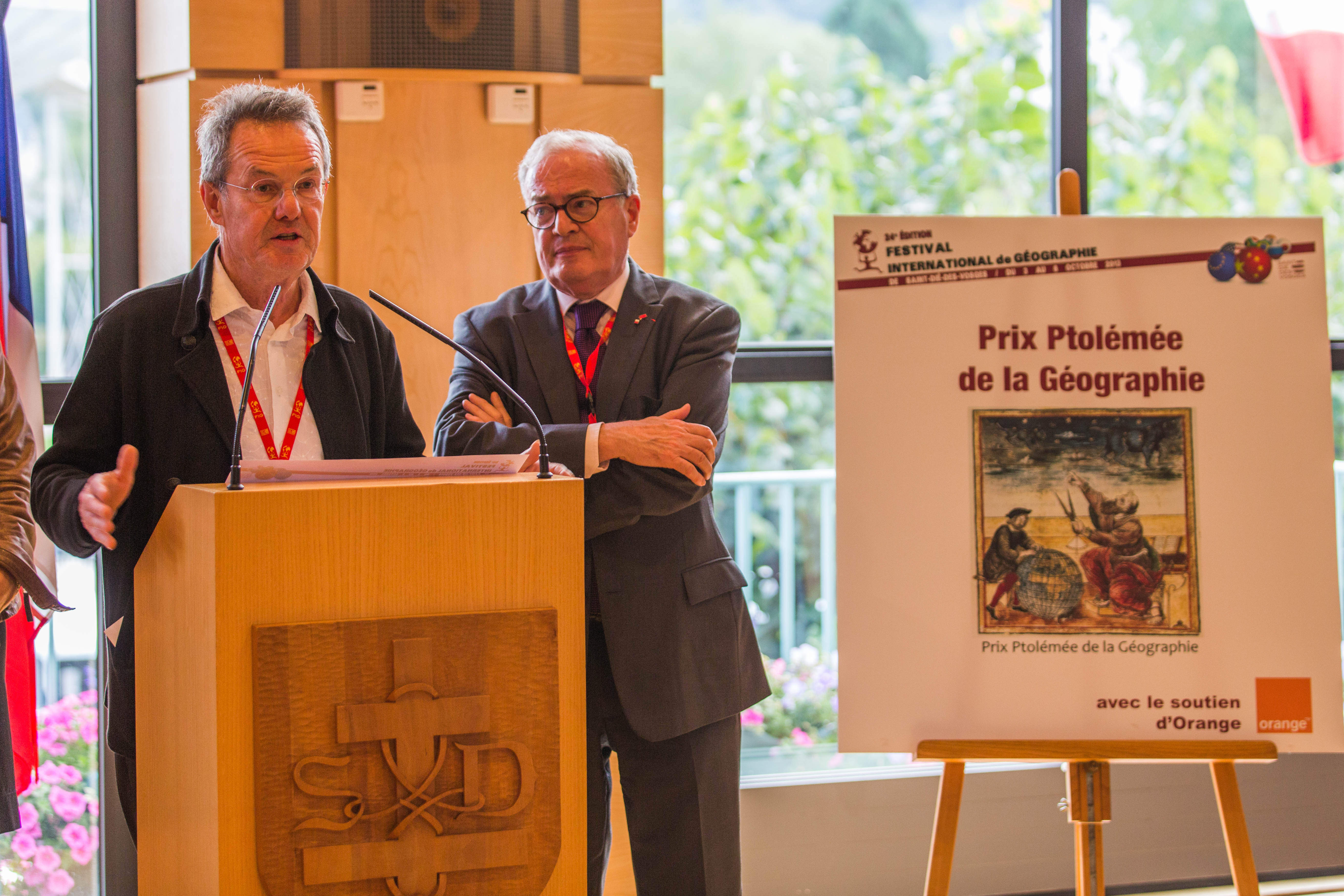
Remise du prix Ptolémée de la Géographie à Jean-Paul Kauffmann.
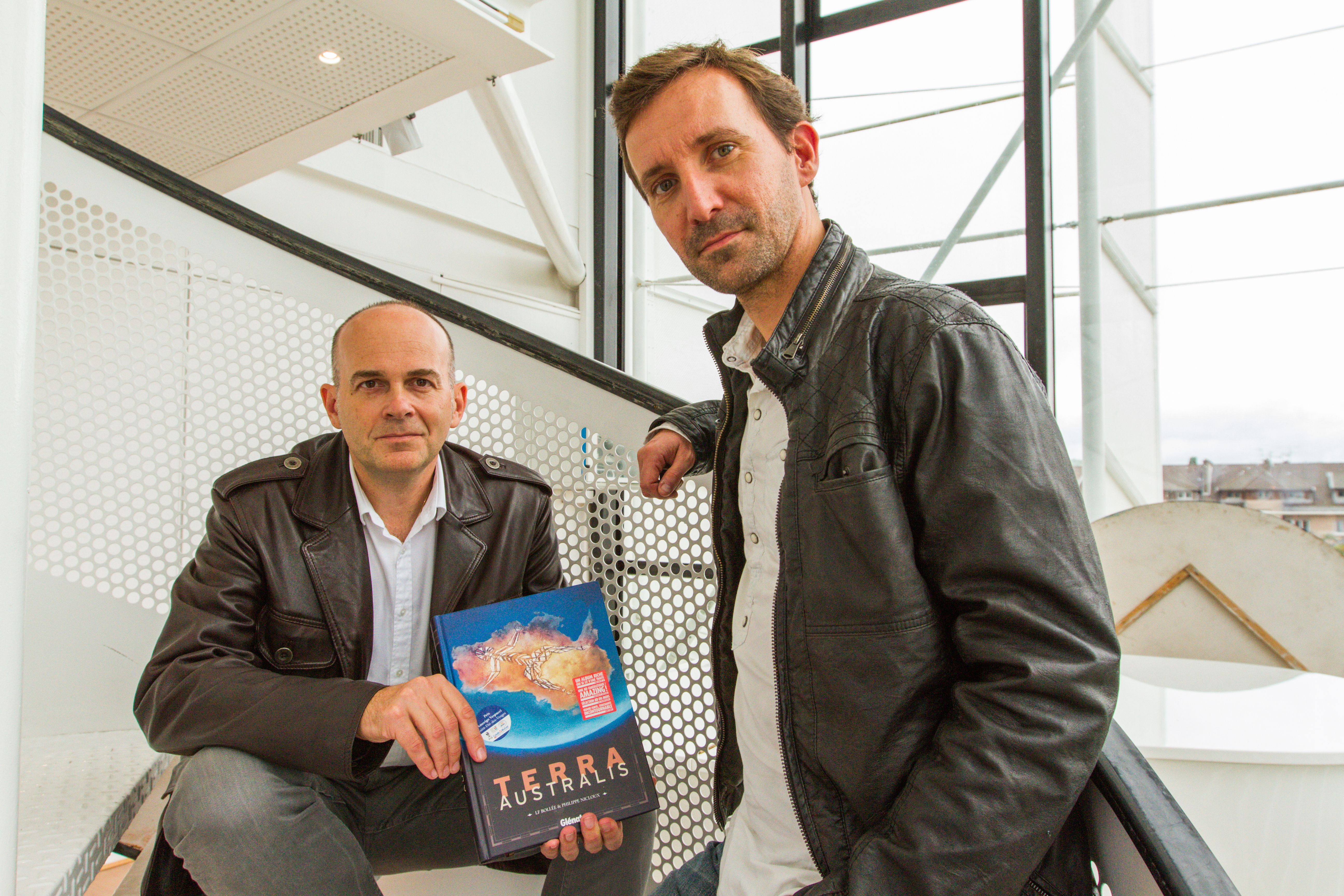
Le Prix Amerigo-Vespucci Laurent-Frédéric Bollée et Philippe Nicloux pour Terra Australis.
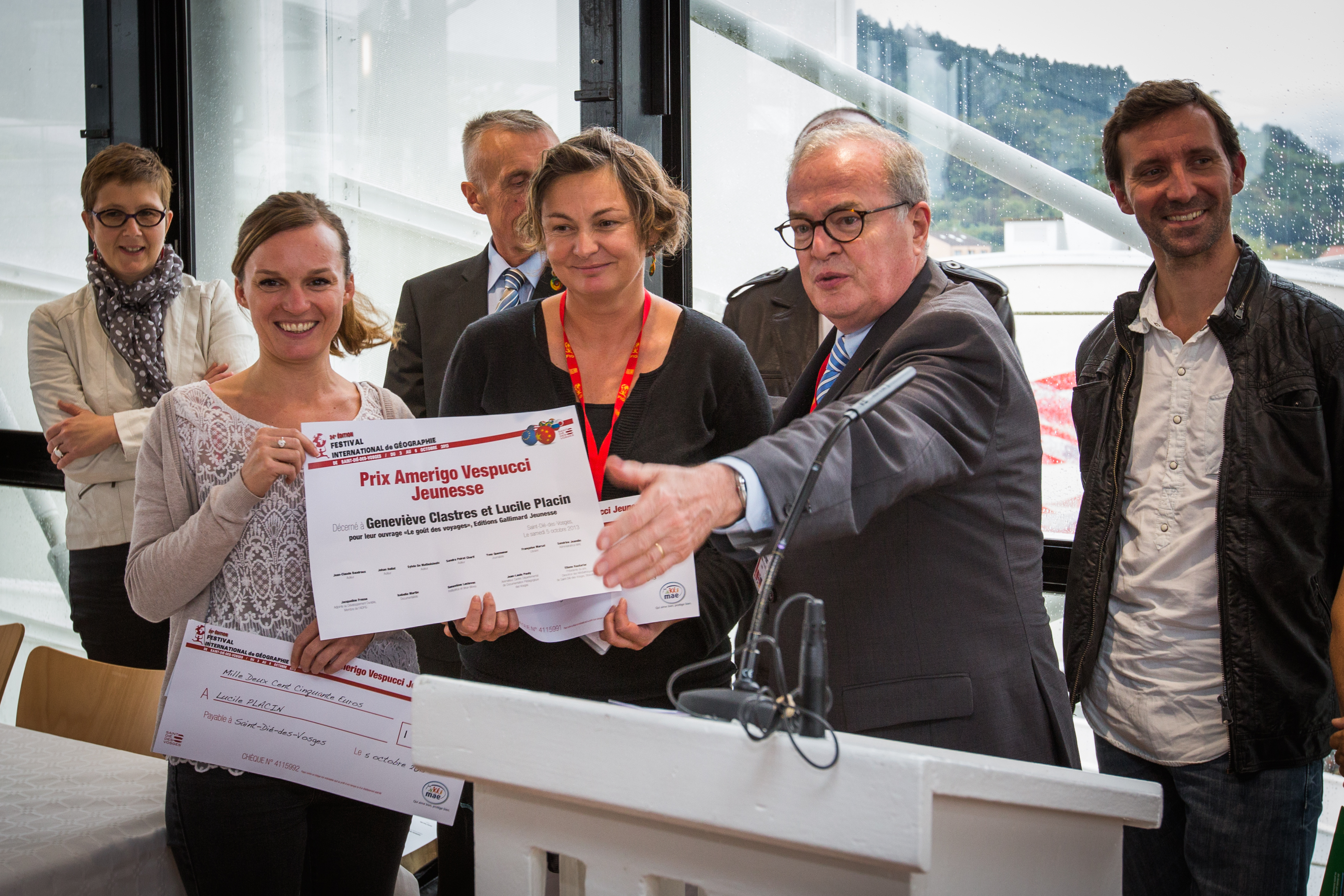
Remise du Prix Amerigo-Vespucci Jeunesse à Geneviève Clastre et Lucie Placin pour Le Goût de voyages.
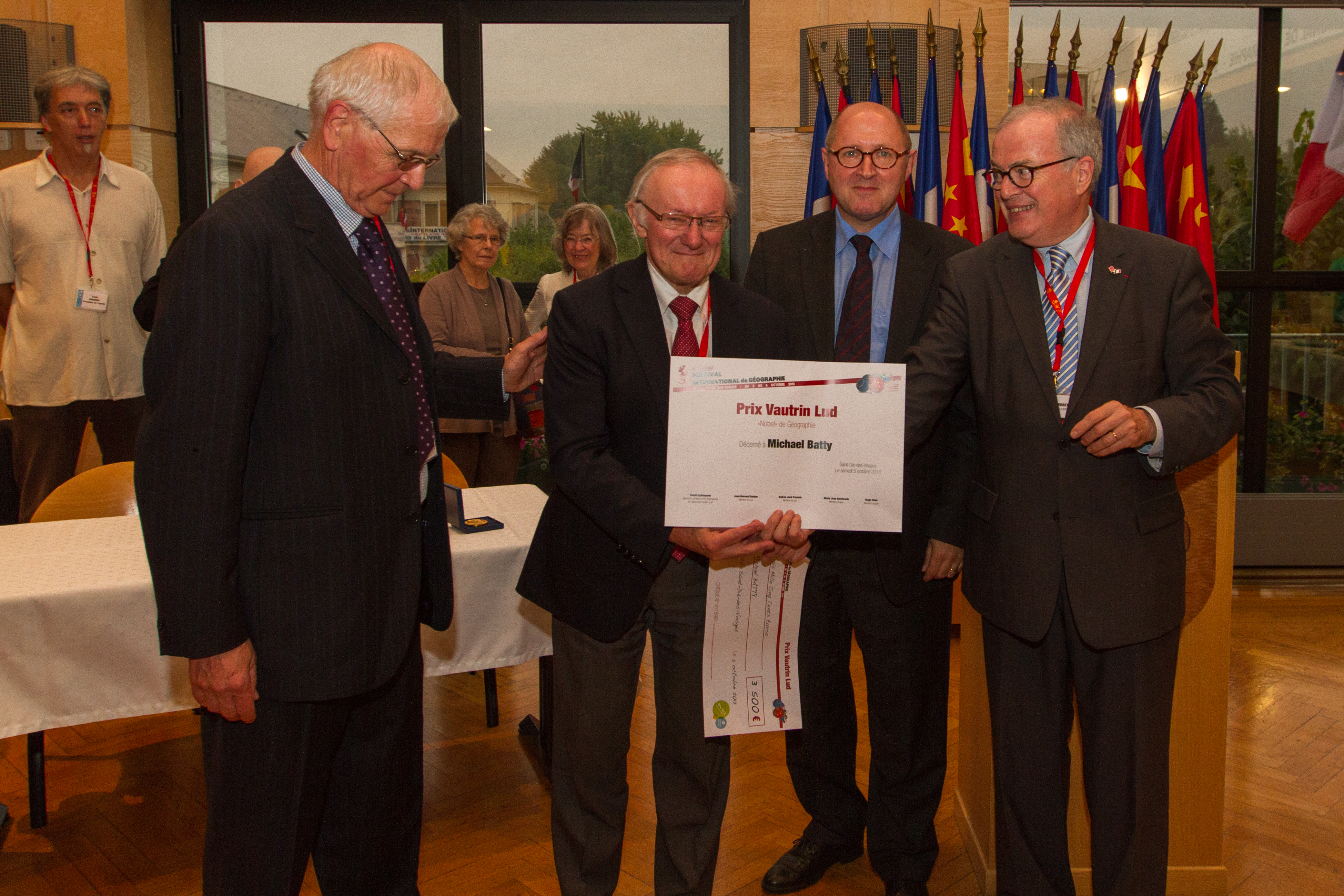
Remise prix Vautrin Lud à Michael Batty.
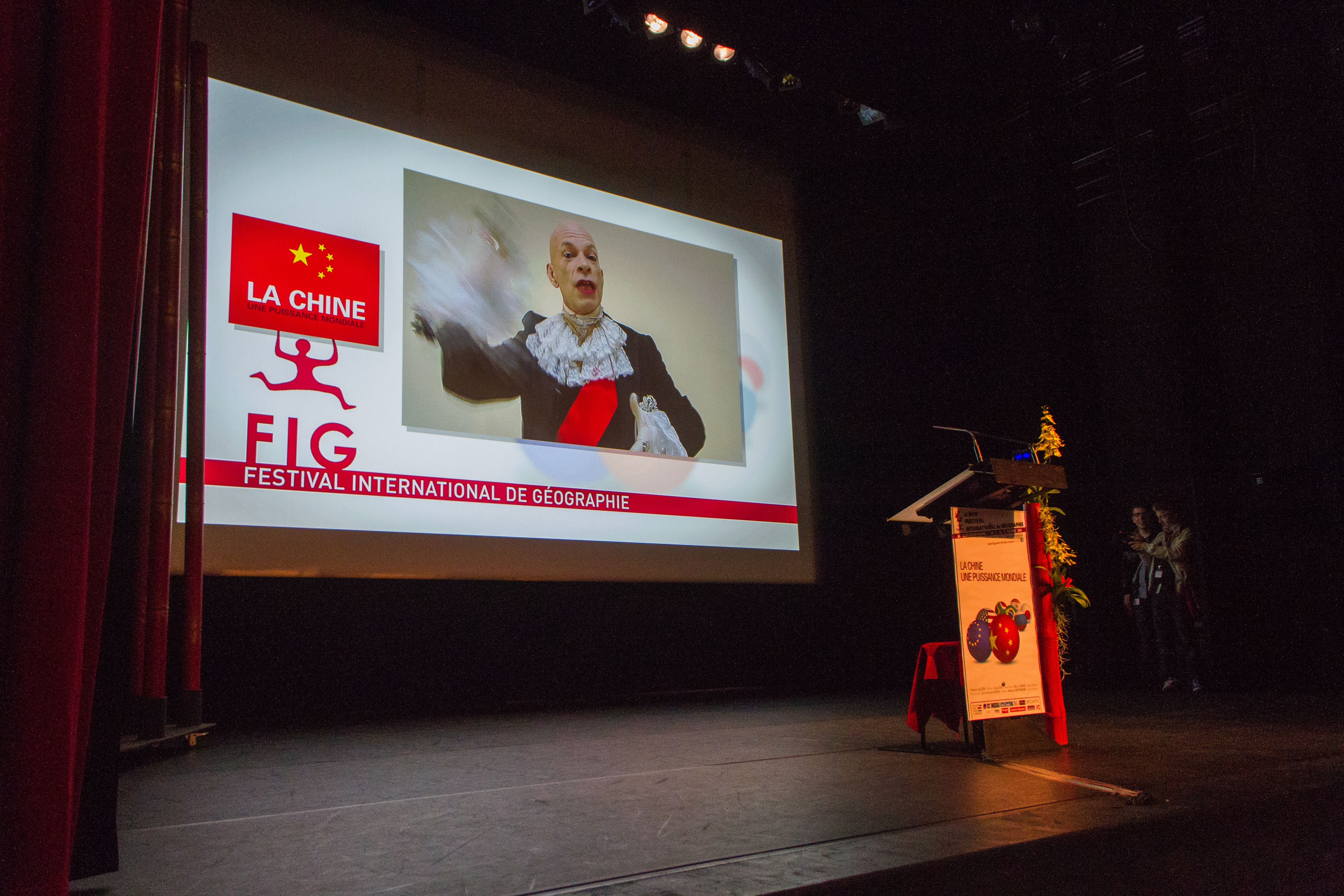
Calixte de Nigremont, maître de cérémonie.

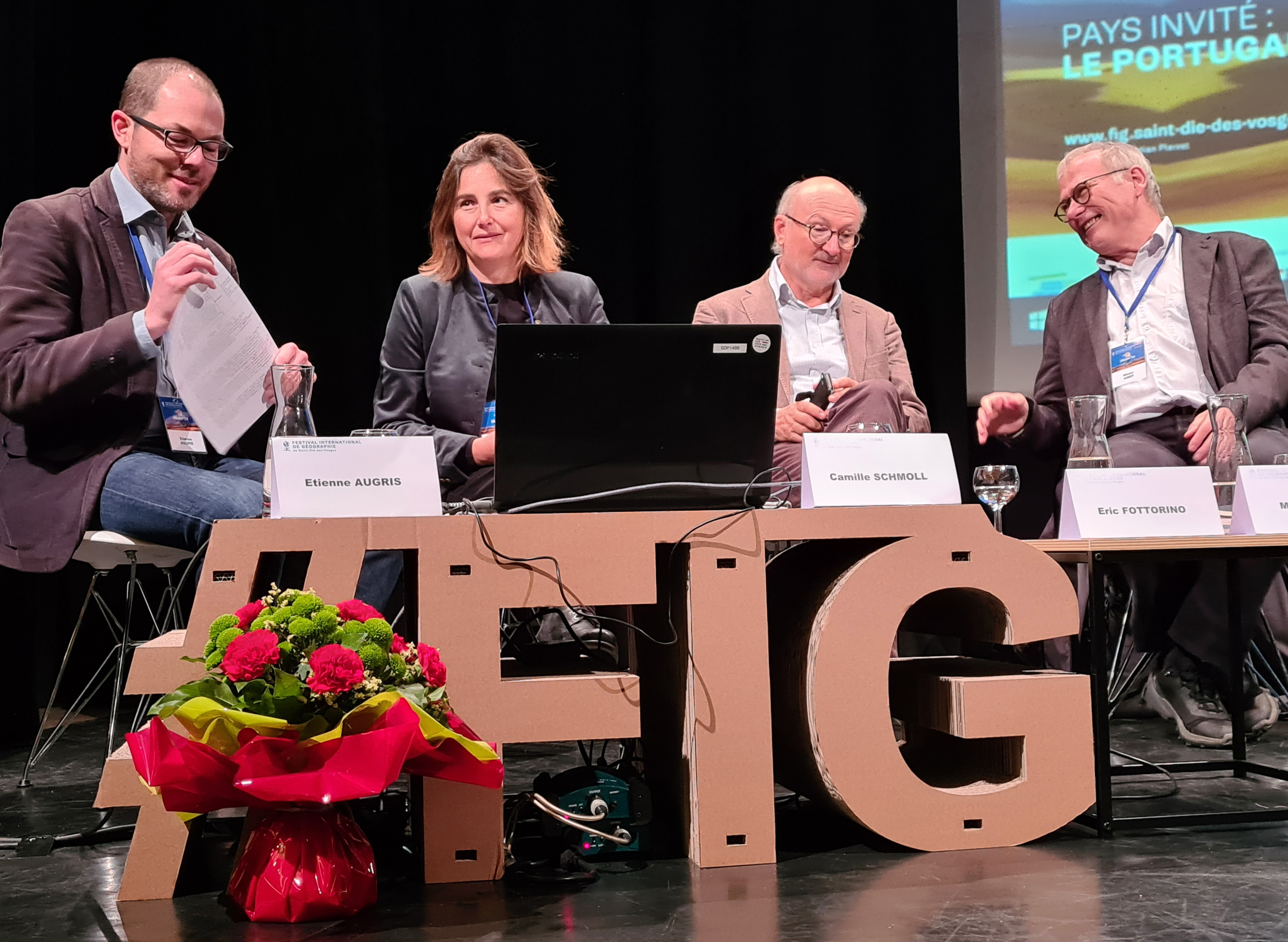
Table ronde La mer est un désert, avec Camille Schmoll, Éric Fottorino et Michel Agier.
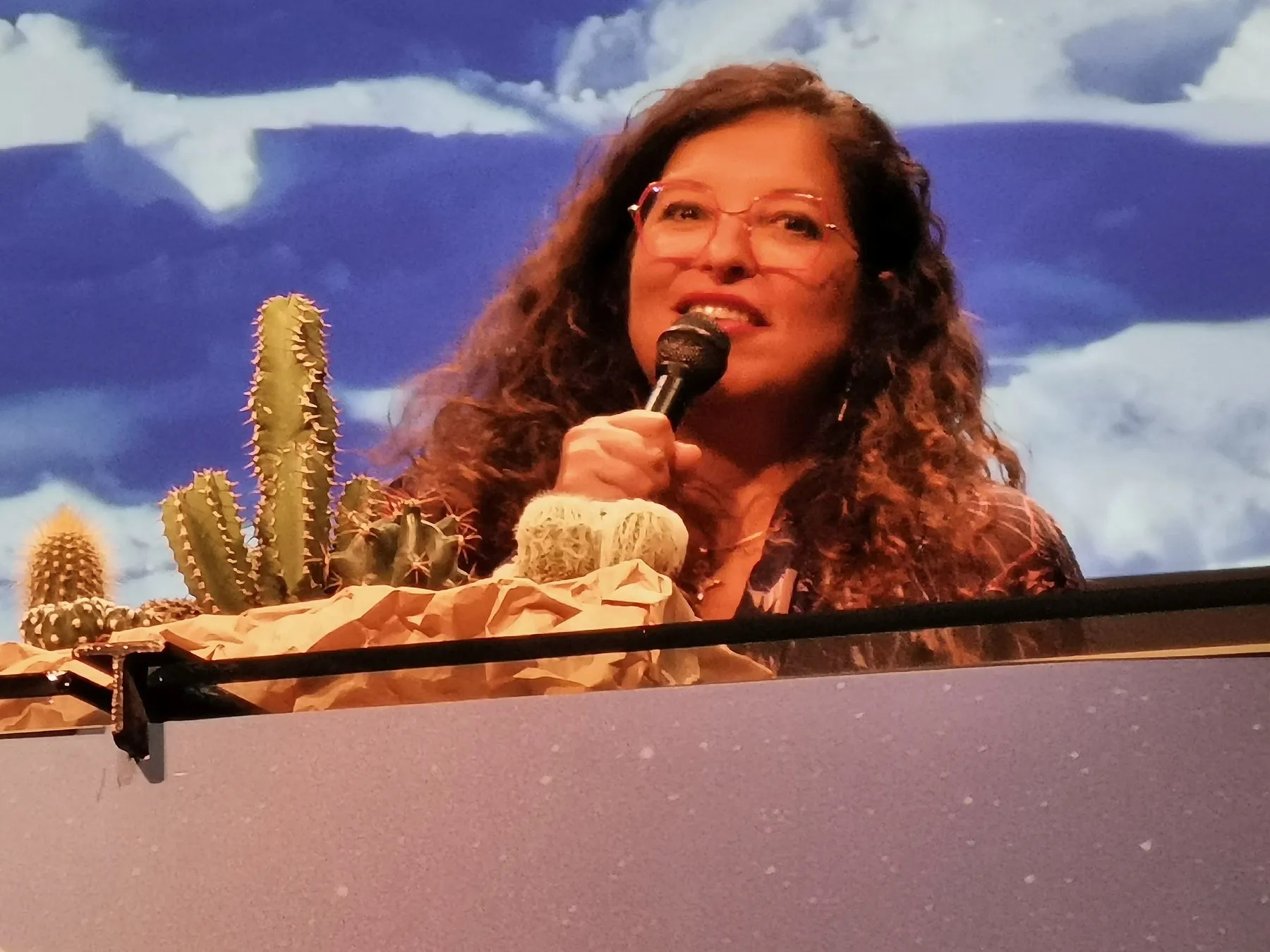
Merieme Chadid, Grand Témoin.
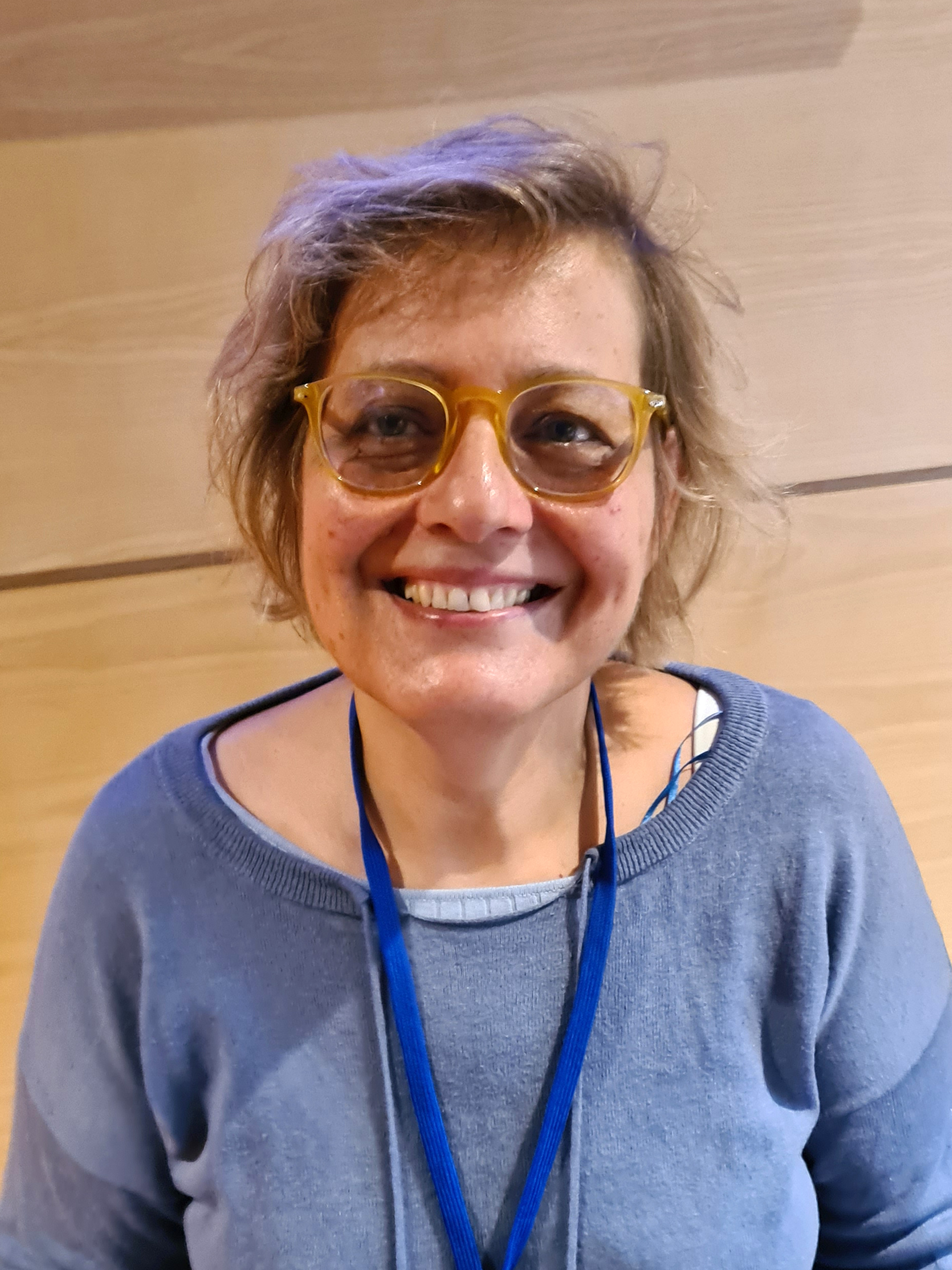
Isabela Figueiredo, auteure portugaise.
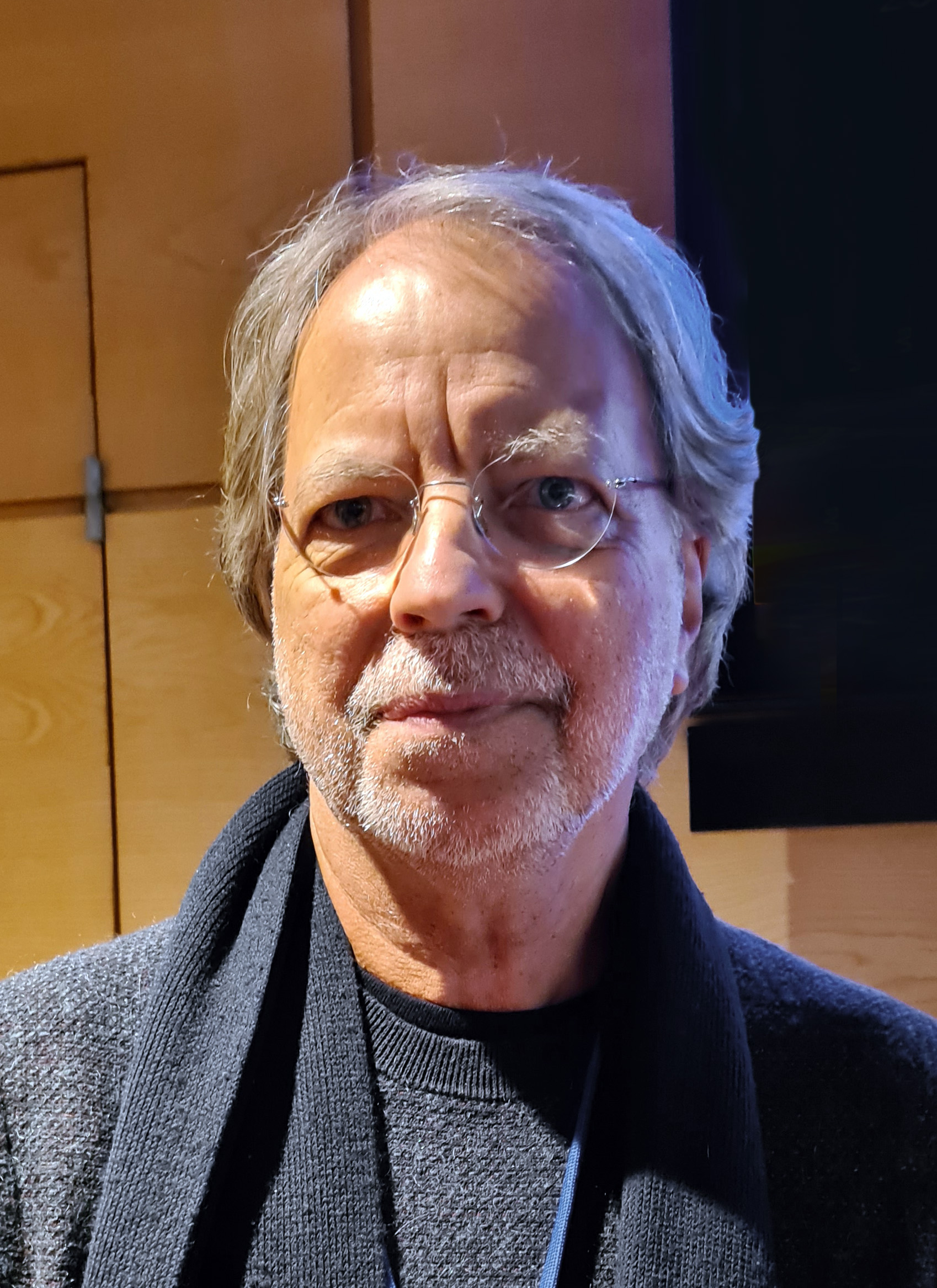
Mia Couto, président du salon du Livre.
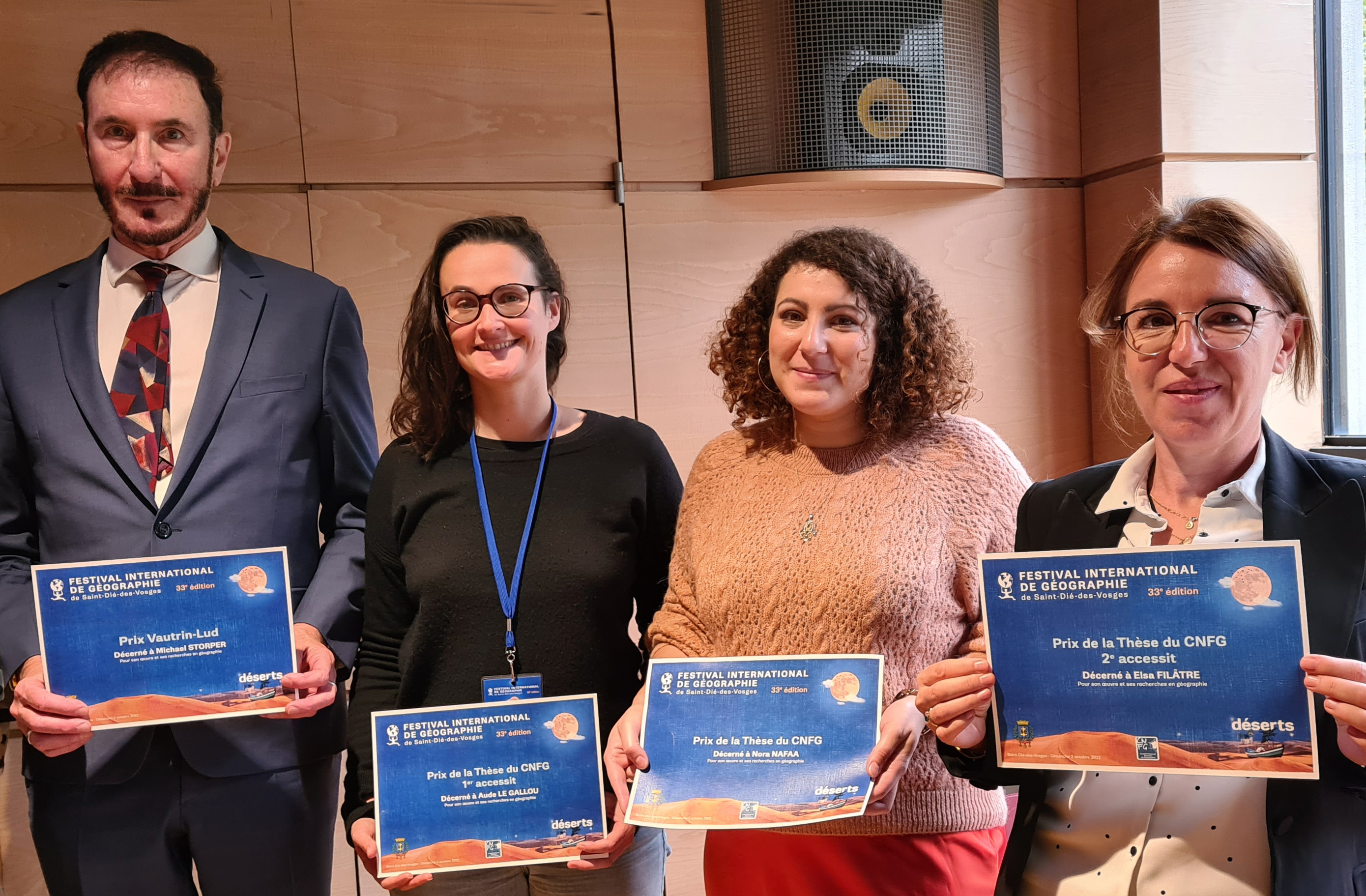
Michael Storper, prix Vautrin-Lud, et les prix de thèse de géographie.
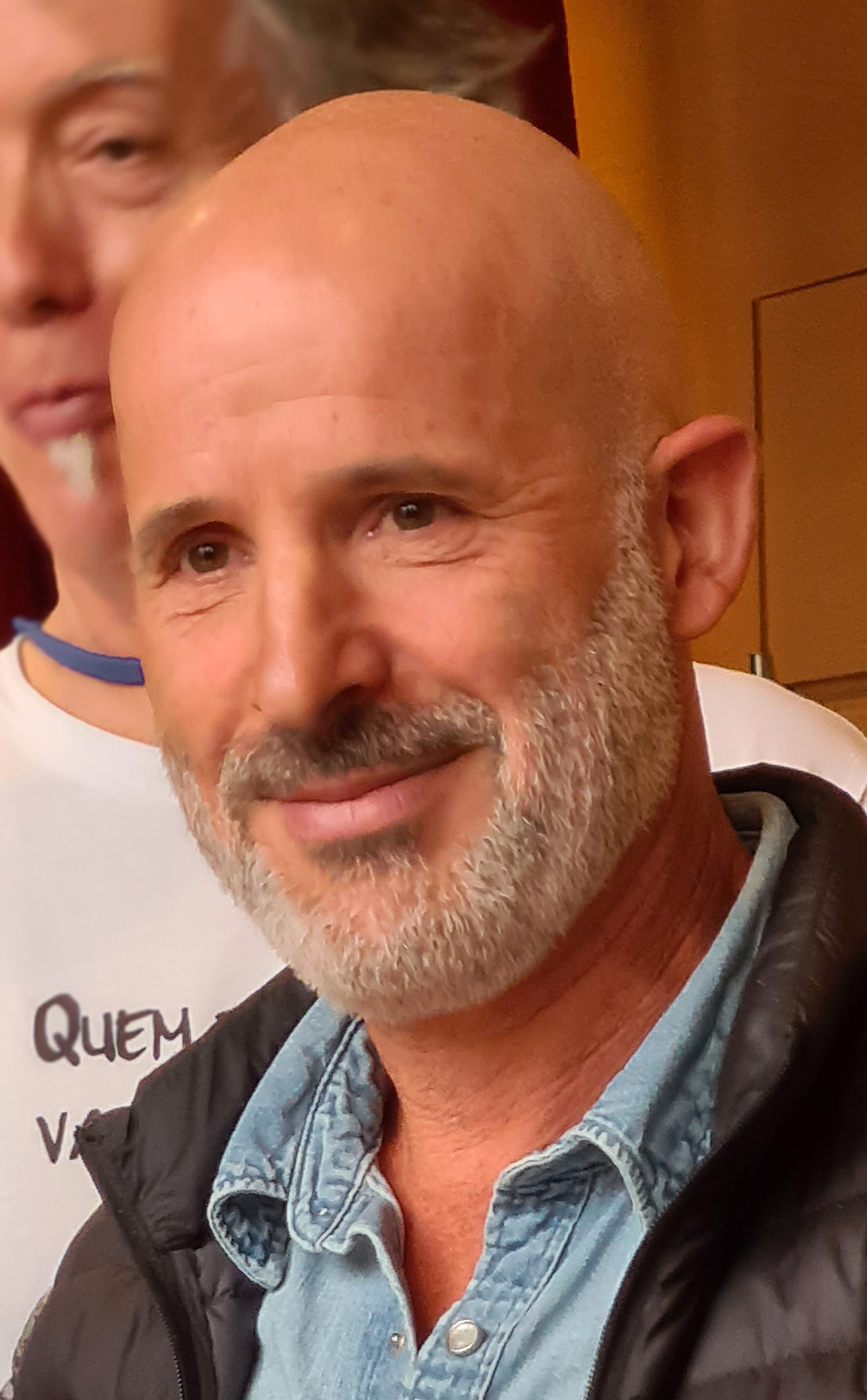
Étienne Davodeau, prix de la BD géographique.

### 2023: Urgences
- Dates : 29, 30 septembre et 1er octobre 2023[58].
- Pays invité : Chili.
- Président : Rony Brauman.
- Grands Témoins : Clara et Philippe Simay.
- Direction scientifique : Florian Opillard.
- Prix Amerigo-Vespucci : Feurat Alani, pour Je me souviens de Falloujah (JC Lattès[59])
- Prix Amerigo-Vespucci Jeunesse : Ingrid Thobois et Pascale Breysse, pour Histoire de se laver (Kilowatt)
- Prix Amerigo-Vespucci de la BD géographique : Rosalie Stroesser, pour Shiki. 4 saisons au Japon (Payot et Rivages)
- Prix du Livre de géographie des lycéens et étudiants : Raphaël Pieroni et Jean-François Staszak, pour Monde enchanté (Georg Éditeur).
- Prix Vautrin-Lud : Jamie Peck (Royaume-Uni).

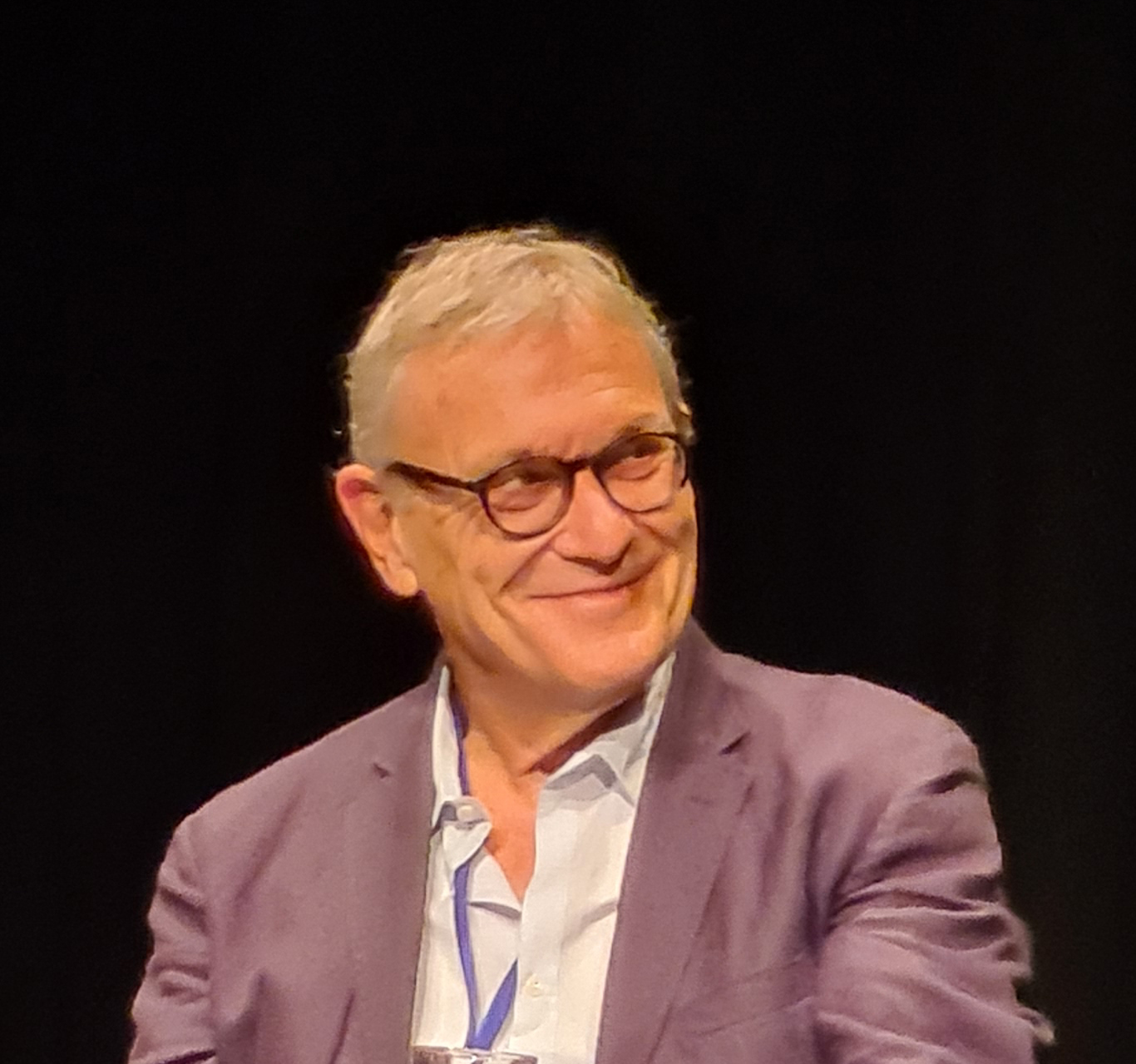
Rony Brauman.
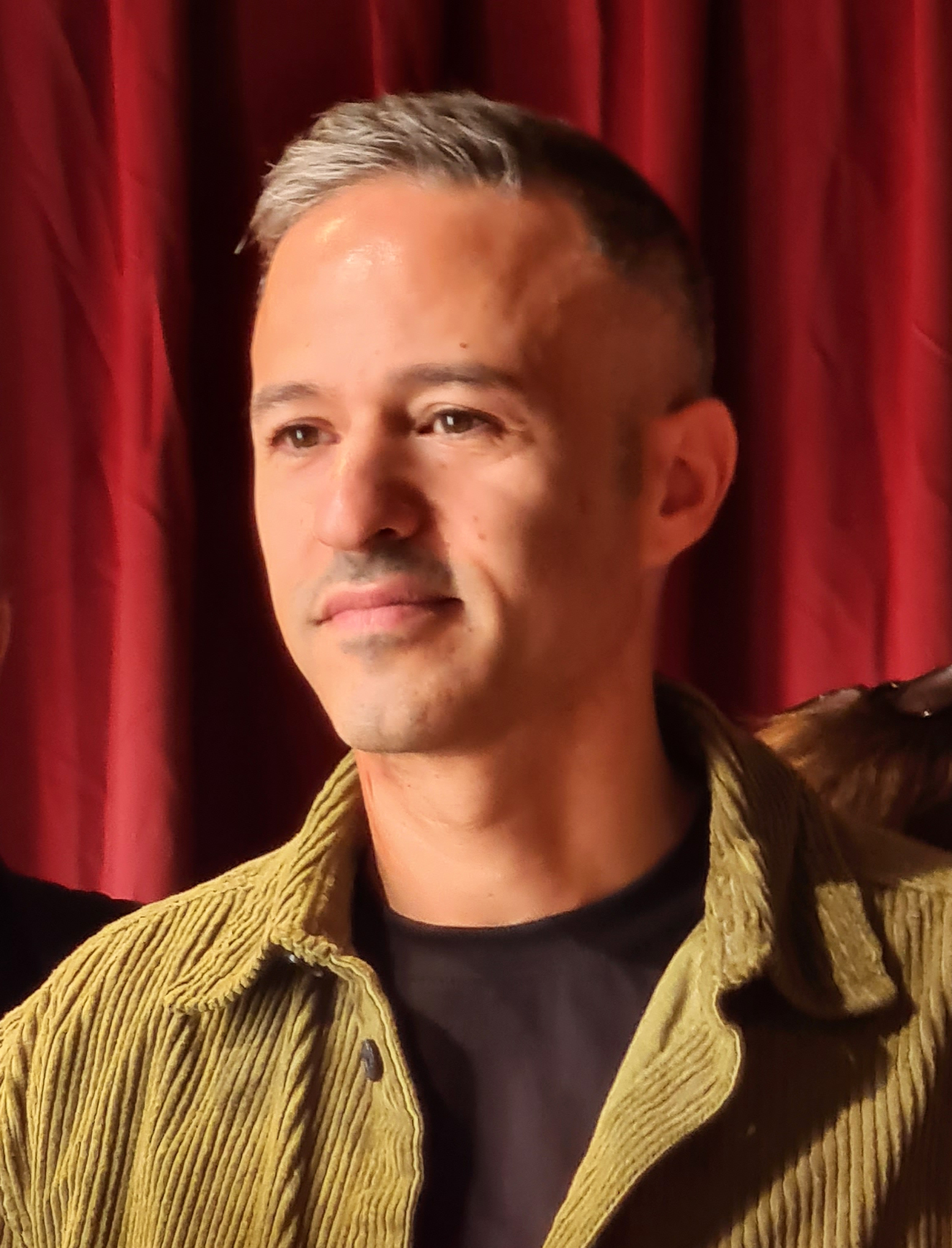
Feurat Alani.
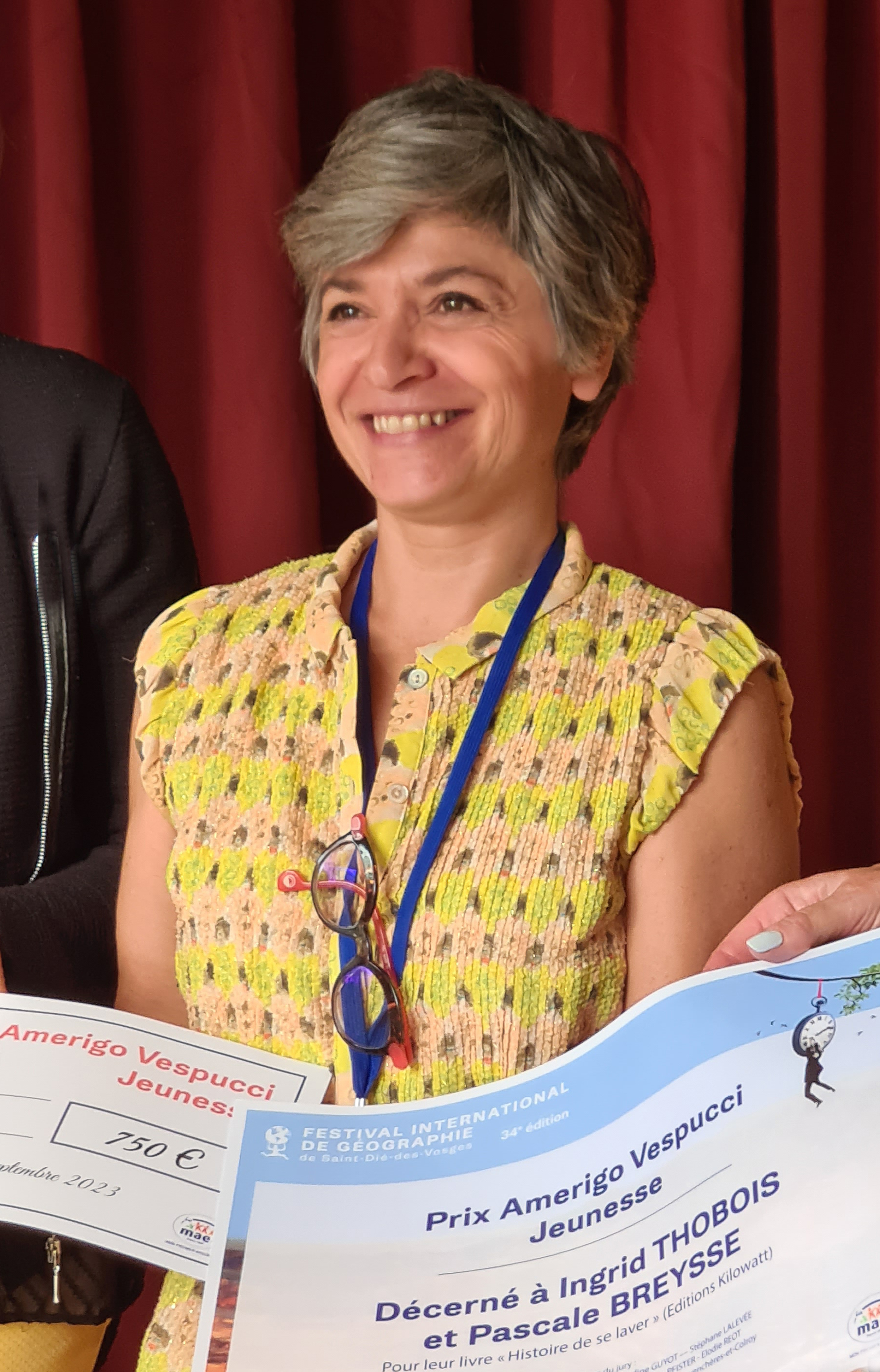
Pascale Breysse.
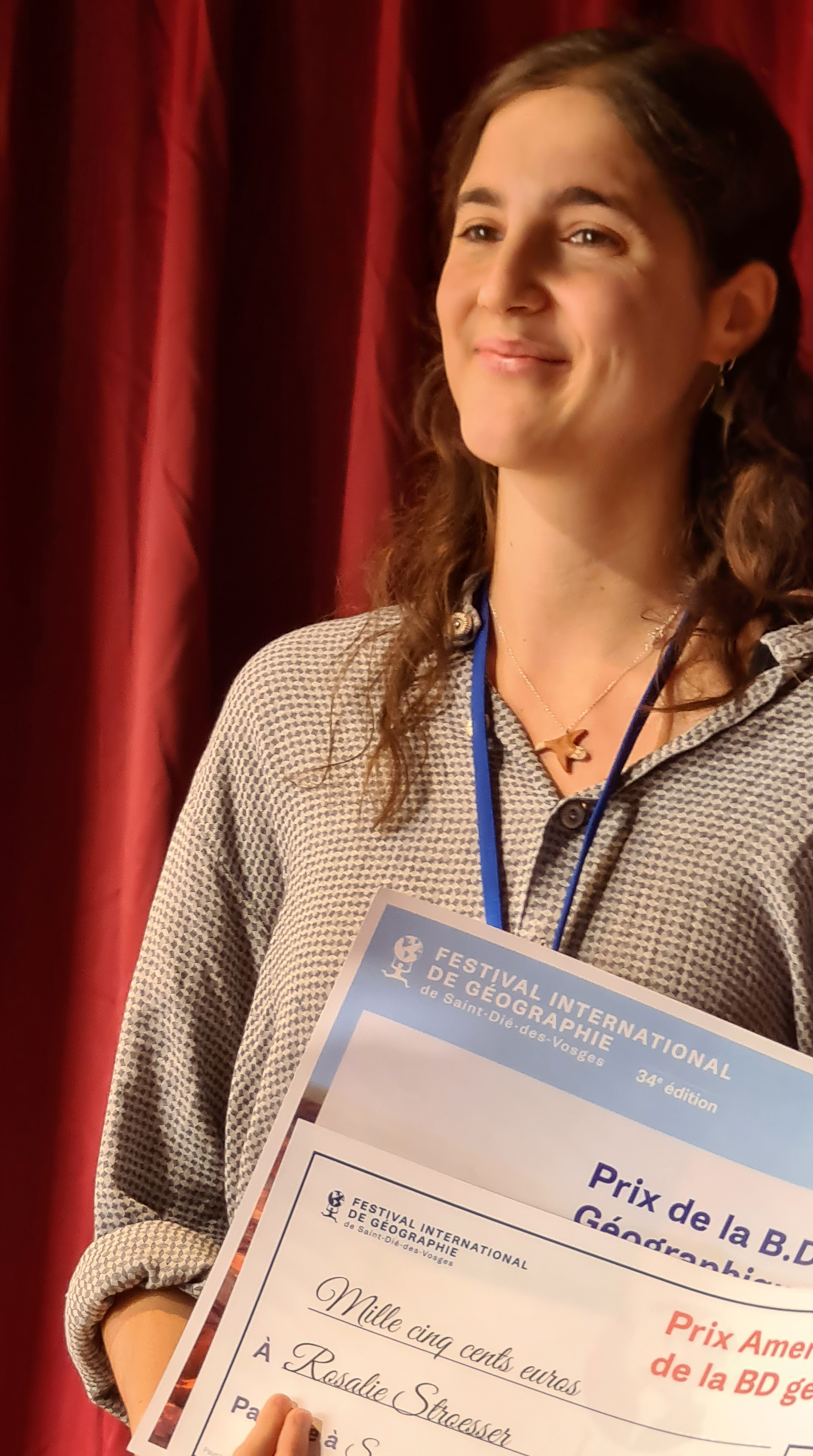
Rosalie Stroesser.
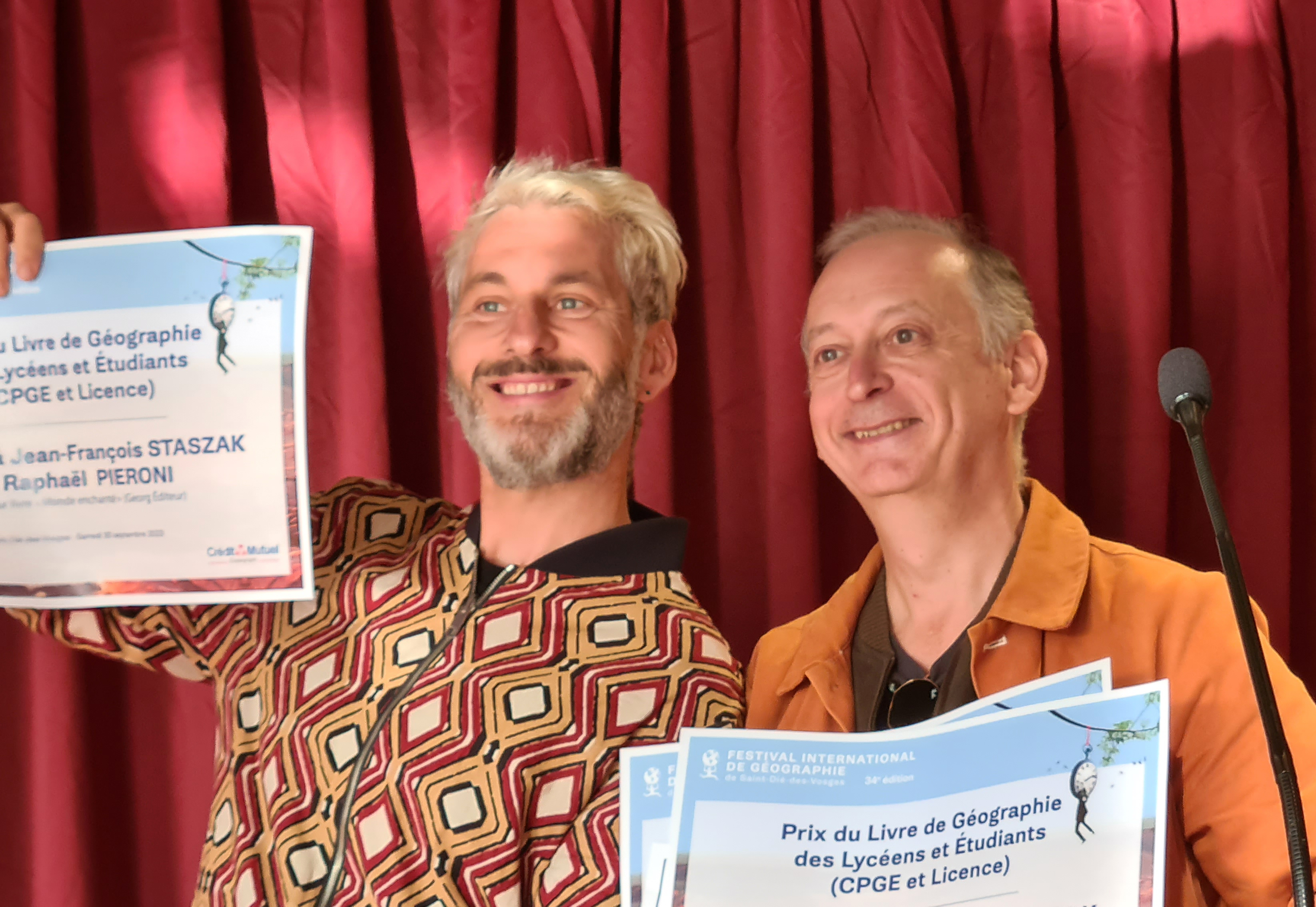
Raphaël Pieroni et Jean-François Staszak.
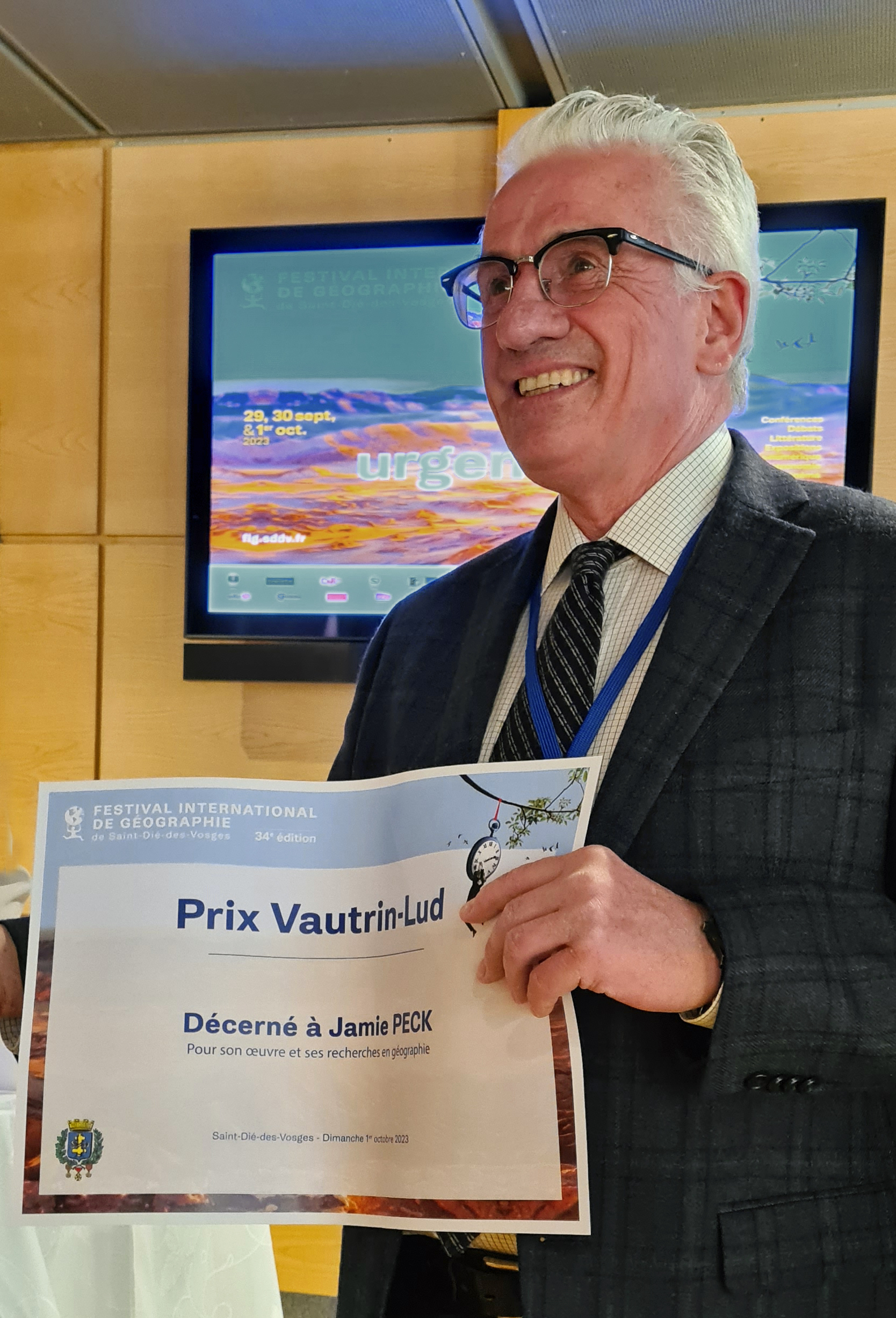
Jamie Peck.
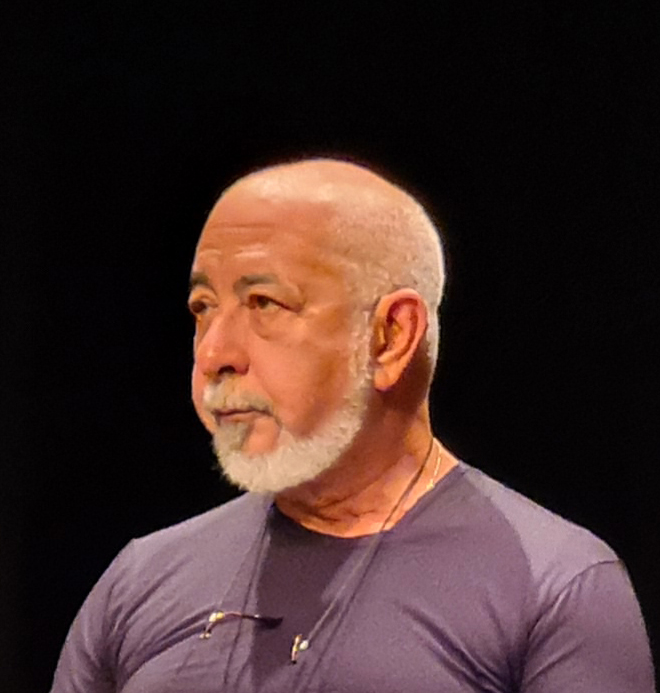
Leonardo Padura.

### 2024: Terres
- Dates : 4, 5 et 6 octobre 2024[60],[61]

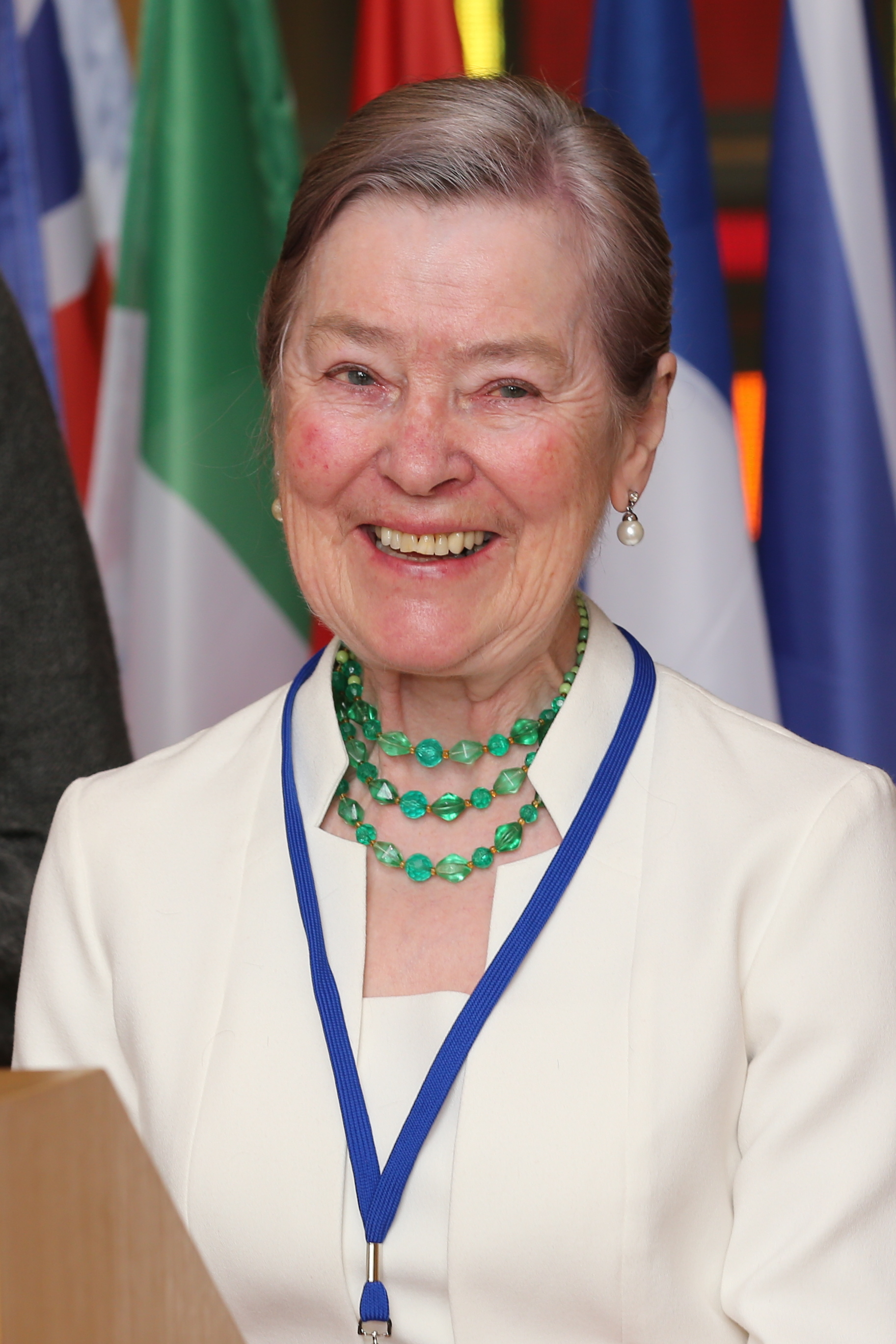
Anne Buttimer, lauréate du prix Vautrin-Lud 2014.

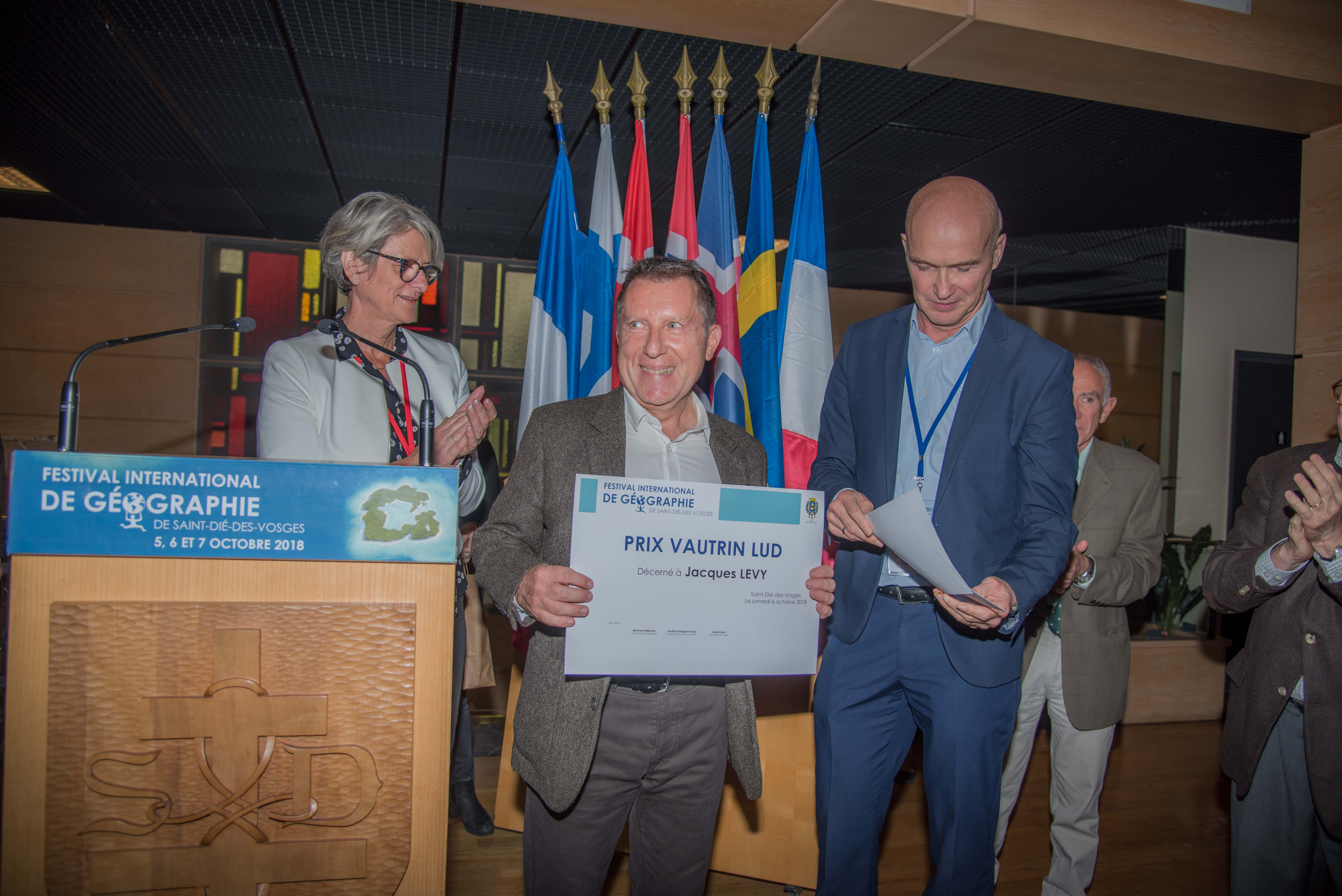
Jacques Lévy recevant le prix Vautrin-Lud.

- Territoires invités : les Alpes.
- Président : Gaspard Koenig.
- Grand témoin : Christian Grataloup.
- Direction scientifique : Florence Nussbaum et Adrien Baysse-Lainé.
- Présidente du Salon du livre : Sandrine Collette.
- Prix Amerigo-Vespucci : Anne Solange Muis, pour Une île pour elle (Phébus).
- Prix Amerigo-Vespucci Jeunesse : Tony Durand pour Quelqu'un quelque part.
- Prix Amerigo-Vespucci de la BD géographique : Lomig pour Au cœur des solitudes.
- Prix du Livre de géographie des lycéens et étudiants : Marion Tillous, pour Espace, genre et violences conjugales ; ce que révèle la crise de la Covid 19 (Presses universitaires de Vincennes).
- Prix Vautrin-Lud : Ron Boschma (Pays-Bas).

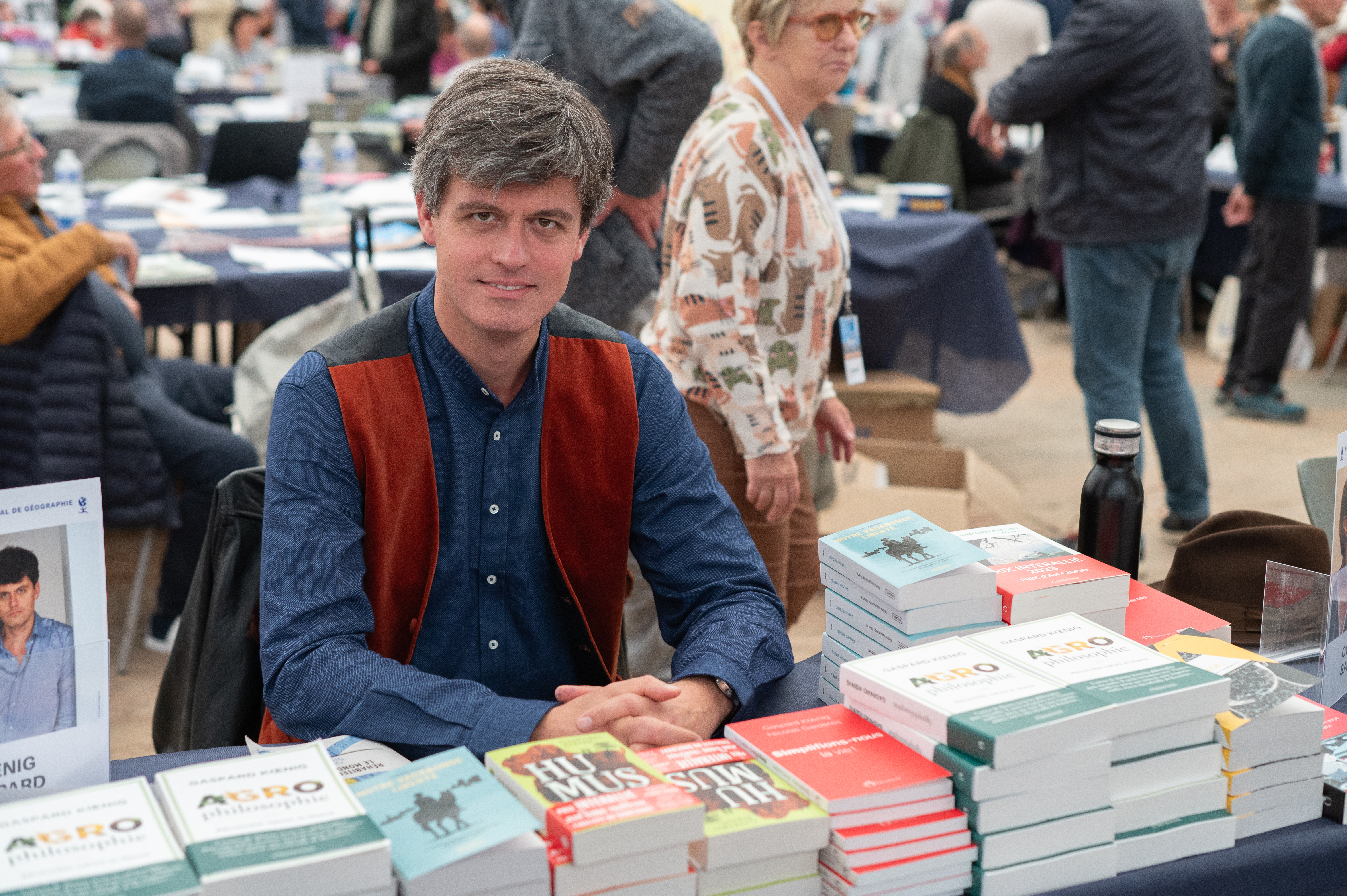
Gaspard Koenig, Président du FIG 2024, lors d'une séance de dédicace au Salon du Livre.
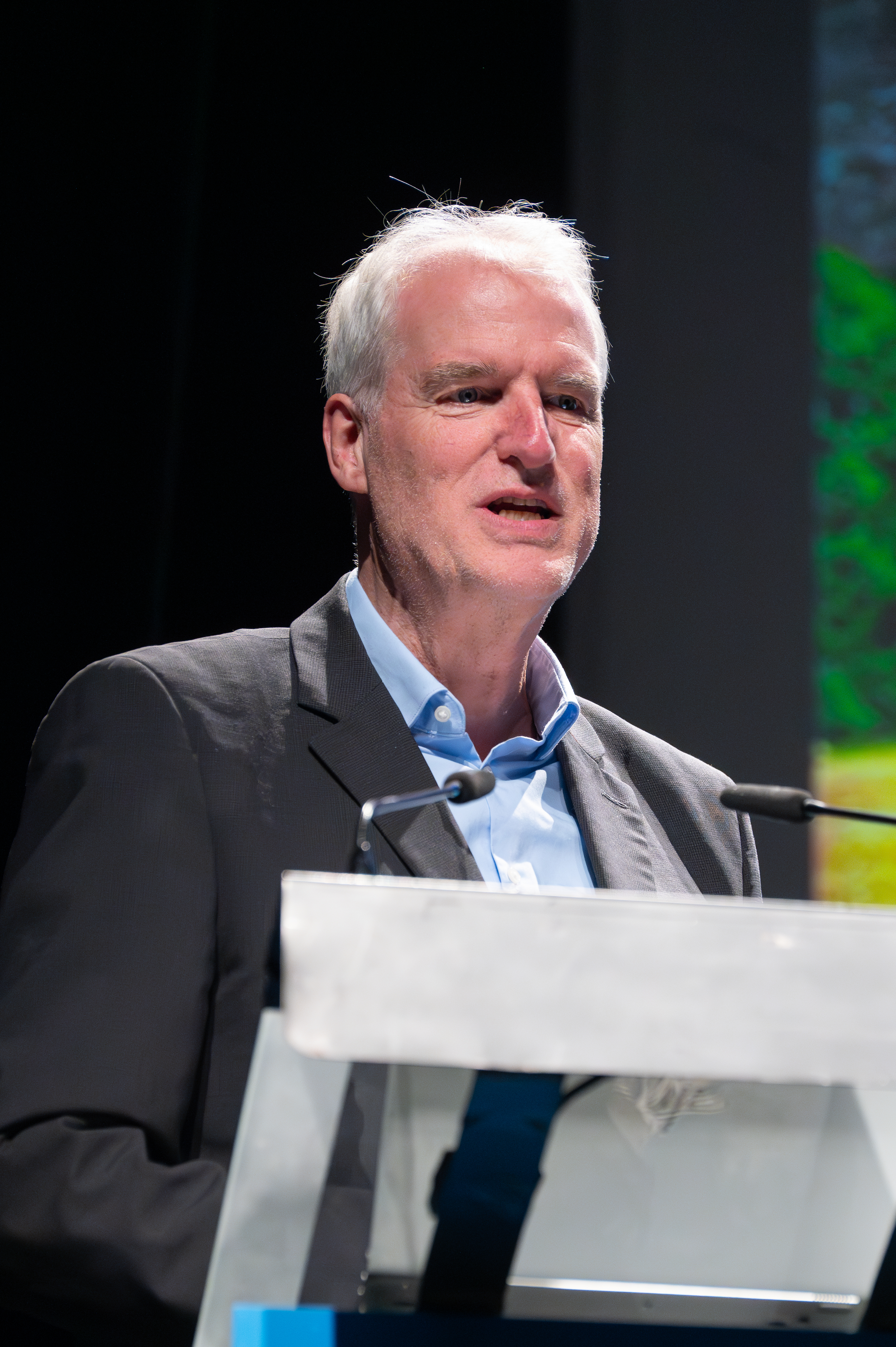
Ron Boschma, récipiendaire du prix Vautrin-Lud 2024 lors de son allocution de remerciements.

### 2025: Pouvoir
- Dates : 3, 4 et 5 octobre 2025[62].
- Pays invité : l’Indonésie.
- Présidente : Valérie Masson-Delmotte.
- Président du Salon du livre : Eka Kurniawan.
- Prix Vautrin-Lud : Anssi Paasi[63]
- Direction scientifique : Amaël Cattaruzza.